# 延岡市

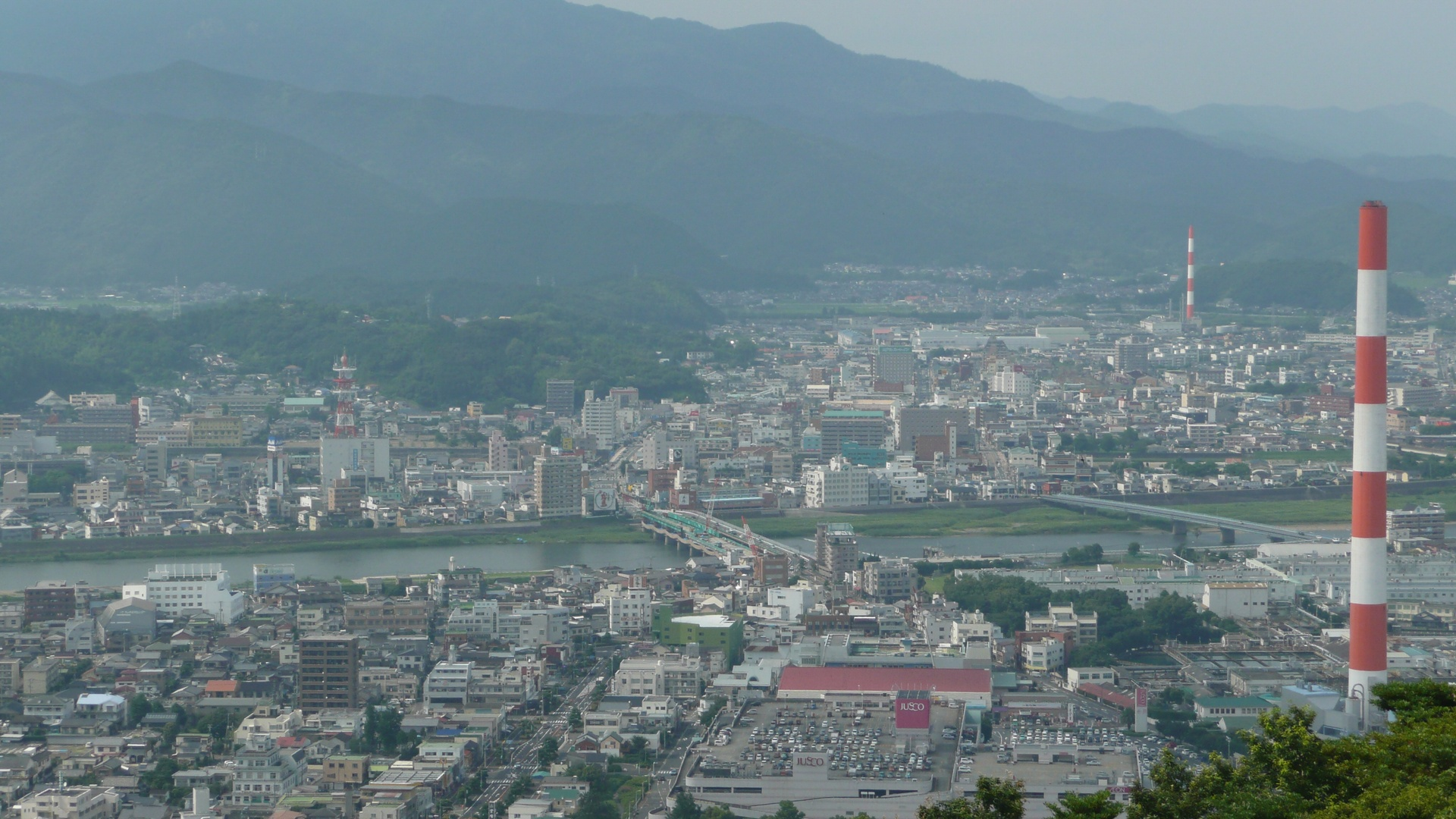
愛宕山からみた延岡市中心部

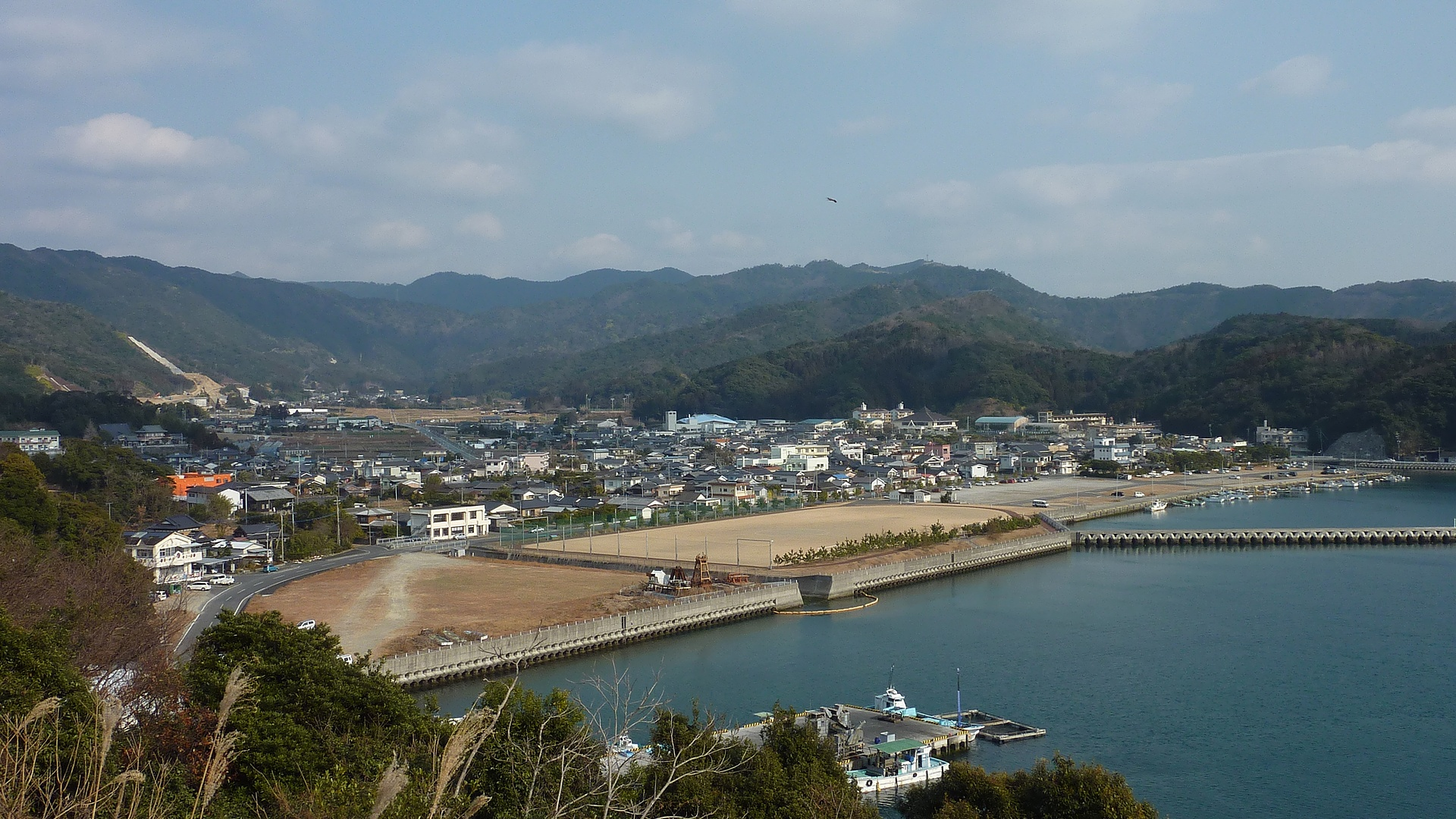
北浦町古江

延岡市（のべおかし）は、宮崎県北部にある市。中心地域は宮崎県北部の中心都市としての性格を有する。
戦前から宮崎県内屈指の工業都市で、旧北方町、旧北浦町、旧北川町との2007年の合併前の延岡市地域は旭化成の創業地工場群があるいわゆる企業城下町として栄えた。

## 地理

延岡市中心部周辺の空中写真。
2018年4月28日撮影の56枚を合成作成。。

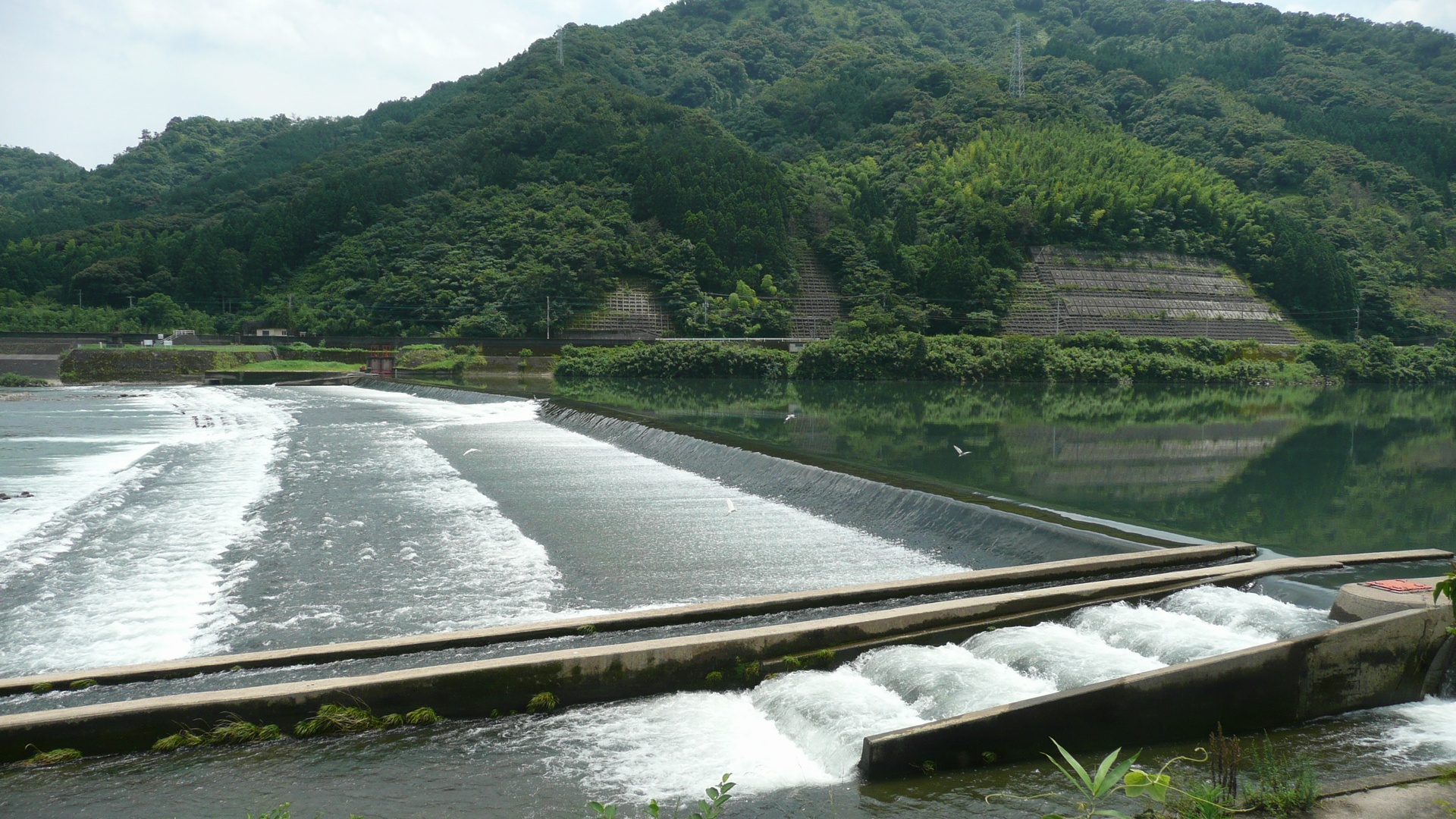
岩熊井堰（五ヶ瀬川）

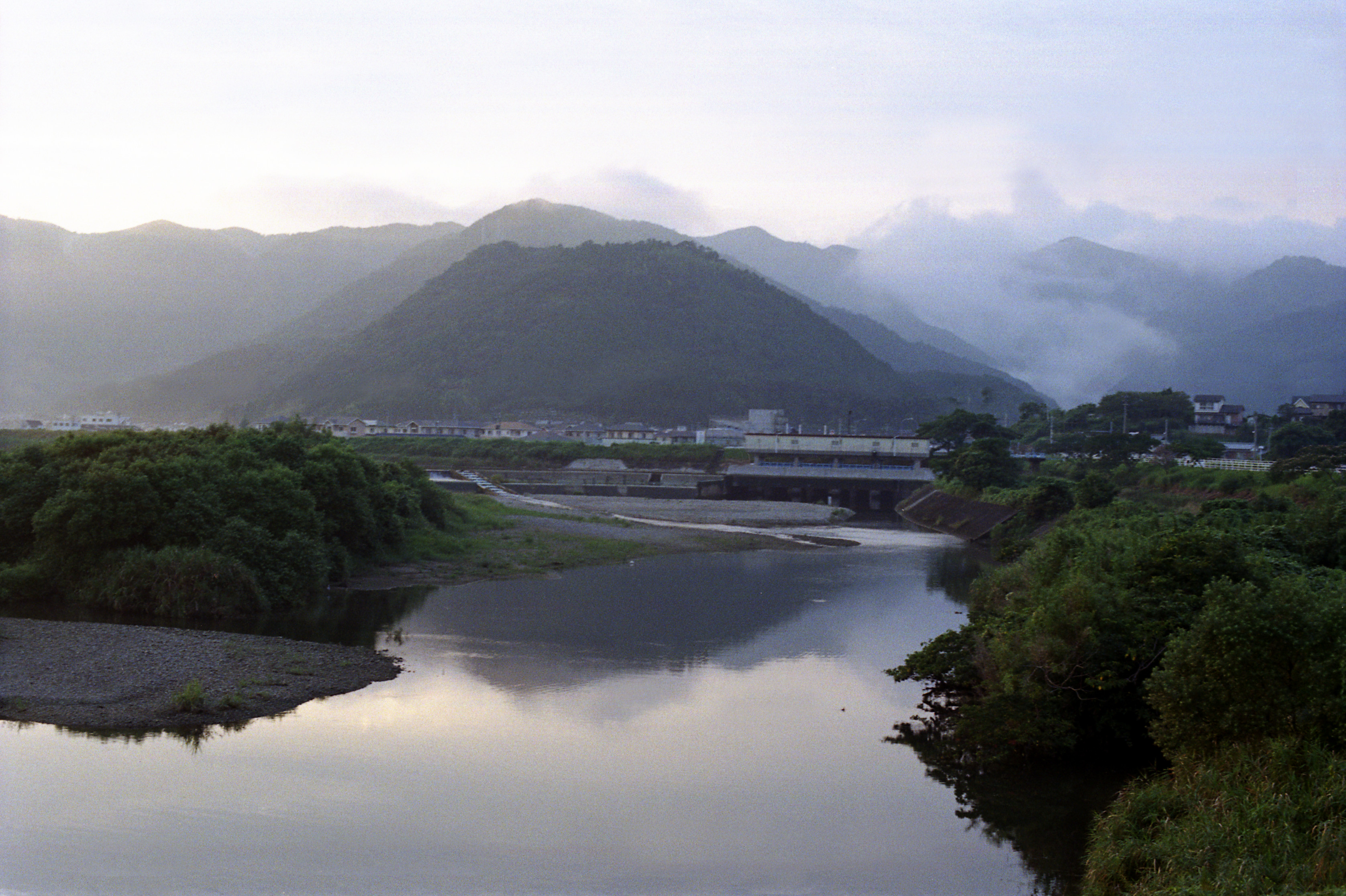
祝子川

東は日向灘に面し、その他は山に囲まれている。五ヶ瀬川・大瀬川・祝子川・北川・沖田川・浜川など多くの河川が市内を流れ、豊かな水郷としての性格を持つ。延岡市東側の海岸は日豊海岸国定公園に、北西部は祖母傾国定公園に指定されている。
- 山: 大崩山 (1644m)、地蔵岳 (1388m)、行縢山 (830m)、愛宕山 (251m)、可愛岳、鏡山
- 河川: 五ヶ瀬川、大瀬川、祝子川、北川、沖田川、浜川
- 海域: 日向灘 - 今後発生が予見されている南海トラフ巨大地震の際には、市内の海岸に最大11mの津波が到達することが予想されている[1]。
- 島: 島浦島 (島野浦島)

※地籍調査の進捗率は45%。（平成21年度末時点）

### 隣接する自治体
- 宮崎県
  - 東臼杵郡：門川町、美郷町
  - 西臼杵郡：日之影町
- 大分県
  - 佐伯市

### 地名
延岡市の地名を参照のこと。

## 気候
- 気温 - 最高38.5℃（2004年（平成16年）7月30日）、最低−7.0℃（1976年（昭和51年）1月24日）
- 最大日降水量 - 363.5ミリ（2001年（平成13年）10月16日）
- 最大瞬間風速 - 51.9メートル（1999年（平成11年）9月24日）

| 延岡市（1991-2020）の気候 | 延岡市（1991-2020）の気候 | 延岡市（1991-2020）の気候 | 延岡市（1991-2020）の気候 | 延岡市（1991-2020）の気候 | 延岡市（1991-2020）の気候 | 延岡市（1991-2020）の気候 | 延岡市（1991-2020）の気候 | 延岡市（1991-2020）の気候 | 延岡市（1991-2020）の気候 | 延岡市（1991-2020）の気候 | 延岡市（1991-2020）の気候 | 延岡市（1991-2020）の気候 | 延岡市（1991-2020）の気候 |
| 月                        | 1月                       | 2月                       | 3月                       | 4月                       | 5月                       | 6月                       | 7月                       | 8月                       | 9月                       | 10月                      | 11月                      | 12月                      | 年                        |
| ------------------------- | ------------------------- | ------------------------- | ------------------------- | ------------------------- | ------------------------- | ------------------------- | ------------------------- | ------------------------- | ------------------------- | ------------------------- | ------------------------- | ------------------------- | ------------------------- |
| 最高気温記録 °C （°F）    | 23.9 (75)                 | 26.1 (79)                 | 29.7 (85.5)               | 29.6 (85.3)               | 33.3 (91.9)               | 36.1 (97)                 | 38.5 (101.3)              | 38.4 (101.1)              | 35.5 (95.9)               | 32.5 (90.5)               | 29.5 (85.1)               | 23.3 (73.9)               | 38.5 (101.3)              |
| 平均最高気温 °C （°F）    | 12.4 (54.3)               | 13.6 (56.5)               | 16.6 (61.9)               | 21.0 (69.8)               | 24.6 (76.3)               | 26.5 (79.7)               | 30.4 (86.7)               | 31.6 (88.9)               | 28.8 (83.8)               | 24.5 (76.1)               | 19.4 (66.9)               | 14.3 (57.7)               | 22.0 (71.6)               |
| 日平均気温 °C （°F）      | 6.8 (44.2)                | 7.9 (46.2)                | 11.1 (52)                 | 15.5 (59.9)               | 19.5 (67.1)               | 22.5 (72.5)               | 26.3 (79.3)               | 27.0 (80.6)               | 24.1 (75.4)               | 19.2 (66.6)               | 13.8 (56.8)               | 8.6 (47.5)                | 16.9 (62.4)               |
| 平均最低気温 °C （°F）    | 1.9 (35.4)                | 2.9 (37.2)                | 6.0 (42.8)                | 10.4 (50.7)               | 14.9 (58.8)               | 19.2 (66.6)               | 23.0 (73.4)               | 23.6 (74.5)               | 20.4 (68.7)               | 14.8 (58.6)               | 9.1 (48.4)                | 3.8 (38.8)                | 12.5 (54.5)               |
| 最低気温記録 °C （°F）    | −7 (19)                   | −6.6 (20.1)               | −3.9 (25)                 | −1.7 (28.9)               | 4.2 (39.6)                | 10.2 (50.4)               | 14.7 (58.5)               | 16.5 (61.7)               | 8.6 (47.5)                | 3.0 (37.4)                | −2.4 (27.7)               | −5.5 (22.1)               | −7.0 (19.4)               |
| 降水量 mm （inch）        | 59.4 (2.339)              | 77.8 (3.063)              | 145.5 (5.728)             | 186.5 (7.343)             | 250.6 (9.866)             | 423.5 (16.673)            | 276.5 (10.886)            | 265.9 (10.469)            | 368.2 (14.496)            | 209.5 (8.248)             | 105.0 (4.134)             | 66.3 (2.61)               | 2,435.6 (95.89)           |
| 平均降水日数 （≥0.5 mm）  | 5.4                       | 7.1                       | 10.3                      | 10.5                      | 11.6                      | 16.2                      | 12.6                      | 12.9                      | 13.2                      | 8.3                       | 7.7                       | 5.7                       | 121.6                     |
| % 湿度                    | 63                        | 64                        | 66                        | 70                        | 75                        | 84                        | 83                        | 82                        | 80                        | 75                        | 73                        | 67                        | 74                        |
| 平均月間日照時間          | 191.2                     | 174.9                     | 187.2                     | 192.7                     | 185.1                     | 124.7                     | 186.1                     | 198.1                     | 156.5                     | 177.4                     | 167.6                     | 187.3                     | 2,130                     |
| 出典1：気象庁             |                           |                           |                           |                           |                           |                           |                           |                           |                           |                           |                           |                           |                           |
| 出典2：気象庁             |                           |                           |                           |                           |                           |                           |                           |                           |                           |                           |                           |                           |                           |

| 古江（1991年 - 2020年）の気候      | 古江（1991年 - 2020年）の気候 | 古江（1991年 - 2020年）の気候 | 古江（1991年 - 2020年）の気候 | 古江（1991年 - 2020年）の気候 | 古江（1991年 - 2020年）の気候 | 古江（1991年 - 2020年）の気候 | 古江（1991年 - 2020年）の気候 | 古江（1991年 - 2020年）の気候 | 古江（1991年 - 2020年）の気候 | 古江（1991年 - 2020年）の気候 | 古江（1991年 - 2020年）の気候 | 古江（1991年 - 2020年）の気候 | 古江（1991年 - 2020年）の気候 |
| 月                                 | 1月                           | 2月                           | 3月                           | 4月                           | 5月                           | 6月                           | 7月                           | 8月                           | 9月                           | 10月                          | 11月                          | 12月                          | 年                            |
| ---------------------------------- | ----------------------------- | ----------------------------- | ----------------------------- | ----------------------------- | ----------------------------- | ----------------------------- | ----------------------------- | ----------------------------- | ----------------------------- | ----------------------------- | ----------------------------- | ----------------------------- | ----------------------------- |
| 最高気温記録 °C （°F）             | 21.1 (70)                     | 23.3 (73.9)                   | 29.4 (84.9)                   | 28.0 (82.4)                   | 31.1 (88)                     | 35.4 (95.7)                   | 38.9 (102)                    | 37.8 (100)                    | 34.9 (94.8)                   | 32.4 (90.3)                   | 28.3 (82.9)                   | 23.4 (74.1)                   | 38.9 (102)                    |
| 平均最高気温 °C （°F）             | 12.5 (54.5)                   | 13.3 (55.9)                   | 16.2 (61.2)                   | 20.4 (68.7)                   | 24.0 (75.2)                   | 26.0 (78.8)                   | 29.6 (85.3)                   | 31.0 (87.8)                   | 28.8 (83.8)                   | 24.6 (76.3)                   | 19.5 (67.1)                   | 14.5 (58.1)                   | 21.7 (71.1)                   |
| 日平均気温 °C （°F）               | 7.5 (45.5)                    | 8.4 (47.1)                    | 11.3 (52.3)                   | 15.6 (60.1)                   | 19.5 (67.1)                   | 22.4 (72.3)                   | 25.9 (78.6)                   | 27.0 (80.6)                   | 24.6 (76.3)                   | 20.0 (68)                     | 14.7 (58.5)                   | 9.6 (49.3)                    | 17.2 (63)                     |
| 平均最低気温 °C （°F）             | 3.0 (37.4)                    | 3.8 (38.8)                    | 6.6 (43.9)                    | 10.9 (51.6)                   | 15.3 (59.5)                   | 19.3 (66.7)                   | 23.1 (73.6)                   | 24.0 (75.2)                   | 21.3 (70.3)                   | 16.3 (61.3)                   | 10.5 (50.9)                   | 5.1 (41.2)                    | 13.3 (55.9)                   |
| 最低気温記録 °C （°F）             | −6.9 (19.6)                   | −6.0 (21.2)                   | −4.3 (24.3)                   | 0.0 (32)                      | 5.9 (42.6)                    | 12.7 (54.9)                   | 14.1 (57.4)                   | 16.1 (61)                     | 11.6 (52.9)                   | 4.9 (40.8)                    | 0.3 (32.5)                    | −4.2 (24.4)                   | −6.9 (19.6)                   |
| 降水量 mm （inch）                 | 61.3 (2.413)                  | 78.6 (3.094)                  | 152.9 (6.02)                  | 196.5 (7.736)                 | 260.6 (10.26)                 | 418.5 (16.476)                | 255.7 (10.067)                | 244.1 (9.61)                  | 328.6 (12.937)                | 201.2 (7.921)                 | 114.7 (4.516)                 | 64.5 (2.539)                  | 2,390.2 (94.102)              |
| 平均降水日数 （≥1.0 mm）           | 5.4                           | 6.2                           | 9.6                           | 9.8                           | 10.8                          | 14.7                          | 11.9                          | 11.9                          | 11.6                          | 7.8                           | 6.6                           | 4.9                           | 111.6                         |
| 平均月間日照時間                   | 183.0                         | 171.8                         | 186.5                         | 195.7                         | 187.5                         | 129.2                         | 186.5                         | 202.5                         | 163.1                         | 178.1                         | 166.4                         | 178.5                         | 2,128.9                       |
| 出典1：Japan Meteorological Agency |                               |                               |                               |                               |                               |                               |                               |                               |                               |                               |                               |                               |                               |
| 出典2：気象庁                      |                               |                               |                               |                               |                               |                               |                               |                               |                               |                               |                               |                               |                               |

## 歴史

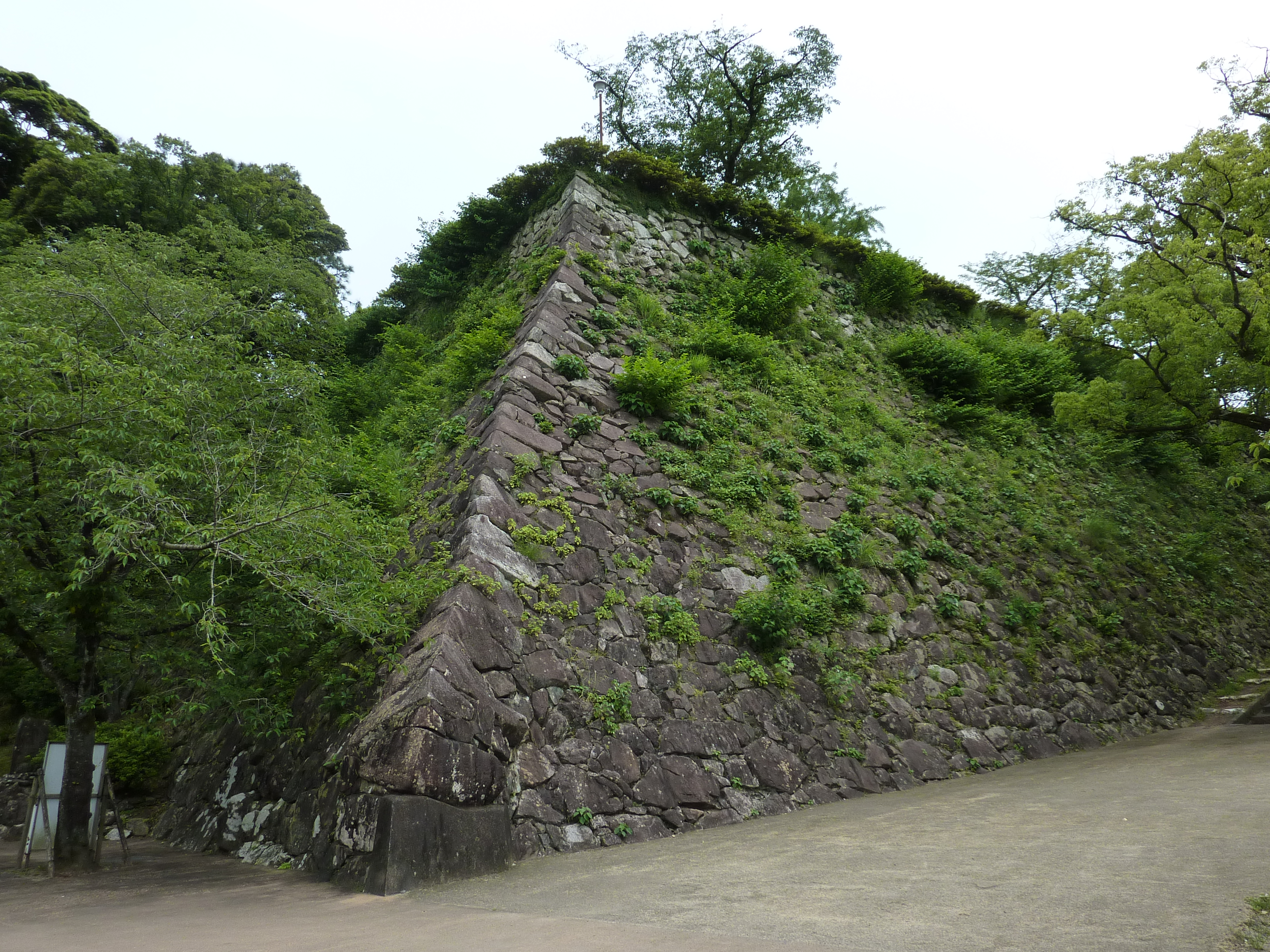
延岡城址（千人殺しの石垣）

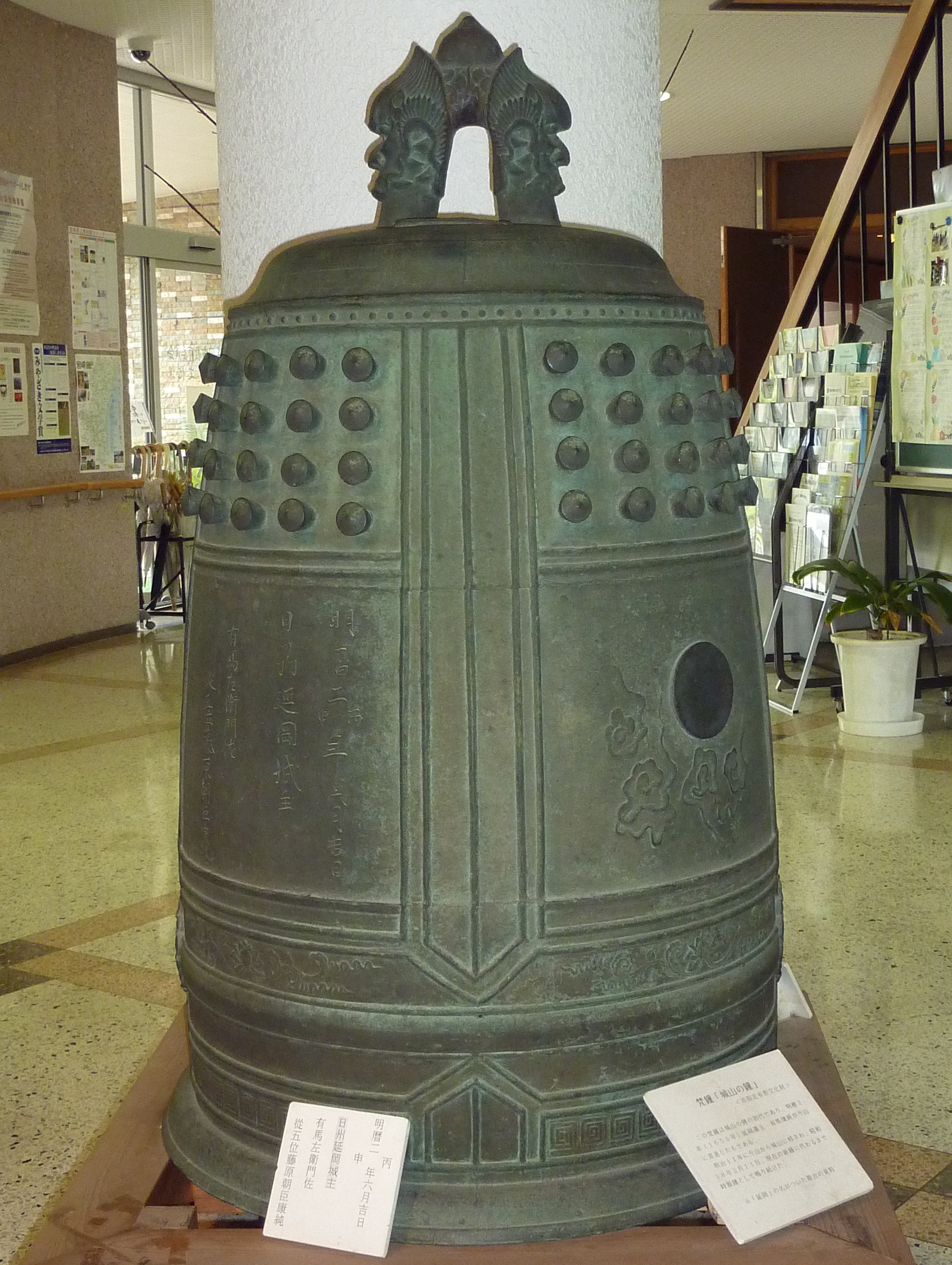
初代城山の鐘（内藤記念館蔵） 地名としての延岡の初出とされる

平安時代から、臼杵郡英多（あがた）郷の行政区分。以後、室町期までには、縣（あがた）の記述が定着。
中世をつうじて縣土持氏が支配したが、1578年（天正6年）4月10日、豊後の大友宗麟によって、土持親成が松尾城に攻め滅ぼされ、700年の名門縣土持氏の命脈を絶たれた。
天正15年（1587年）、豊臣秀吉の九州征伐により高橋元種が日向縣藩（のちに延岡藩）に5万3千石を宛行われて入封。慶長6年（1601年） - 慶長8年（1603年）秋にかけて縣城（延岡城）を築城して以降、近世城下町としての町割りが整う。
この縣地域の呼称としての延岡地名の使用は、近世縣城（現在の城山）の修築完成を記念して、有馬康純が明暦2年（1656年）に今山八幡宮に寄進した梵鐘（若山牧水に詠われた「城山の鐘」）の銘文「…明暦二年丙申六月吉日…日州延岡城主有馬左衛門佐…藤原朝臣康純」を初見としており、さらには、江戸幕府の公文書で正式に延岡藩としての記述が見られるのは、有馬氏の次、三浦明敬支配の元禄期以降のことである。
明治期になり、宮崎県設置により県庁が宮崎市におかれたことから、延岡は県庁から最も離れた旧城下町となった。これを近代化の遅れの予兆として受け止めた危機感覚が、後の工業都市としての発展の一因となる。旧延岡藩主であった内藤氏は数々の特権を公共化させ、銅山や電源開発に関わることで近代延岡の礎を築いた。また、小林乾一郎など旧藩士の働きも、延岡の近代化に大きく寄与した。
1923年に野口遵が日本窒素肥料（現チッソ）の工場を建設したのを機に、延岡は県内屈指の工業都市として発展する。昭和8年（1933年）にかけての延岡町・恒富村・岡富村の合併・市制施行は延岡進出の条件であり、日豊本線も進出に伴って開通した。1930年代末までに日窒系の工場が次々と建設され、1922年（大正11年）に2万3千人ほどであった人口は、1939年（昭和14年）には9万1千人を数え、宮崎県内最多の人口を有する都市となり、1935年（昭和10年）9月に制定された初代「延岡市歌」でもその威容が謳われている。
第二次世界大戦後の財閥解体により日窒コンツェルンは解体され、延岡にある工場は旭化成として再出発した。1951年（昭和26年）頃は人口の約半数・市税納入額の3分の2・市議会議員の3分の1が旭化成関係であり、文字通り「企業城下町」として栄えた。しかし、旭化成の経営戦略により延岡の比重は次第に小さくなったことや、大消費地から遠いこと、更には化学工業が石油中心となったことから以前ほどの経済力はなくなり、人口も1982年を境に減少している。
1973年（昭和48年）5月12日、昭和天皇が第24回全国植樹祭出席のために来県した際に市内を行幸。延岡総合高等職業訓練校を視察した。
近年は東九州自動車道が延伸し、近隣の日向市や佐伯市を始め、宮崎市や大分市・北九州市等といった東九州の主要都市と接続されたことで、各都市との連携を深める動きが強まっている。また、陸上交通の利便性が向上したことから、クレアパーク延岡やリサーチパーク向陽台といった各工業団地への企業立地が進んでいる。

### 行政区域の変遷
- 1889年5月1日 - 町村制施行に伴い、東臼杵郡延岡町が発足。
- 1930年4月1日 - 東臼杵郡延岡町・恒富村・岡富村が合併し、新たに延岡町となる。
- 1933年2月11日 - 市制施行し、延岡市となる。
- 1936年10月25日 - 東臼杵郡伊形村・東海村を編入。
- 1955年4月1日 - 東臼杵郡南方村・南浦村を編入。
- 2006年2月20日 - 東臼杵郡北浦町・北方町を編入。
- 2007年3月31日 - 東臼杵郡北川町を編入。

#### 平成の大合併に伴う住所表記の変更
平成の大合併の時に編入された3町の住所表記の変更には差異がある。
- 北浦町・北川町の場合、旧町名併記のうえ、「大字○○」を単に「○○」に変える。
  - 例「東臼杵郡北浦町大字○○ ××番地 → 延岡市北浦町○○ ××番地」
- 北方町の場合、旧町名併記のうえ、十二支の地番の前に新たに行政区名を付する。「東臼杵郡北方町○ ××番地 → 延岡市北方町△△○ ××番地」
  - 例「東臼杵郡北方町子××番地 → 延岡市北方町曽木子××番地」「東臼杵郡北方町卯××番地 → 延岡市北方町川水流卯××番地」

### 市内の主な事件・事故・災害等
- 1935年（昭和10年）8月1日 - 旭ベンベルグレーヨン工場の従業員150人が、女工の解雇に抗議する目的で隊伍を組んで市内をデモ行進。会社正門前で会社側の20人と乱闘状態となり重軽傷者10余人[10]。
- 1937年（昭和12年）2月18日 - 延岡市役所で火災が発生し北隣の宮崎県立図書館（当時）にも延焼して双方が全焼した[11]。
- 1945年（昭和20年）6月29日 - 延岡大空襲
- 2006年（平成18年）9月17日 - 台風13号の影響で竜巻が発生。3人が死亡し100人以上が負傷。またこの竜巻により日豊本線南延岡駅付近で特急列車「にちりん9号」が脱線転覆、6人が負傷。

## 市政
- 市長：三浦久知（2025年7月22日就任、1期目）

### 歴代市長
| 代 | 氏名       | 就任年月日     | 退任年月日    | 備考                               |
| -- | ---------- | -------------- | ------------- | ---------------------------------- |
| 初 | 仲田又次郎 | 1933年4月15日  | 1937年1月6日  | 延岡町議、名誉市民                 |
| 2  | 鈴木憲太郎 | 1937年3月6日   | 1937年4月14日 |                                    |
| 3  | 鈴木憲太郎 | 1937年5月16日  | 1937年6月15日 |                                    |
| 4  | 大島文彦   | 1937年9月26日  | 1941年9月25日 |                                    |
| 5  | 三浦虎雄   | 1941年10月22日 | 1942年4月25日 | 海軍主計官、元衆議院議員、名誉市民 |
| 6  | 三浦虎雄   | 1942年5月19日  | 1946年3月6日  |                                    |
| 7  | 鈴木憲太郎 | 1946年3月29日  | 1947年3月22日 |                                    |
| 8  | 佐藤千吉郎 | 1947年4月16日  | 1948年6月6日  |                                    |
| 9  | 仲田又次郎 | 1948年7月16日  | 1952年6月19日 |                                    |
| 10 | 三浦虎雄   | 1952年7月11日  | 1956年3月27日 |                                    |
| 11 | 青木善祐   | 1956年4月21日  | 1960年4月18日 |                                    |
| 12 | 折小野良一 | 1960年4月19日  | 1964年4月18日 |                                    |
| 13 | 折小野良一 | 1964年4月19日  | 1966年12月1日 | 退任後、衆議院議員を務めた。       |
| 14 | 房野博     | 1967年1月22日  | 1971年1月21日 |                                    |
| 15 | 房野博     | 1971年1月22日  | 1975年1月21日 |                                    |
| 16 | 房野博     | 1975年1月22日  | 1978年10月5日 |                                    |
| 17 | 早生隆彦   | 1978年11月5日  | 1982年11月4日 | 元日本道路公団                     |
| 18 | 早生隆彦   | 1982年11月5日  | 1986年11月4日 |                                    |
| 19 | 早生隆彦   | 1986年11月5日  | 1990年11月4日 |                                    |
| 20 | 早生隆彦   | 1990年11月5日  | 1994年1月11日 |                                    |
| 21 | 櫻井哲雄   | 1994年2月6日   | 1998年2月5日  | 元宮崎県総務部長                   |
| 22 | 櫻井哲雄   | 1998年2月6日   | 2002年2月5日  |                                    |
| 23 | 櫻井哲雄   | 2002年2月6日   | 2006年2月5日  |                                    |
| 24 | 首藤正治   | 2006年2月6日   | 2010年2月5日  | 元会社社長                         |
| 25 | 首藤正治   | 2010年2月6日   | 2014年2月5日  |                                    |
| 26 | 首藤正治   | 2014年2月6日   | 2018年2月5日  |                                    |
| 27 | 読谷山洋司 | 2018年2月6日   | 2022年2月5日  | 元内閣府参事官、元岡山市副市長     |
| 28 | 読谷山洋司 | 2022年2月6日   | 2025年6月30日 |                                    |
| 29 | 三浦久知   | 2025年7月22日  | 現職          |                                    |

### 支所

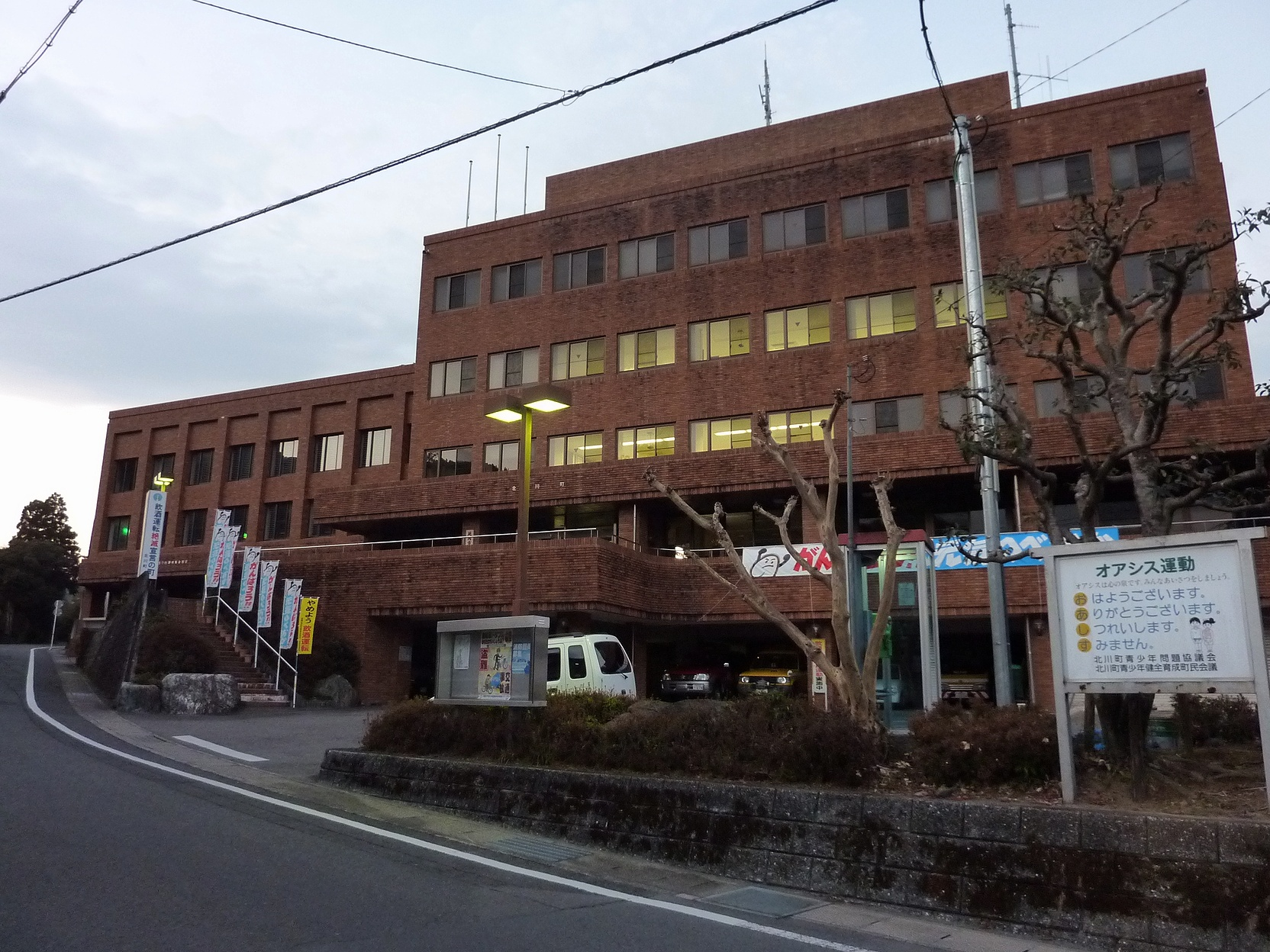
北川総合支所
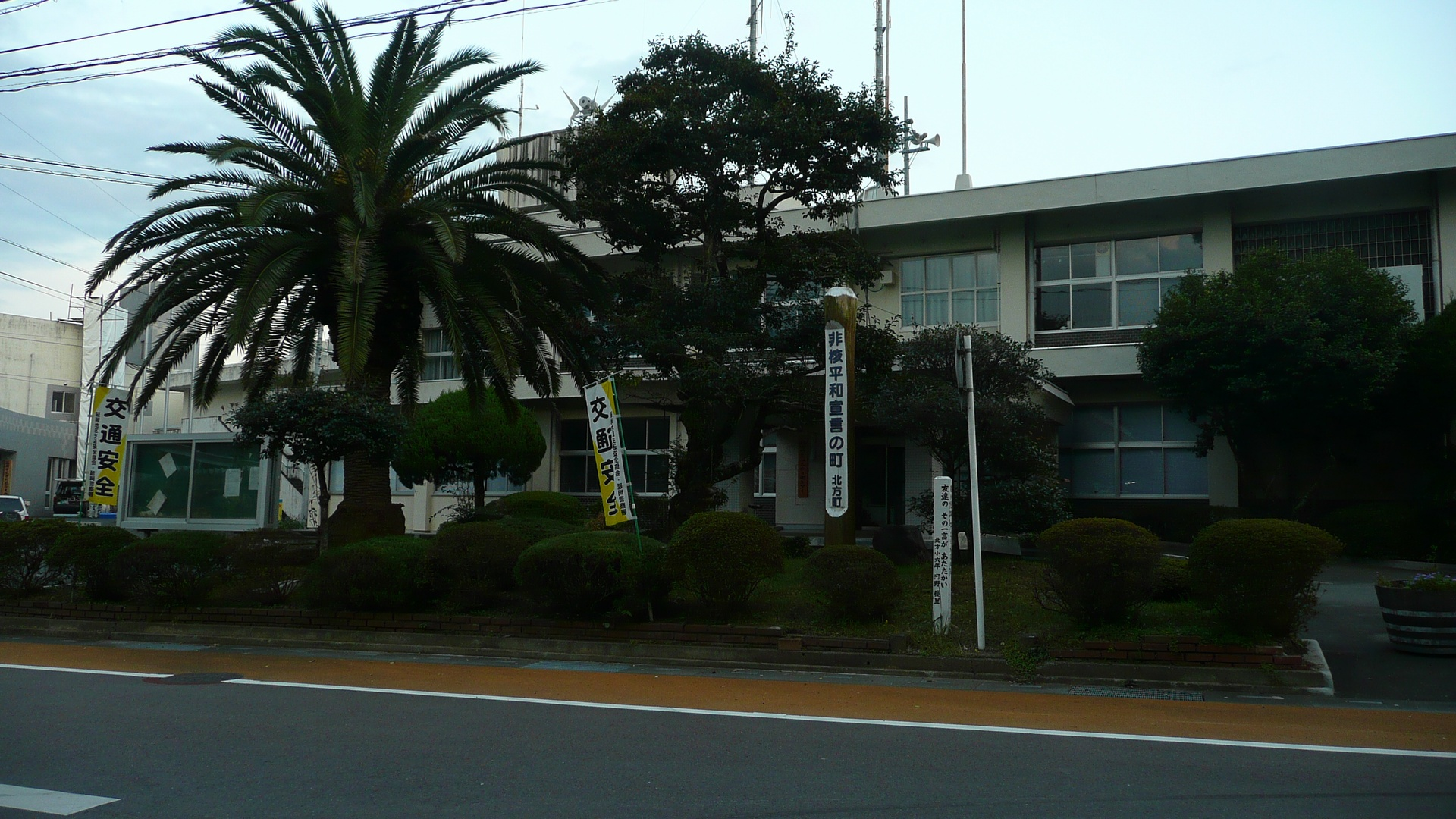
北方総合支所
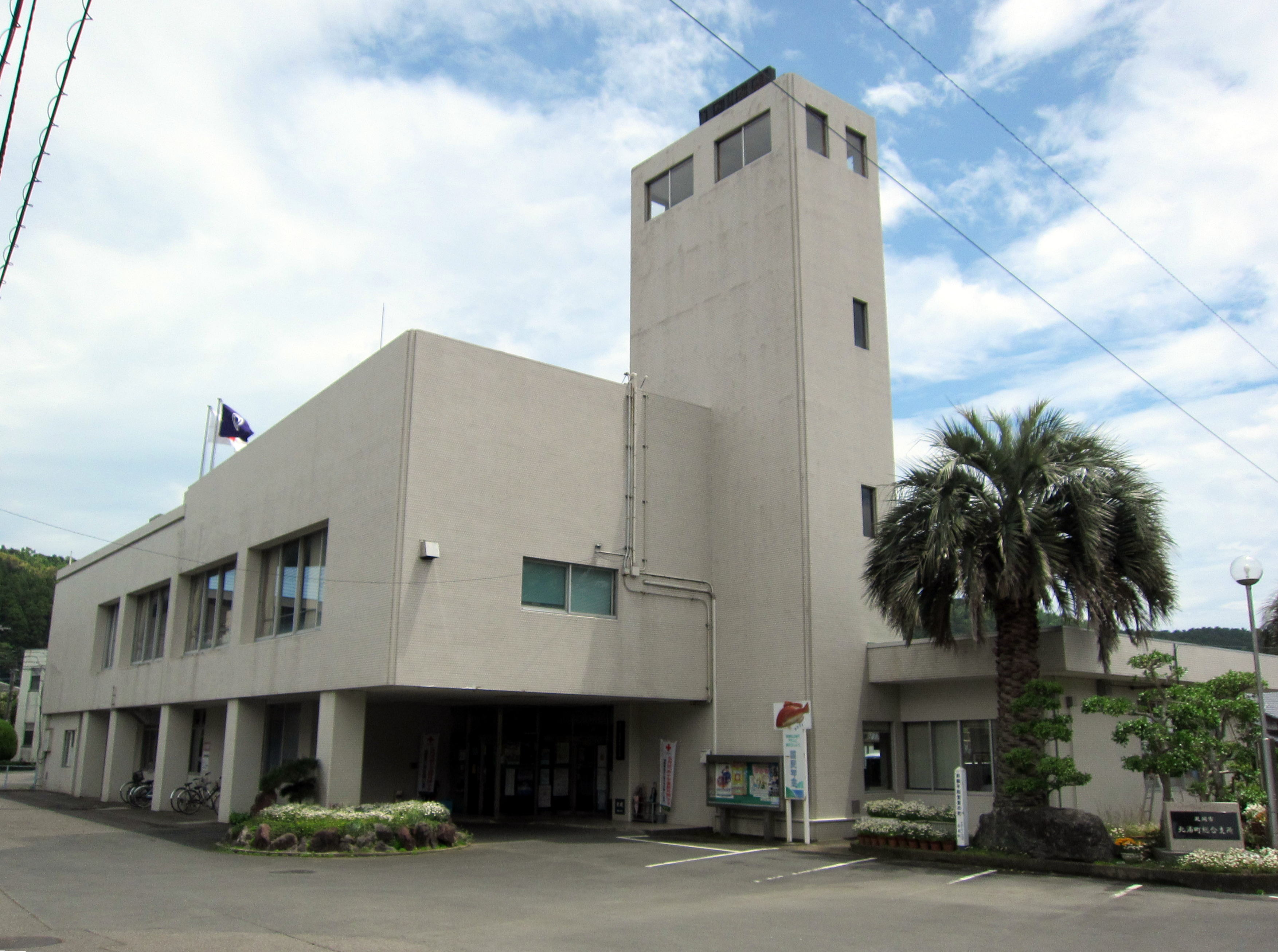
北浦総合支所

南浦支所
島浦支所
東海支所
伊形支所

## 議会

### 市議会
- 定数：27人[12][13]
- 任期：2023年5月2日 - 2027年5月1日

### 県議会
2023年宮崎県議会議員選挙
- 選挙区：延岡市選挙区
- 定数：5人
- 任期：2023年4月30日 - 2027年4月29日
- 投票日：2023年4月9日
- 当日有権者数：97,740人
- 投票率：46.27％

| 候補者名 | 当落 | 年齢 | 所属党派   | 新旧別 | 得票数   | 備考                  |
| -------- | ---- | ---- | ---------- | ------ | -------- | --------------------- |
| 内田理佐 | 当   | 49   | 無所属     | 元     | 10,702票 |                       |
| 後藤哲朗 | 当   | 67   | 自由民主党 | 元     | 7,783票  | 2025年6月24日に辞職。 |
| 工藤隆久 | 当   | 42   | 公明党     | 新     | 7,530票  |                       |
| 松本哲也 | 当   | 56   | 立憲民主党 | 新     | 7,220票  |                       |
| 井本英雄 | 当   | 76   | 自由民主党 | 現     | 6,076票  |                       |
| 下田英樹 | 落   | 60   | 国民民主党 | 新     | 5,540票  |                       |

### 衆議院
- 選挙区：宮崎2区（延岡市、日向市、西都市、児湯郡、東臼杵郡、西臼杵郡）
- 投票日：2024年10月27日
- 当日有権者数：261,788人
- 投票率：55.12％

| 当落 | 候補者名 | 年齢 | 所属党派   | 新旧別 | 得票数   | 重複 |
| ---- | -------- | ---- | ---------- | ------ | -------- | ---- |
| 当   | 江藤拓   | 64   | 自由民主党 | 前     | 74,367票 | ○    |
| 比当 | 長友慎治 | 47   | 国民民主党 | 前     | 61,603票 | ○    |
|      | 白江好友 | 36   | 日本共産党 | 新     | 6,113票  |      |

## 公共機関

### 国の出先機関
法務省

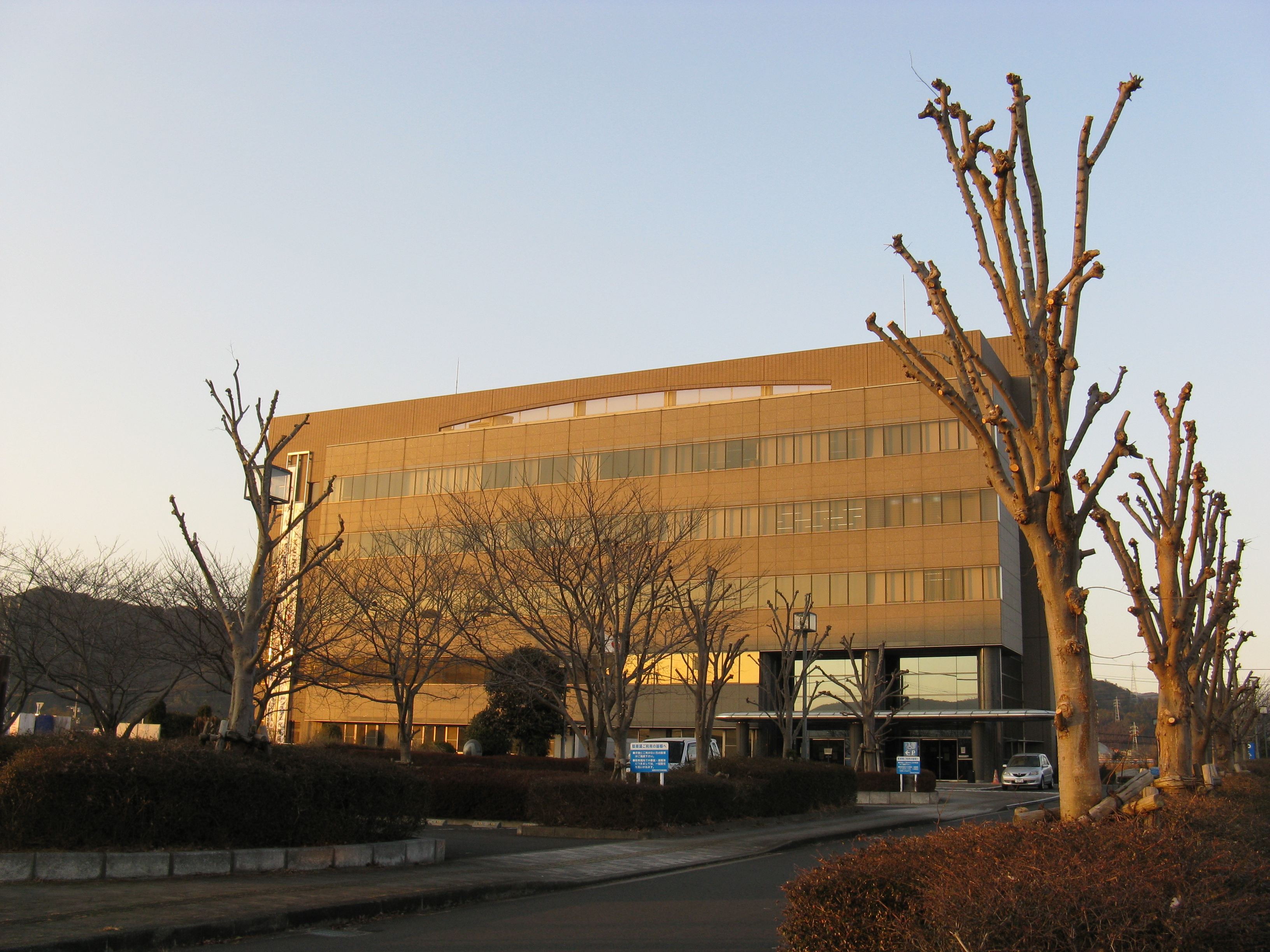
延岡合同庁舎（大貫町）

- 宮崎地方法務局延岡支局 - 大貫町1丁目町2915(延岡合同庁舎）
- 宮崎刑務所延岡拘置支所 - 桜小路338-7
- 宮崎地方検察庁延岡支部 - 大貫町1丁目2915(延岡合同庁舎）
  - 延岡区検察庁 - 大貫町1丁目2915(延岡合同庁舎）
  - 日向区検察庁 (宮崎地方検察庁延岡支部内)
  - 高千穂区検察庁 (宮崎地方検察庁延岡支部内)

財務省
- 国税庁熊本国税局延岡税務署 - 大貫町1丁目2915(延岡合同庁舎）

厚生労働省
- 宮崎労働局 延岡労働基準監督署 - 大貫町1丁目2885
- 宮崎労働局 延岡公共職業安定所 - 愛宕町2丁目2300

国土交通省
- 九州地方整備局 延岡河川国道事務所 - 大貫町1丁目2889
  - 延岡出張所・河川 - 昭和町3丁目1930
  - 延岡国道維持出張所・道路 - 松原町1丁目4-6
- リバーパル五ヶ瀬川 - 牧町河口付近埋立地内
- 気象庁 延岡特別地域気象観測所 - 天神小路

農林水産省
- 九州農政局 宮崎農政事務所地域第二課 - 大貫町1丁目2884-1
  - 延岡統計・情報センター - 大貫町1丁目2915（延岡合同庁舎）
- 林野庁九州森林管理局 宮崎北部森林管理署延岡森林事務所 - 西階町1丁目2408-2
- 林野庁九州森林管理局 宮崎北部森林管理署北方森林事務所 - 西階町1丁目2408-2
- 林野庁九州森林管理局 大分森林管理署藤川内森林事務所 - 北川町川内名9212

防衛省
- 自衛隊宮崎地方協力本部延岡出張所 - 北町2丁目2-20

### 裁判所
福岡高等裁判所宮崎支部
- 宮崎地方裁判所延岡支部 - 東本小路121
- 宮崎家庭裁判所延岡支部 - 東本小路121
- 延岡簡易裁判所 - 東本小路121
- 延岡検察審査会 - 東本小路121（宮崎地方裁判所延岡支部庁舎内）

### 独立行政法人
- 独立行政法人高齢・障害・求職者雇用支援機構宮崎職業能力開発促進センター延岡訓練センター（愛称・ポリテクセンター延岡、土々呂町6丁目3028）

### 特殊法人
特殊法人
- 日本年金機構 延岡年金事務所（大貫町1丁目・旧社会保険庁延岡社会保険事務所）

特殊会社
- 日本郵便株式会社 延岡郵便局 （南町1丁目）
- 日本郵便株式会社 土々呂郵便局 （土々呂町4丁目）
- 株式会社日本政策金融公庫 延岡支店国民生活事業 (瀬之口町1丁目・旧国民生活金融公庫延岡支店)
- 九州旅客鉄道株式会社宮崎支社 延岡駅事務室 （幸町3丁目）
  - 南延岡駅 （構口町1丁目）
  - 南延岡工務室 （浜町）

### 県の出先機関

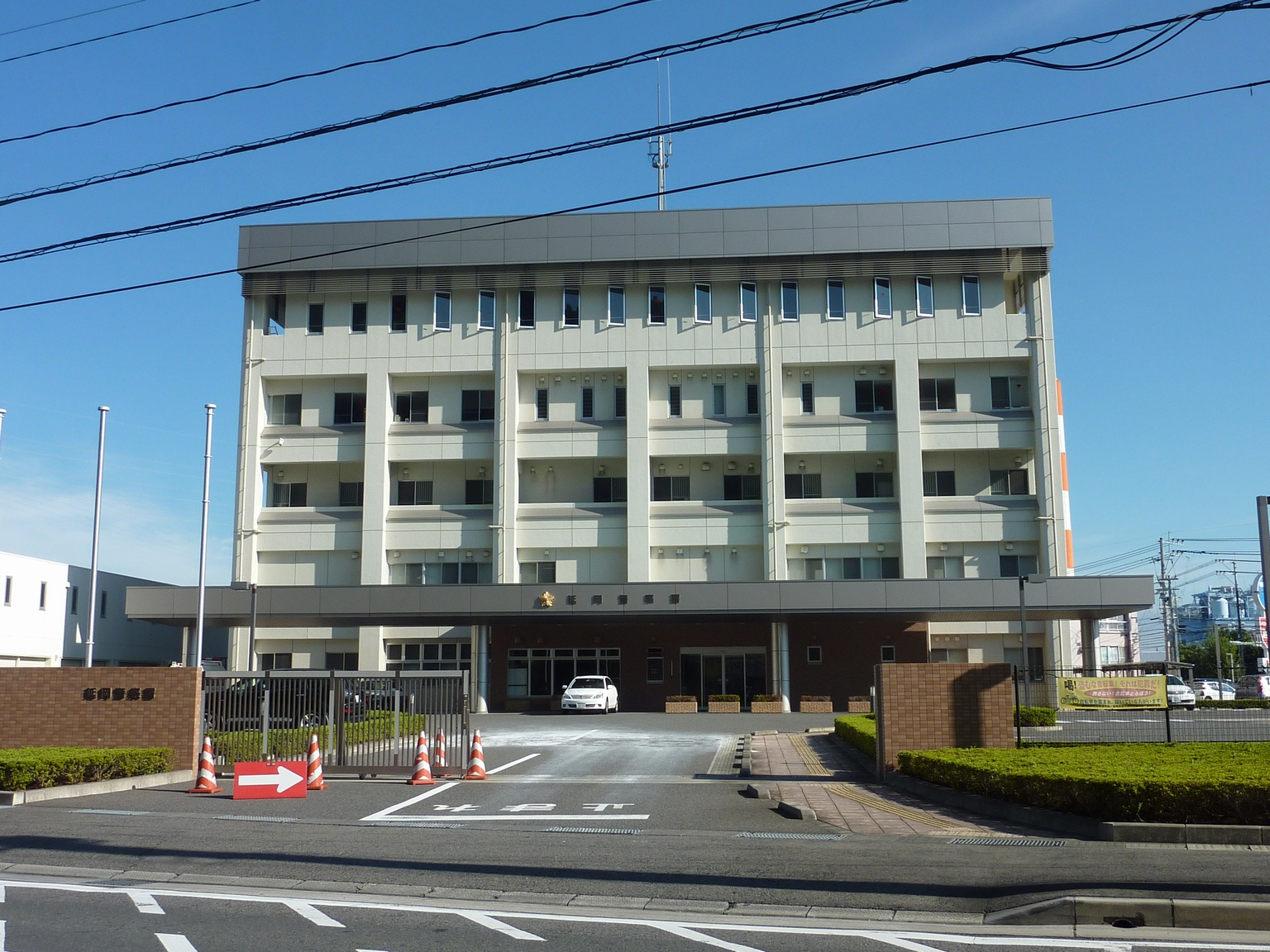
延岡警察署

- 宮崎県消費生活センター延岡支所 - 本小路39-3
- 延岡県税・総務事務所 - 愛宕町2丁目15（延岡総合庁舎）
- 北部福祉こどもセンター - 大貫町1丁目2845番地
- 延岡保健所 - 大貫町1丁目2840番地
- 延岡児童相談所 - 大貫町1丁目2845番地
- 東臼杵農林振興局 - 愛宕町2丁目15（延岡総合庁舎）
- 東臼杵北部農業改良普及センター - 長浜町1-1713
- 延岡家畜保健衛生所 - 小野町[15]0
- 延岡土木事務所 - 愛宕町2丁目15（延岡総合庁舎）
- 東九州自動車道用地事務所 - 新浜町2-8935-9

教育委員会関係
- 北部教育事務所 - 愛宕町2丁目15（延岡総合庁舎）

警察関係
- 延岡警察署 - 愛宕町3丁目-143-2
- 延岡運転免許センター - 大貫町1丁目

### 防災
- 延岡市消防本部 （野地町5丁目2761番地）
  - 延岡市消防署 （野地町5丁目2761番地）
  - 東海分署 （大門町818番地）
  - 南延岡出張所 （平原町2丁目1423番地2）
  - 土々呂出張所 （土々呂町3丁目846番地110）

### 医療
救急指定病院

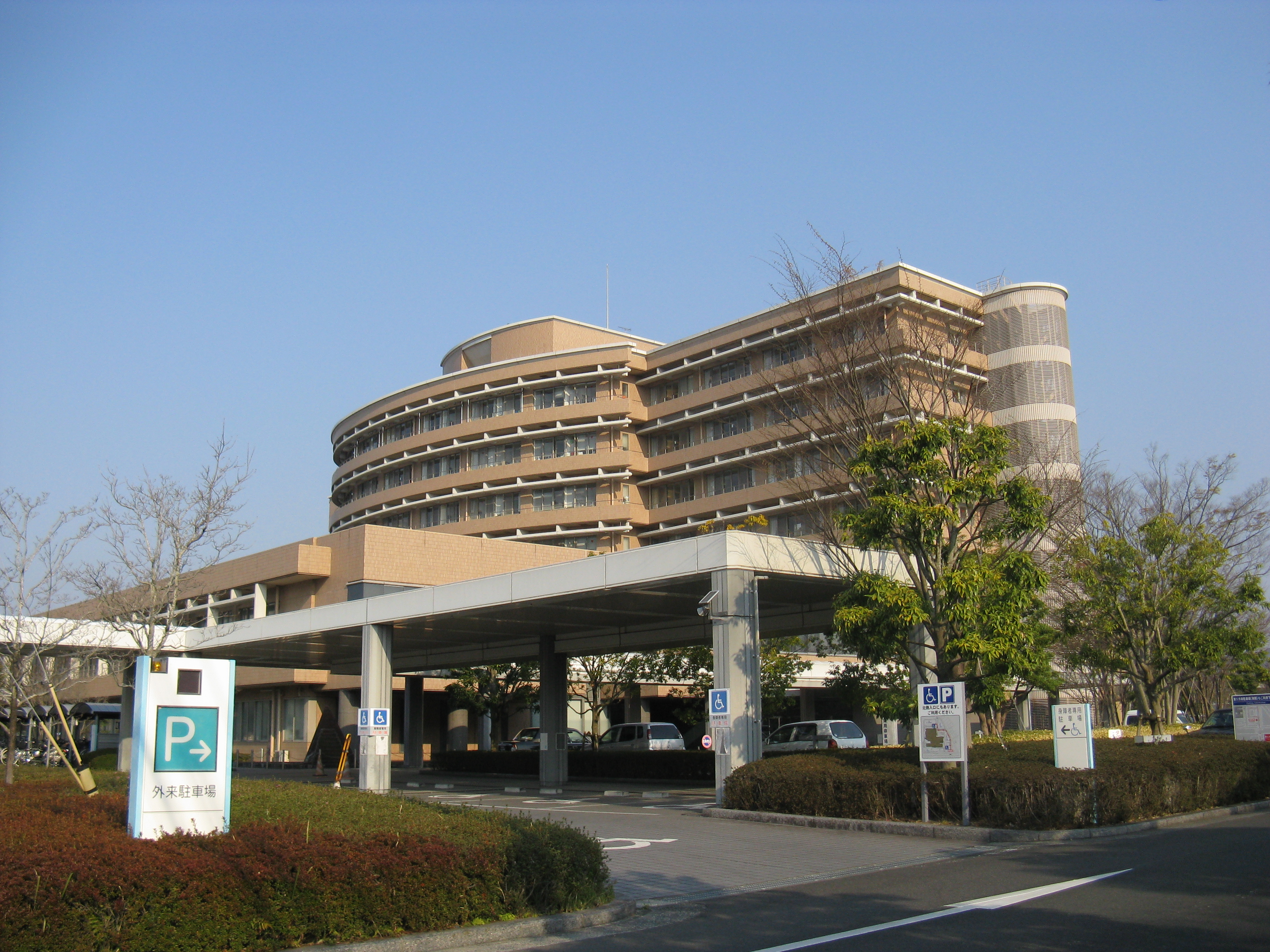
県立延岡病院

- 県立延岡病院 (災害拠点病院) - 新小路2-1-10
- 一般社団法人延岡市医師会 延岡市医師会病院 - 出北6丁目1621
- 共立病院 - 中川原町3-42
- 黒木病院 - 北小路14-1

延岡市医師会関連施設
- 延岡市夜間急病センター - 出北6丁目
- 延岡看護専門学校 - 出北6丁目1621番地

## 経済
1962年に日向市や門川町とともに新産業都市に指定されていたことで、両市町との結びつきは深い。また市は宮崎県工業会県北地区部会との合同で地域企業育成のための次世代リーダーを育成するこころざし塾を主催している。

### 産業

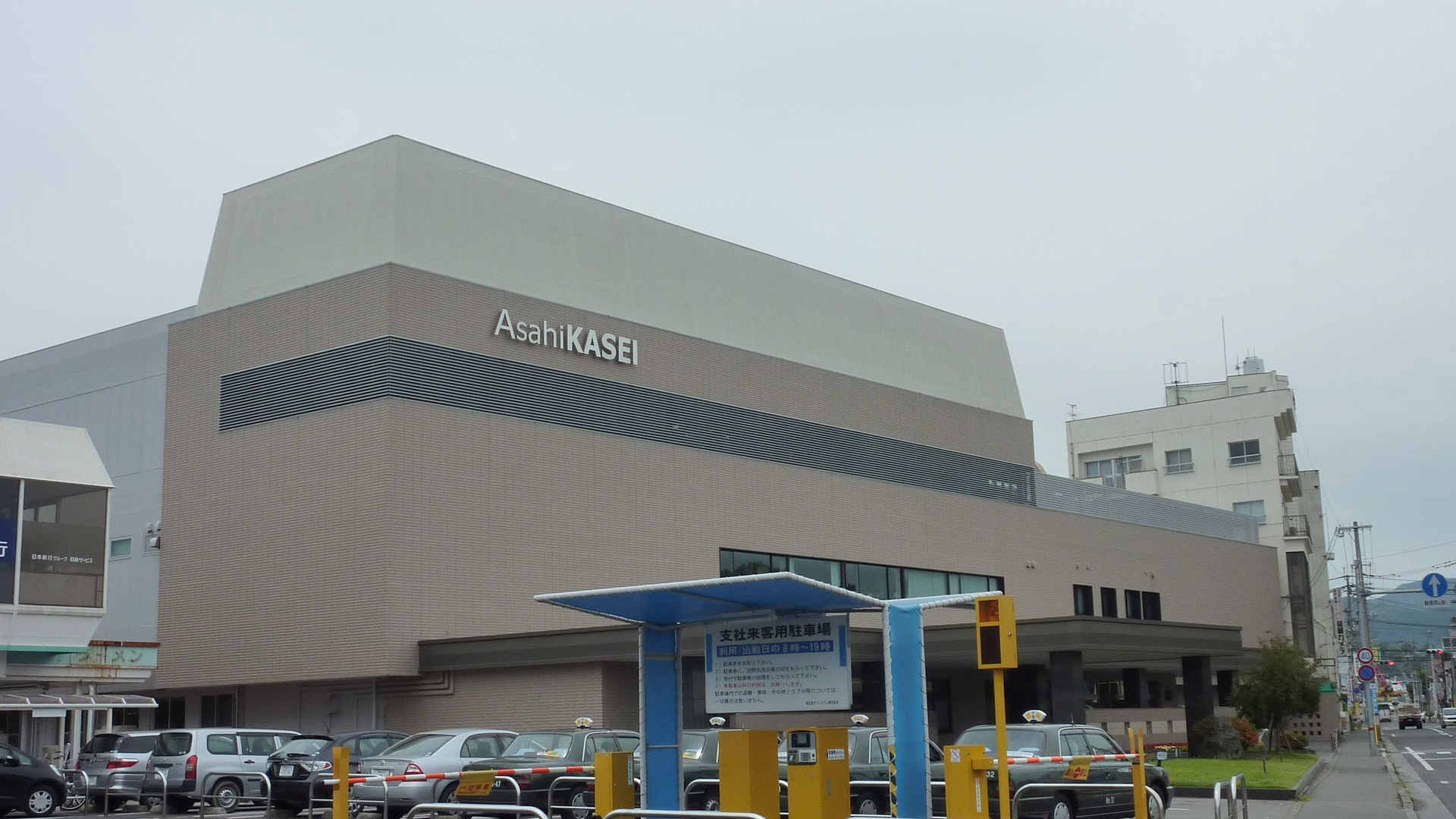
旭化成延岡支社

2006年の合併前の延岡市地域（とりわけ旧恒富村、岡富村）は旭化成の発祥の地であり、現在も同社グループの工場を中心とした企業城下町である。また市内の多くの企業が同社となんらかの関係をもって成り立っている。バスの行き先なども「レーヨン」、「雷管」、「ベンベルグ」となっており、まるで会社敷地内の乗り物のごとく、行き先や停留所名にそのまま製品名が付いている。タクシーに乗車の際も「旭化成○○工場」と付けなくても場所が理解されている。例えば「支社（前）」といえば、旭化成の延岡支社まで行ってくれる。2007年に旭化成ケミカルズ愛宕事業場「カザレー記念広場」の保存物、旭化成せんいベンベルグ工場内の保存物、旭化成せんい旧レーヨン工場跡地の保存物が経済産業省の近代化産業遺産群33（南九州・延岡市の化学工業関連遺産）に認定されている。
旭化成沿革

#### 商業

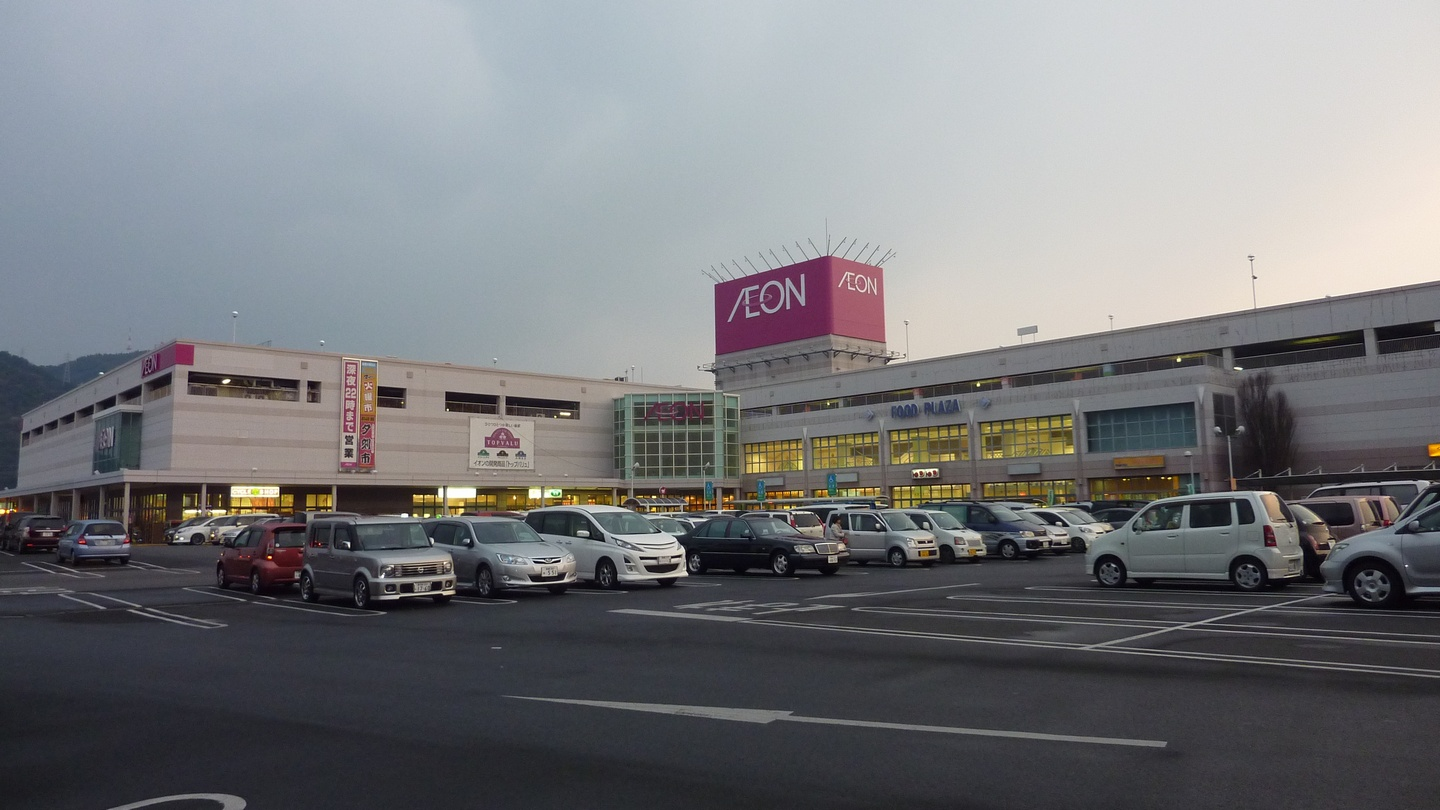
イオン延岡ショッピングセンター

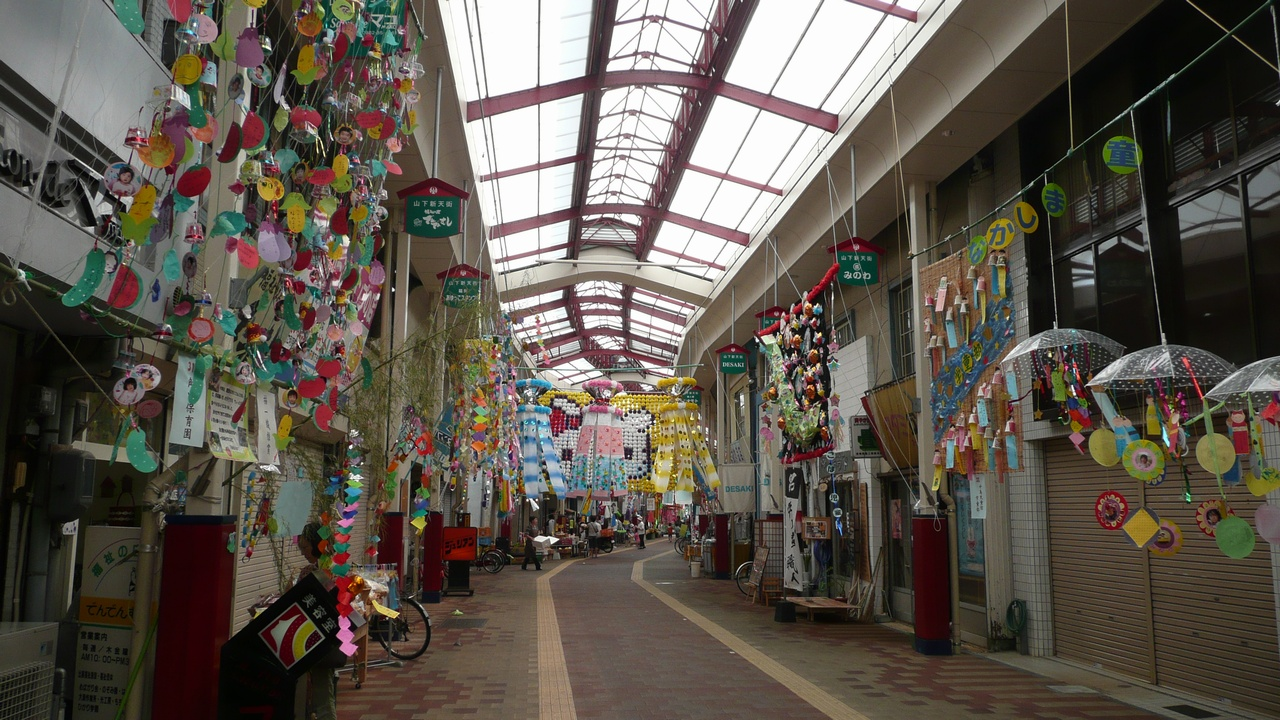
山下新天街アーケード

長年にわたり延岡駅周辺の大型店舗（アヅマヤ百貨店・ダイエー・寿屋）や周辺の商店街が商業の中心として機能していたが、モータリゼーションの進行に伴いその主役を国道10号延岡バイパスなど、郊外のロードサイド店舗に譲りつつある。
郊外化による影響や企業自体の不振から、中心部の大型店舗は2002年までにすべて閉店し、空洞化が進行した。延岡市はこの対策として中心市街地活性化基本計画を策定。2007年3月にはその中核施設となるココレッタ延岡が開業し、山下新天街アーケードも建て替えられた。
もう一つの中心市街地活性化計画に「延岡駅周辺整備事業」（通称：駅まち）があり、2015年にはバリアフリーの一環として延岡駅ホーム内にエレベータ付き跨線橋が新設された。2016年現在では駅舎改修工事が行われている。なお、既存の駅舎は建て替えずに改修工事を行って維持し、その上で市民活動スペース、読書空間（TSUTAYA図書館）、カフェ機能等を備えた複合施設「エンクロス」を駅舎前方に新設。2018年(平成30年)4月13日する方針である。他にも駅周辺の再開発や延岡駅東西自由通路の改修等が予定されており、こちらは2018年(平成30年)4月1日に供用する予定。
イオン延岡ショッピングセンターは旭化成の子会社「旭化成サービス」が前身である。1923年の延岡進出の際に設置された福利厚生施設（供給所）を発祥とする。供給所では市中価格より遥かに安価で商品を提供していたため、一般市民からも多々利用されていた。また、上記の大型店舗が閉店してからは延岡市唯一の大型ショッピングセンターとなっていたが、2014年7月10日にはイオン多々良ショッピングセンターが開店した。なお、イオン多々良SCは県内のイオンショッピングセンターの中で最も小規模な店舗であるが、これは商圏を狭く設定することで近くの既存店との住み分けを図ったものである。

### 特産品
- アユ
- メヒカリ
- 牛肉（北川牛）
- 発泡スチロール

### 延岡市に本社を置く主要企業
- 清本鐵工
- 旭有機材株式会社
- 夕刊デイリー
- 延岡信用金庫
- 千徳酒造
- 佐藤焼酎製造場
- 山崎産業
- 三井
- 上田工業

#### 旭化成関連会社
- 旭有機材株式会社
- 旭化成せんい延岡株式会社[20]
- 旭化成エルタス株式会社
- 旭化成レオナ繊維株式会社
- 旭化成ネットワークス株式会社
- 旭化成環境事業株式会社
- 株式会社新旭サービス
- 旭化成エヌエスエネルギー株式会社
- 旭ケミテック株式会社
- 延岡加工紙株式会社
- 株式会社旭小津 （株式会社小津洋紙店と旭化成せんい株式会社との合弁会社）
- 株式会社ケーブルメディアワイワイ
- 株式会社旭興自動車学校
- 旭化成オフィスワン株式会社
- 向陽プラントサービス株式会社
- 株式会社サン・フーズ
- 旭化成新港基地株式会社 （旭化成ケミカルズ 100%出資）[21]
- 延岡プラスチック加工株式会社  （旭化成ケミカルズ 100%出資）

#### センコーグループホールディングス関連会社
- 宮崎センコーアポロ
- 宮崎センコー運輸整備
- センコービジネスサポート
- センコープランテック
- 綾建設

## メディア・通信

### テレビ・ラジオ放送

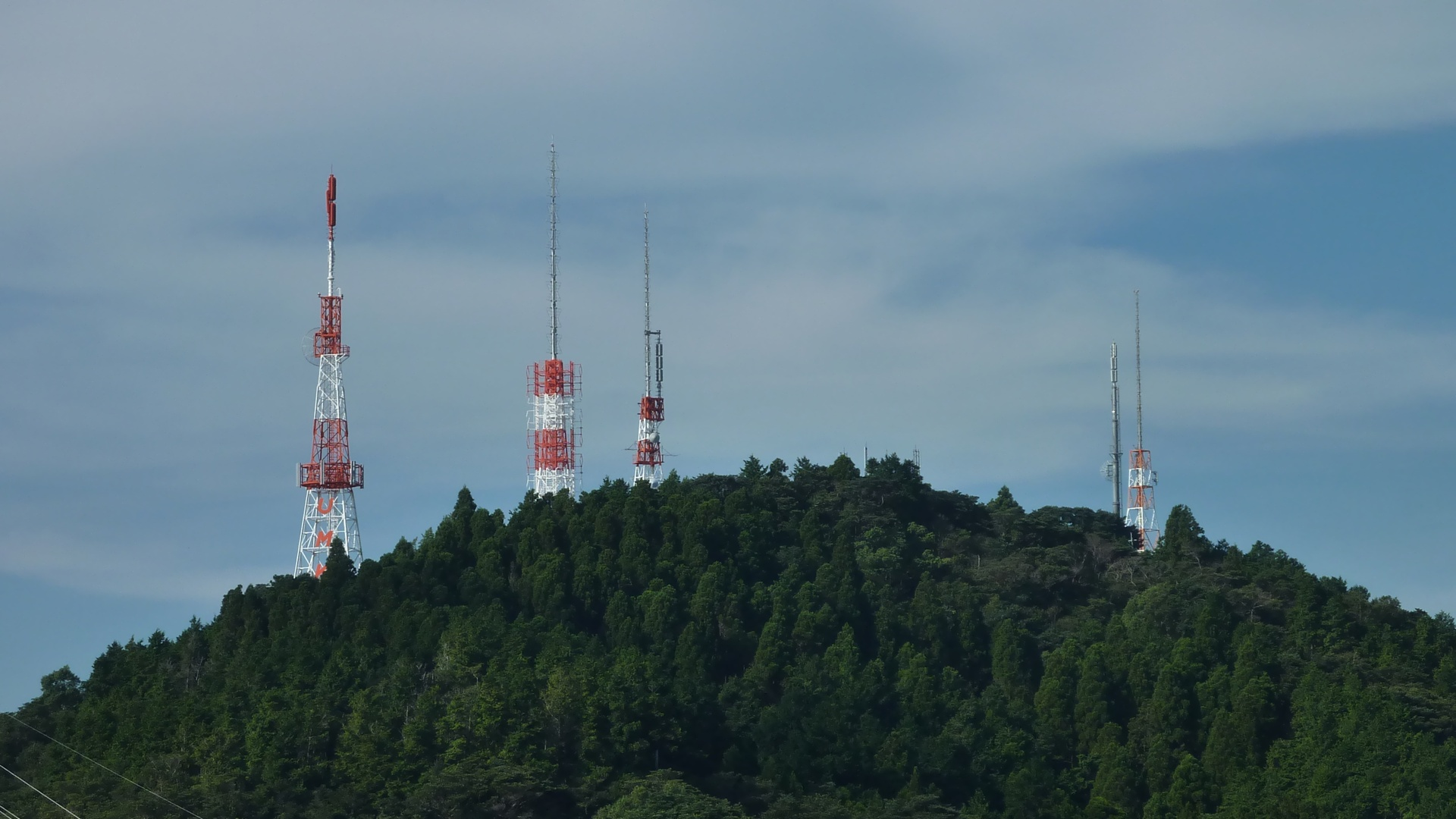
延岡テレビ・FMラジオ中継局群（愛宕山）

市内の地上波テレビおよびFMラジオ放送は、愛宕山に設置されている延岡中継局を基幹中継局としている。
延岡局のテレビ電波が受信困難な世帯については、市内に設置された他の6つの中継局（北延岡局・日向北川局・北浦局・浦城局・北島浦局・南島浦局）、および日之影町にある日向八戸中継局がカバーを行っている。
AMラジオ放送の中継局については、延岡ラジオ中継局を参照。
テレビ（地上デジタル放送）
| ID | 放送局名      | 放送局名      | コールサイン | 物理チャンネル | 物理チャンネル | 物理チャンネル | 物理チャンネル | 物理チャンネル | 物理チャンネル | 物理チャンネル | 物理チャンネル |
| ID | 放送局名      | 放送局名      | コールサイン | 延岡局         | 北延岡局       | 北浦局         | 北島浦局       | 南島浦局       | 浦城局         | 日向北川局     | 日向八戸局     |
| -- | ------------- | ------------- | ------------ | -------------- | -------------- | -------------- | -------------- | -------------- | -------------- | -------------- | -------------- |
| 1  | NHK宮崎       | 総合          | 無し         | 46ch           | 28ch           | 41ch           | 18ch           | 20ch           | 20ch           | 27ch           | 27ch           |
| 2  | NHK宮崎       | Eテレ         | 無し         | 45ch           | 26ch           | 37ch           | 17ch           | 19ch           | 18ch           | 25ch           | 25ch           |
| 3  | UMKテレビ宮崎 | UMKテレビ宮崎 | 無し         | 43ch           | 32ch           | 51ch           | 29ch           | 28ch           | 24ch           | 31ch           | 31ch           |
| 6  | MRT宮崎放送   | MRT宮崎放送   | 無し         | 44ch           | 30ch           | 49ch           | 26ch           | 27ch           | 22ch           | 29ch           | 29ch           |

| 放送局名               | 放送局名               | コールサイン | 周波数（延岡局） |
| ---------------------- | ---------------------- | ------------ | ---------------- |
| FMのべおか             | FMのべおか             | JOZZ0BZ-FM   | 88.6 MHz         |
| JOY FM（エフエム宮崎） | JOY FM（エフエム宮崎） | 無し         | 89.5 MHz         |
| NHK宮崎                | FM放送                 | 無し         | 87.0 MHz         |
| NHK宮崎                | ラジオ第1（FM補完局）  | 無し         | 93.0 MHz         |
| MRTラジオ（FM補完局）  | MRTラジオ（FM補完局）  | 無し         | 94.7 MHz         |

| 放送局名  | 放送局名  | コールサイン | 周波数（延岡局） |
| --------- | --------- | ------------ | ---------------- |
| NHK宮崎   | ラジオ第1 | 無し         | 621 kHz          |
| NHK宮崎   | ラジオ第2 | 無し         | 1602 kHz         |
| MRTラジオ | MRTラジオ | 無し         | 936 kHz          |

### 延岡市に拠点を置くローカルメディア

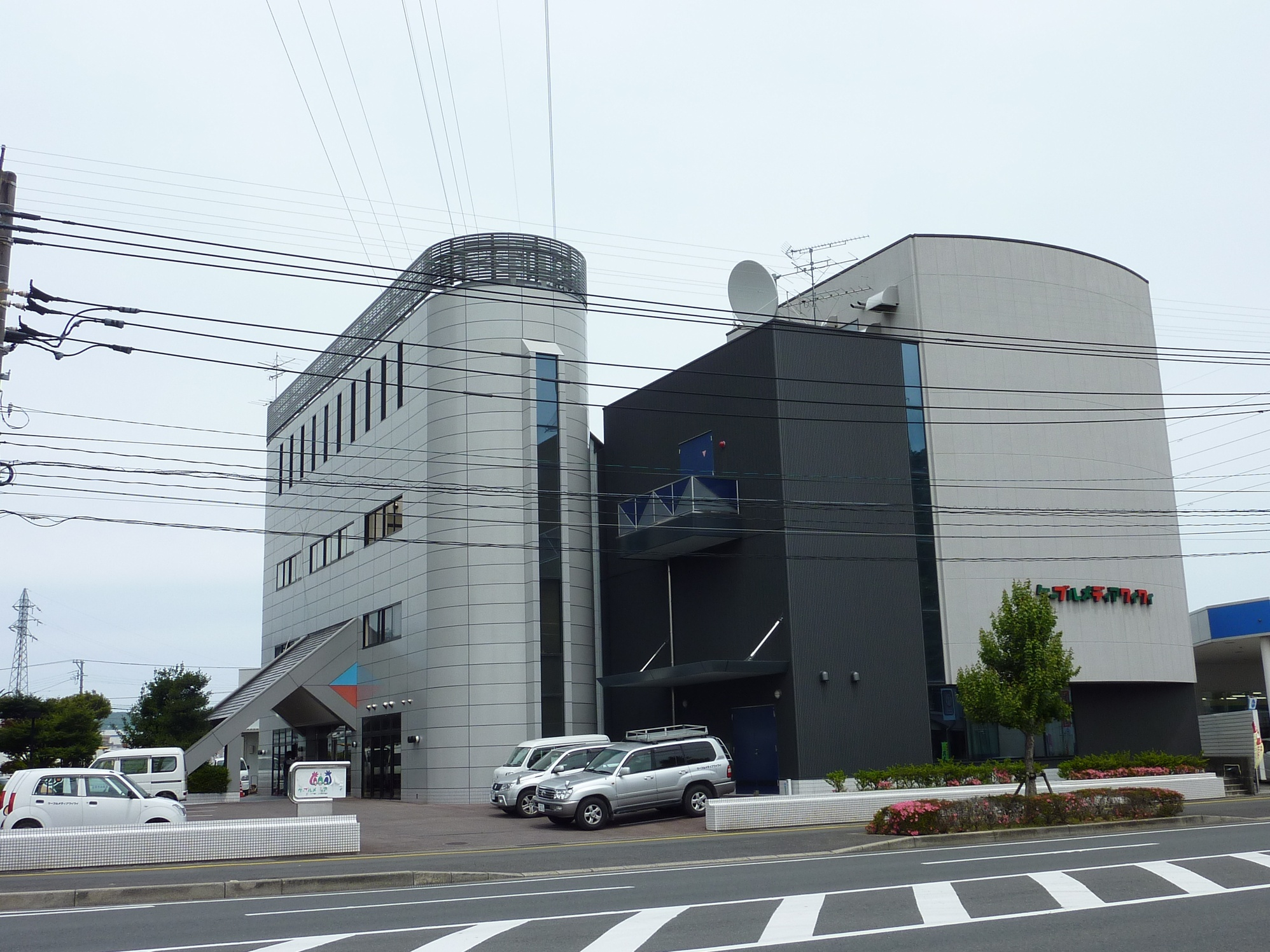
ケーブルメディアワイワイ

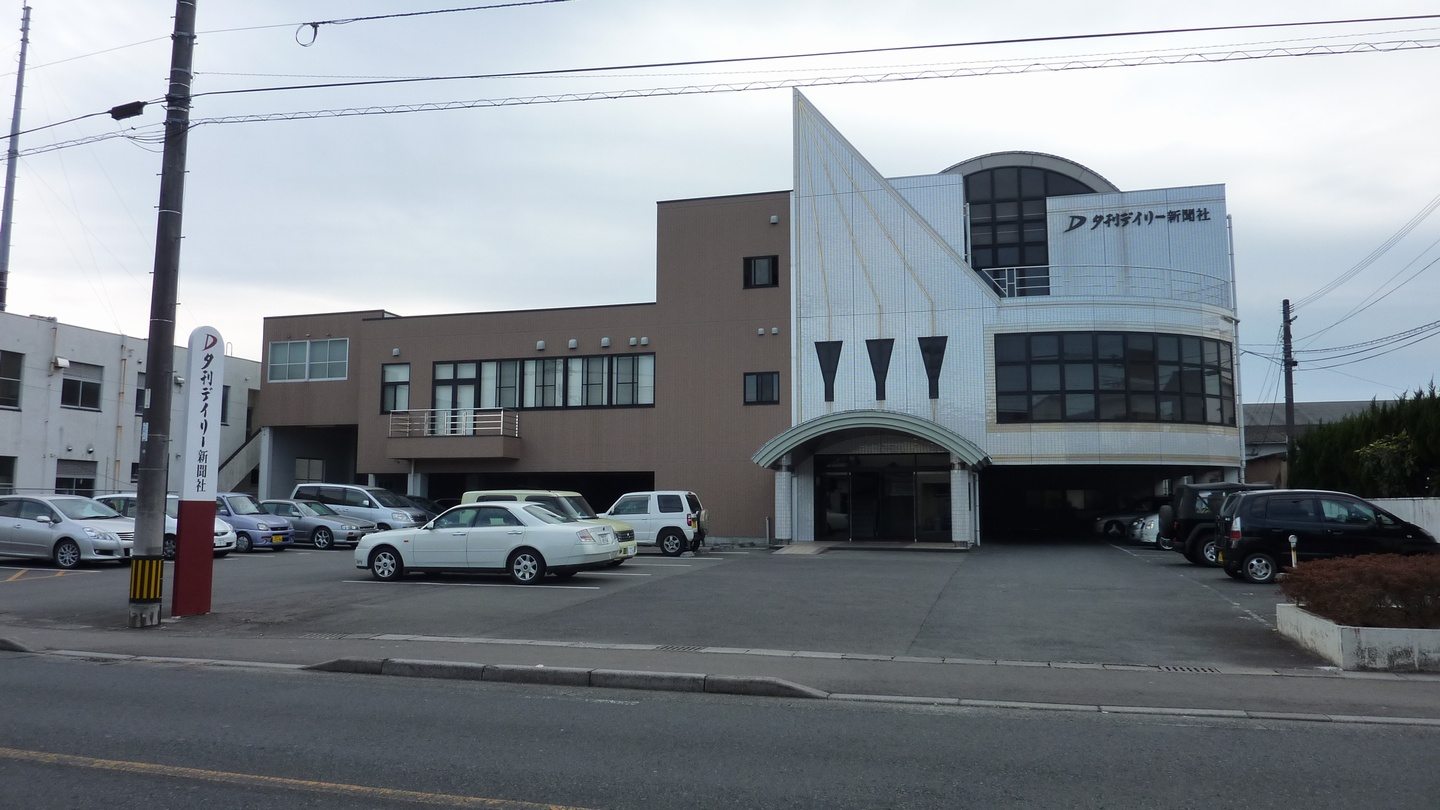
夕刊デイリー新聞社・FMのべおか

#### ケーブルテレビ
- ケーブルメディアワイワイ - ローカルメディアにして、熊本県民テレビ（日本テレビ系列局）、熊本朝日放送（テレビ朝日系列局）を観るために利用される。ほか、BSデジタル放送およびCS系・専門チャンネルも視聴可能で、インターネットなどのサービスも行っており、宮崎県北地区でのメディア・ネット環境に寄与している。

#### 新聞
- 夕刊デイリー - 延岡発、夕刊紙は唯一の存在（かつては、夕刊ポケットというライバル紙もあったが廃刊）。

#### コミュニティFM
- FMのべおか - 夕刊デイリー新聞社傘下のコミュニティFM局。

#### 市外局番
延岡市は全域で0982である。
- 延岡MA 0982-2X・3X・4X・9X

#### 郵便番号
- 882-XXXX 延岡郵便局
- 889-XXXX 土々呂郵便局

## 姉妹都市・提携都市

### 国内
- 坂井市（福井県）
  - 2006年11月 姉妹都市提携
    - 1979年10月に旧丸岡町と姉妹都市提携している。
- いわき市（福島県）
  - 1997年5月 兄弟都市提携

### 海外
- メドフォード市（アメリカ合衆国 マサチューセッツ州） - 1980年8月 姉妹都市提携

## 地域

### 人口
| |                                        |  |
| 延岡市と全国の年齢別人口分布（2005年） | 延岡市の年齢・男女別人口分布（2005年） |  |
| ■紫色 ― 延岡市 ■緑色 ― 日本全国 | ■青色 ― 男性 ■赤色 ― 女性              |  |
| 延岡市（に相当する地域）の人口の推移 \| 1970年（昭和45年） \| 149,567人 \| \| \| 1975年（昭和50年） \| 153,432人 \| \| \| 1980年（昭和55年） \| 154,881人 \| \| \| 1985年（昭和60年） \| 153,835人 \| \| \| 1990年（平成2年） \| 146,989人 \| \| \| 1995年（平成7年） \| 141,751人 \| \| \| 2000年（平成12年） \| 139,176人 \| \| \| 2005年（平成17年） \| 135,182人 \| \| \| 2010年（平成22年） \| 131,182人 \| \| \| 2015年（平成27年） \| 125,159人 \| \| \| 2020年（令和2年） \| 118,394人 \| \| |                                        |  |
| 総務省統計局 国勢調査より |                                        |  |
| 1970年（昭和45年） | 149,567人                              |  |
| 1975年（昭和50年） | 153,432人                              |  |
| 1980年（昭和55年） | 154,881人                              |  |
| 1985年（昭和60年） | 153,835人                              |  |
| 1990年（平成2年） | 146,989人                              |  |
| 1995年（平成7年） | 141,751人                              |  |
| 2000年（平成12年） | 139,176人                              |  |
| 2005年（平成17年） | 135,182人                              |  |
| 2010年（平成22年） | 131,182人                              |  |
| 2015年（平成27年） | 125,159人                              |  |
| 2020年（令和2年） | 118,394人                              |  |

### 教育

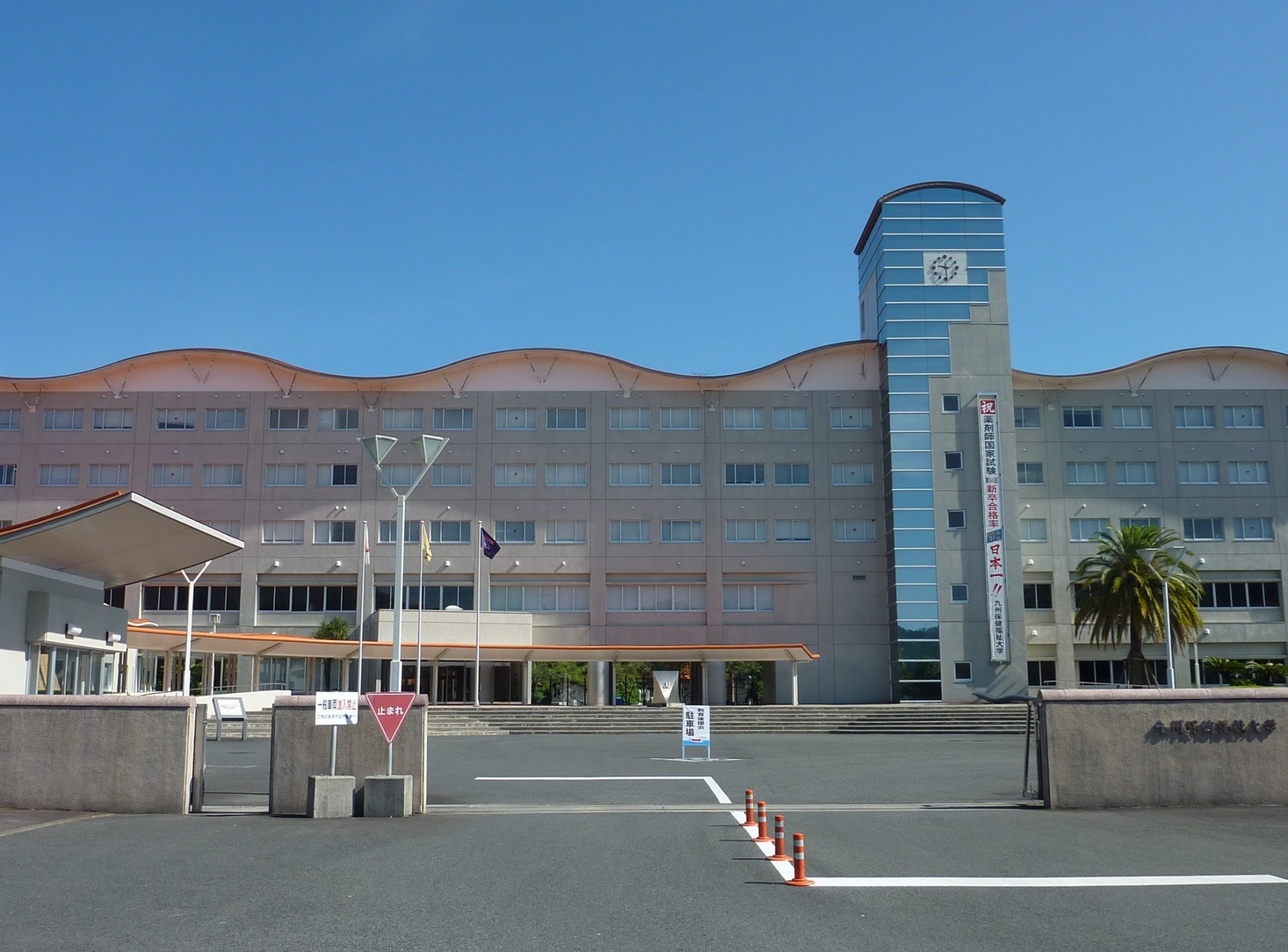
九州医療科学大学

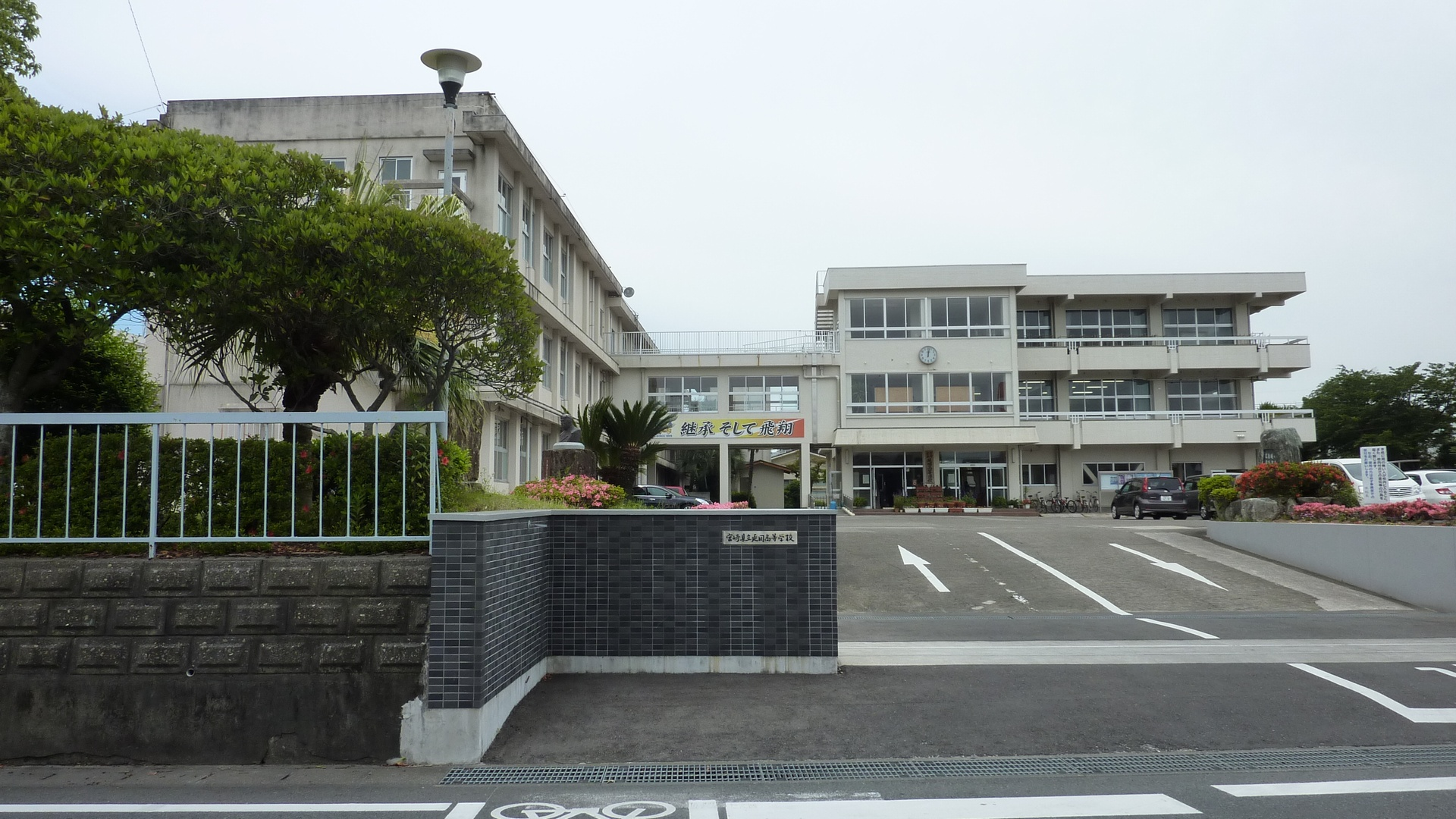
県立延岡高校

#### 大学
- 九州医療科学大学

#### 高等学校
公立
- 宮崎県立延岡高等学校
- 宮崎県立延岡星雲高等学校
- 宮崎県立延岡青朋高等学校
- 宮崎県立延岡工業高等学校
- 宮崎県立延岡商業高等学校

私立
- 聖心ウルスラ学園高等学校（※中高併設）
- 延岡学園高等学校（※中高併設）

#### 中学校

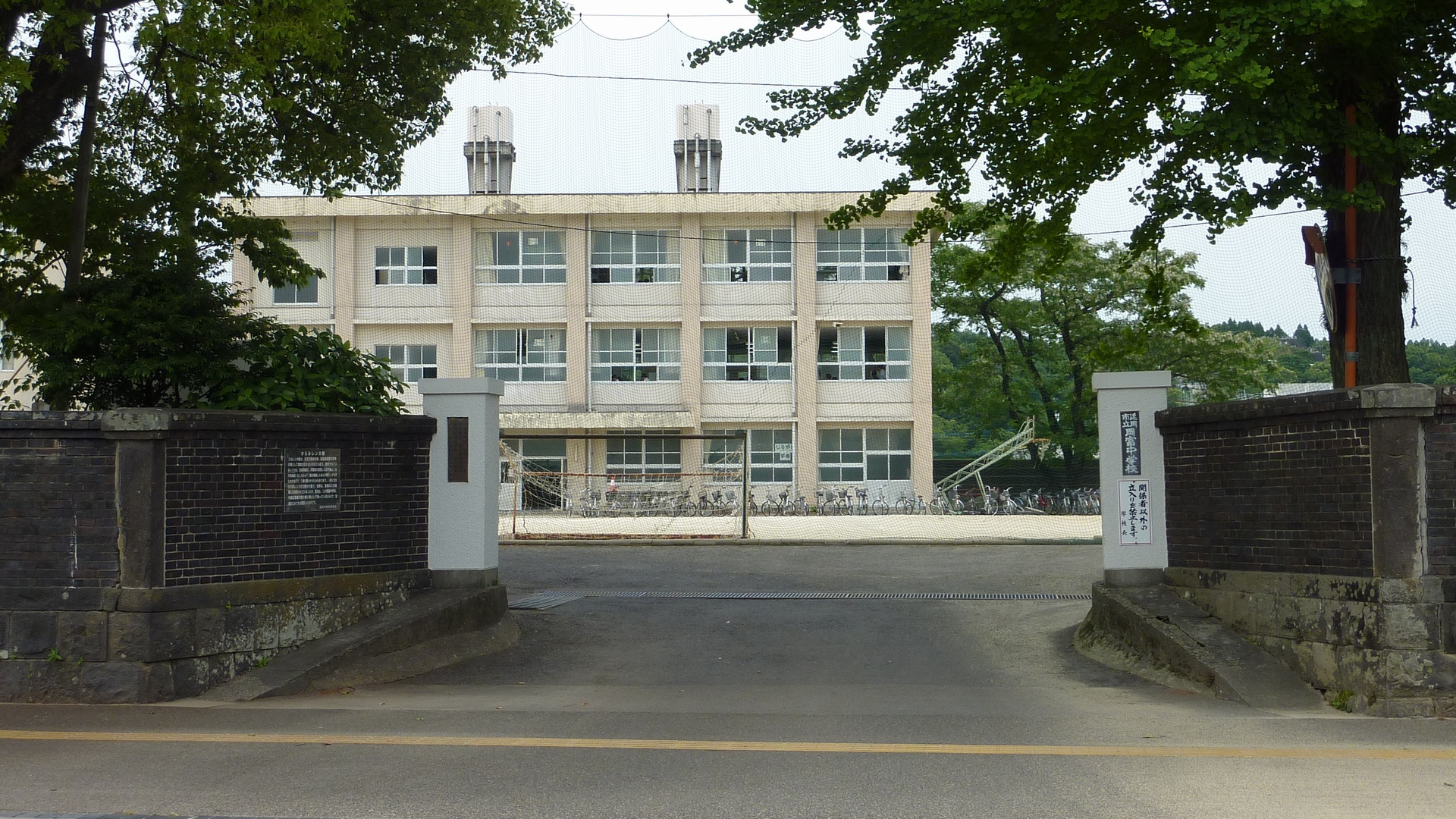
岡富中学校

公立
| - 延岡市立旭中学校 - 延岡市立岡富中学校 - 延岡市立島野浦中学校 - 延岡市立恒富中学校 - 延岡市立東海中学校 - 延岡市立土々呂中学校 | - 延岡市立西階中学校 - 延岡市立延岡中学校 - 延岡市立南中学校 - 延岡市立南浦中学校 - 延岡市立北浦中学校 - 延岡市立北川中学校 |  |

私立
- 聖心ウルスラ学園聡明中学校（※中高併設）
- 尚学館中学校（※中高併設）

#### 小学校
公立
- 延岡市立旭小学校
- 延岡市立伊形小学校
- 延岡市立浦城小学校
- 延岡市立岡富小学校
- 延岡市立川島小学校
- 延岡市立熊野江小学校
- 延岡市立島野浦小学校
- 延岡市立恒富小学校

- 延岡市立東海東小学校
- 延岡市立東海小学校
- 延岡市立土々呂小学校
- 延岡市立西小学校
- 延岡市立延岡小学校
- 延岡市立東小学校
- 延岡市立一ヶ岡小学校
- 延岡市立方財小学校

- 延岡市立緑ヶ丘小学校
- 延岡市立港小学校
- 延岡市立南小学校
- 延岡市立南方小学校
- 延岡市立名水小学校
- 延岡市立北浦小学校
- 延岡市立北川小学校

私立
- 尚学館小学校

#### 小中一貫校
公立
- 延岡市立北方学園（併設型小中一貫校）[注釈 2]
- 延岡市立黒岩小中学校（併設型小中一貫校）[注釈 3]
- 延岡市立上南方小中学校（併設型小中一貫校）[注釈 4]
- 延岡市立三川内小中学校（併設型小中一貫校）[注釈 5]

#### 特別支援学校
- 宮崎県立延岡しろやま支援学校[注釈 6]

## 交通

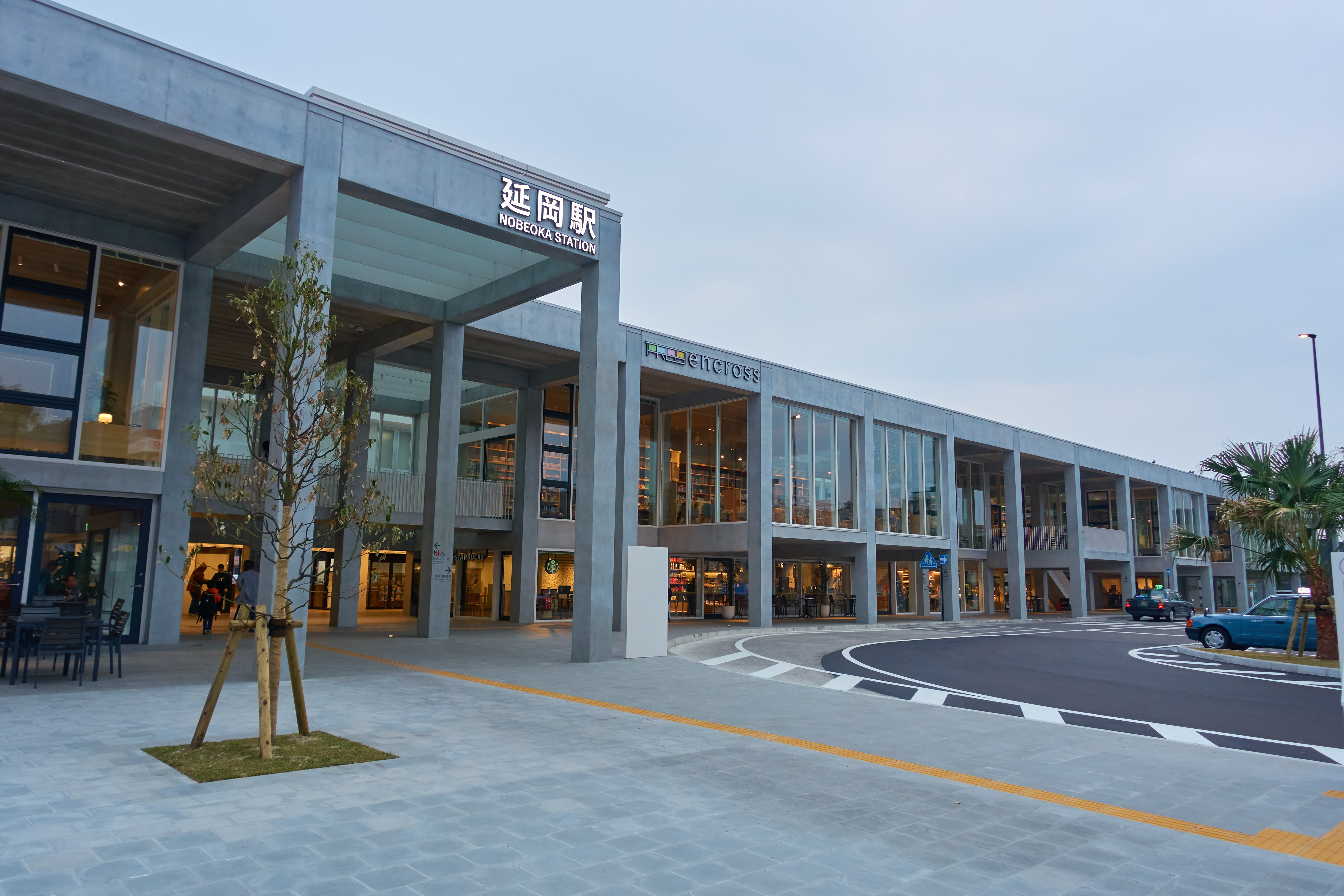
JR延岡駅。宮崎空港から特急列車でおよそ70分で到達する。

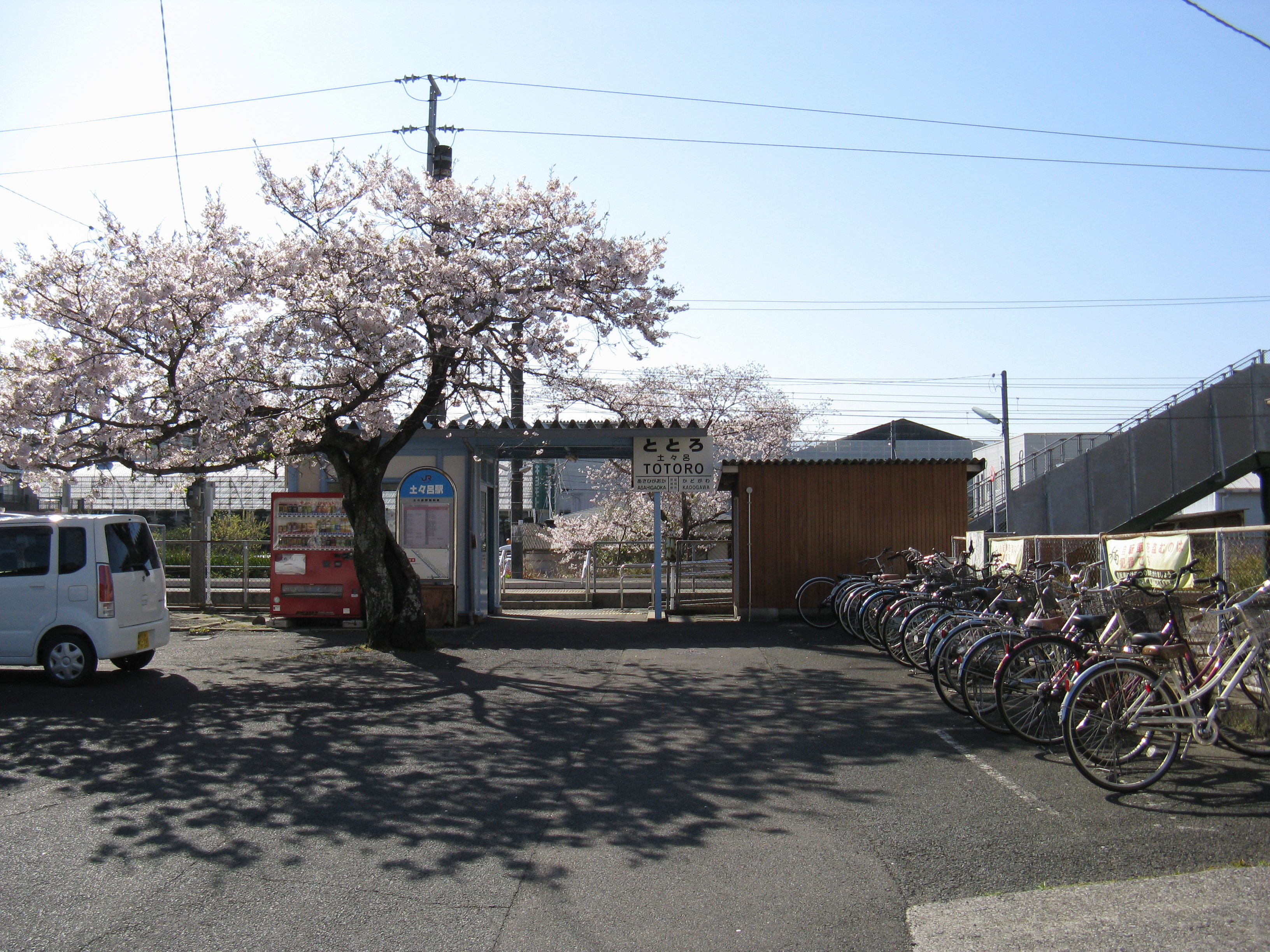
JR土々呂駅

### 鉄道路線
市内を南北に九州旅客鉄道（JR九州）日豊本線が通る。延岡駅、南延岡駅に特急が停車する。宮崎空港とも直結しており、特急「にちりん」「ひゅうが」利用でおよそ70分で到達する。大分駅まではおよそ2時間。延岡駅以北の普通列車は1日1.5往復のみである。
かつては延岡駅から高千穂線が分岐していたが、2005年9月の台風14号被害により休止した末、2007年に廃止された。
- 九州旅客鉄道（JR九州）
  - 日豊本線 : 市棚駅 - 北川駅 - 日向長井駅 - 北延岡駅 - 延岡駅 - 南延岡駅 - 旭ヶ丘駅 - 土々呂駅
- 中心となる駅：延岡駅

#### 廃止された鉄道路線
- 高千穂鉄道
  - 高千穂線：延岡駅 - 西延岡駅 - 行縢駅 - 細見駅 - 日向岡元駅 - 吐合駅 - 曽木駅 - 川水流駅 - 上崎駅 - 早日渡駅 - 亀ヶ崎駅

### バス

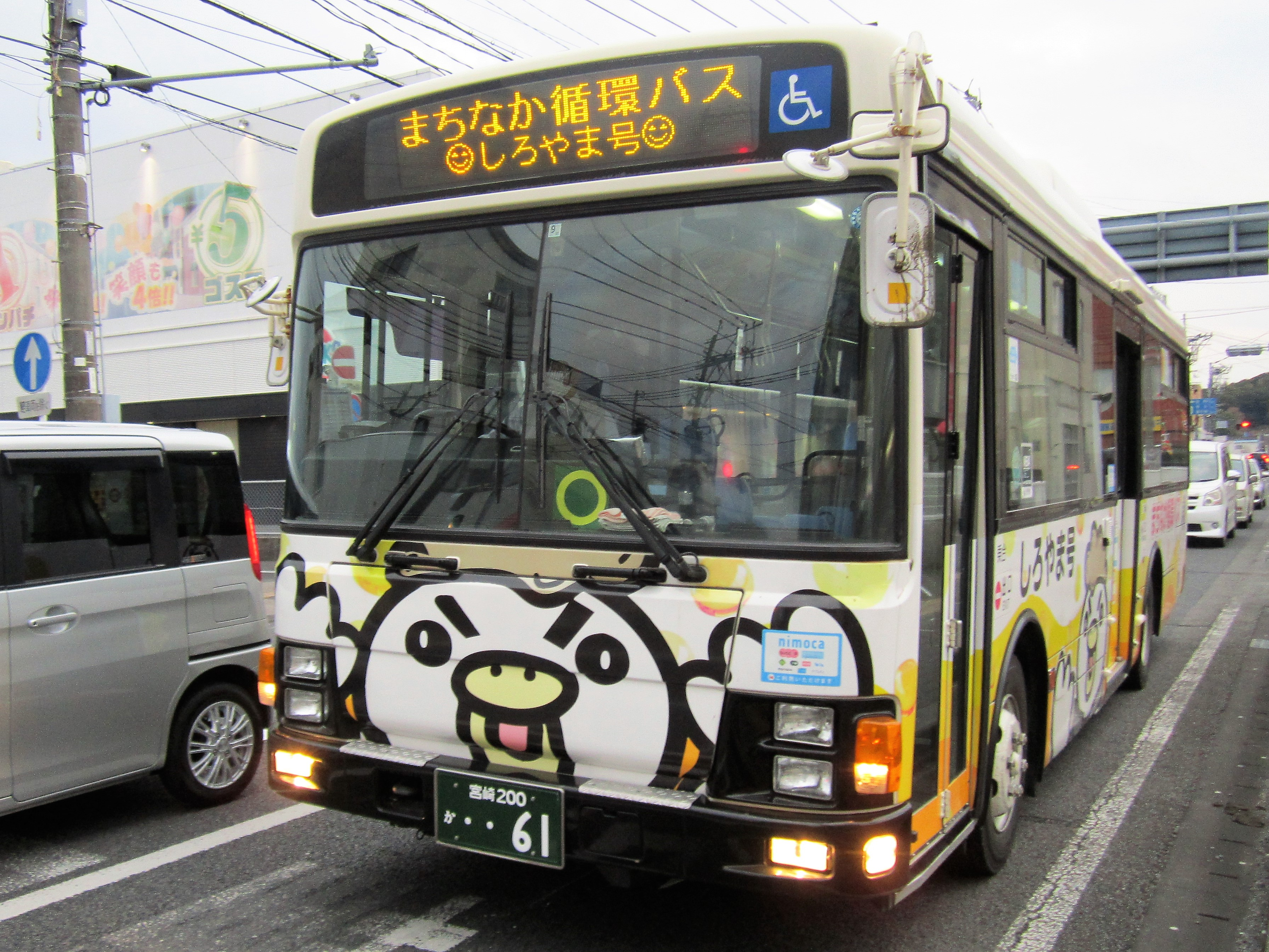
延岡まちなか循環バス

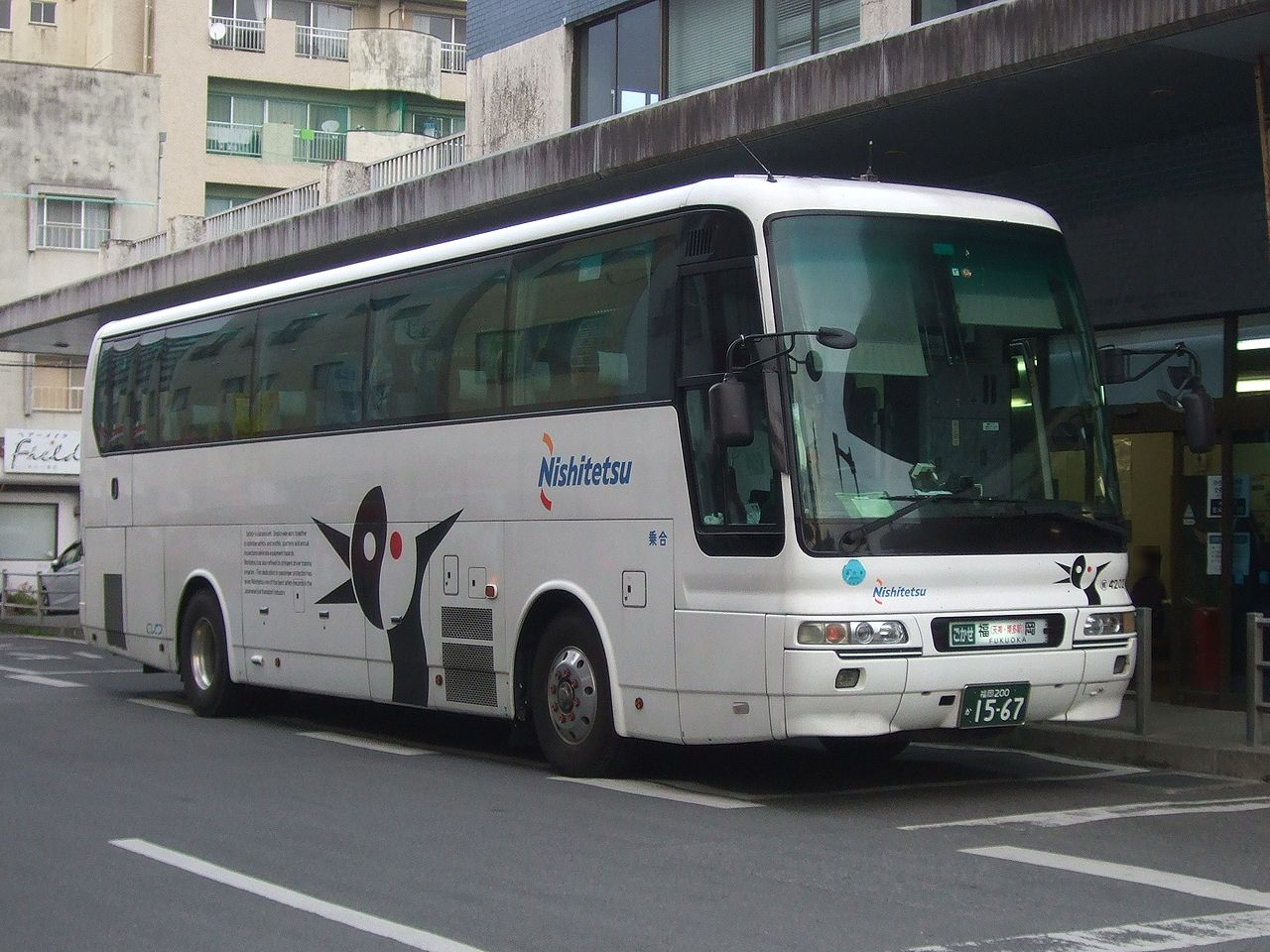
ごかせ号（福岡行き）

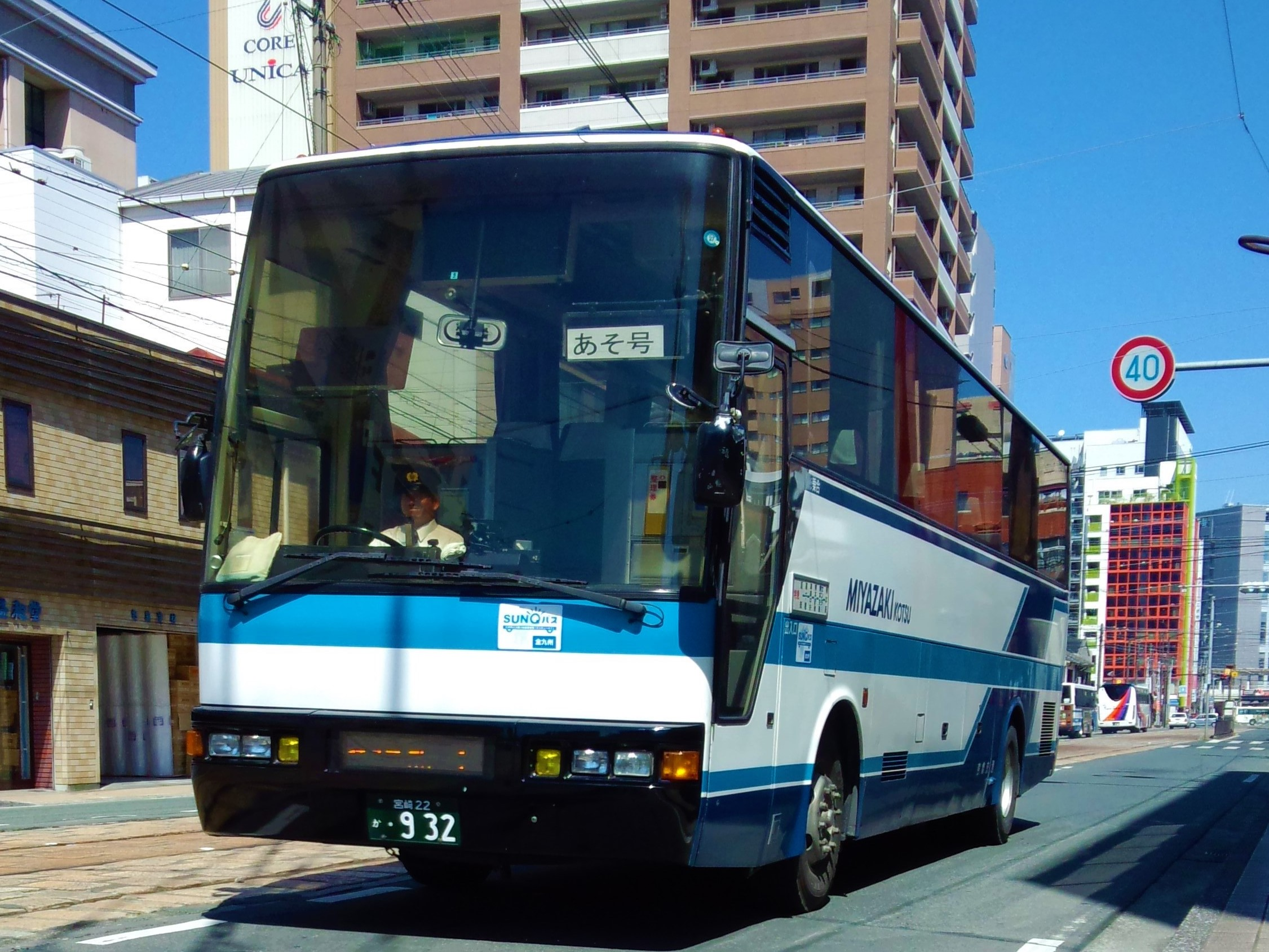
あそ号（熊本行き）

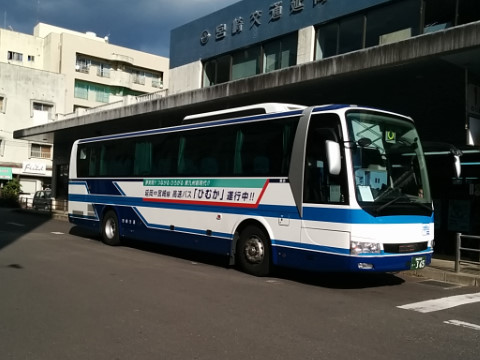
ひむか号（宮崎行き）

#### 路線バス
宮崎交通が市内のバス路線を運行している。市内路線のほか、門川町を経由して日向市との間を結ぶ路線や、日之影町を経由して高千穂町との間を結ぶ路線がある。
なお、一般バス路線のほか、延岡駅を起終点に中心市街地を循環運行するコミュニティバス「延岡まちなか循環バス」があり、市内バス路線と同じく宮崎交通が運行するが、運賃体系は異なっている。

#### コミュニティバス・乗合タクシー
平成の大合併以前の1市3町それぞれの地域で運行している。各路線とも、宮崎交通の路線バスへの乗り換えが可能となっているバス停がある。

#### 高速バス・特急バス
市内を発着・経由する高速バス、および特急バス路線は下記の通り。かつては九州島外とを結ぶ高速バスや夜行高速バス、また近隣主要都市への高速バスの発着があったが、現在では福岡市・熊本市とを結ぶ昼行路線のみとなっている。
【】内は市内のバス停留所。夜行路線については※を付与してある。
| 区分 | 路線名                           | 運行経路 | 運行本数 | 備考       |
| ---- | -------------------------------- | --- | -------- | ---------- |
| 高速 | ハッコーライナー （日向-博多便） | 福岡市 - 松橋IC - 高千穂総合公園前 - 【延岡祇園町】 - 【延岡駅】 - 日向市駅東口                                                    | 1日1往復 | [ 備考 1 ] |
| 高速 | ごかせ号                         | 福岡市 - 嘉島JCT - 九州中央自動車道 - 山都中島西IC - 高千穂バスセンター - 【川水流】 - 九州中央自動車道 - 【延岡駅前バスセンター】 | 1日4往復 | [ 備考 2 ] |
| 特急 | あそ号                           | 熊本市 - 熊本空港 - 高森町 - 高千穂バスセンター - 【延岡駅前バスセンター】                                                         | 1日2往復 | [ 備考 3 ] |

以下は休止または廃止した路線
| 区分 | 路線名                          | 運行経路 | 休廃止時期            | 備考       |
| ---- | ------------------------------- | --- | --------------------- | ---------- |
| 高速 | ひえつき号 ※                    | 大阪市 - 高千穂バスセンター - 【延岡駅前バスセンター】 | （休止）1993年2月1日  |            |
| 特急 | わかあゆ号                      | 大分市 - 【北川町】 - 【延岡駅前バスセンター】 | （休止）2010年3月末   |            |
| 高速 | ハッコーライナー （宮崎空港線） | 宮崎空港 - 日向市駅東口 - 門川本町 - 【延岡祇園町】 | （休止）2014年9月1日  |            |
| 高速 | 宮崎・延岡 - 福岡線 ※           | 福岡市（西鉄天神高速バスターミナル - 博多バスターミナル - 福岡空港国際線） - 高速基山 - 【延岡駅前バスセンター】 - 佐土原駅前 - 宮崎駅 - 宮交シティ | （休止）2020年5月31日 | [ 備考 4 ] |
| 高速 | ひむか号                        | 宮交シティ - 宮崎駅西口 - 宮崎BS - 国富BS - 西都IC - 日向IC - 門川BS - 【延岡駅前バスセンター】 | （休止）2021年4月1日  |            |
| 高速 | パシフィックライナー            | 宮交シティ - 宮崎駅 - 山形屋前/カリーノ宮崎前 - 県病院前 - 西の原 - 宮崎BS - 国富BS - 西都IC - 日向IC - 門川BS - 【延岡IC】 - パークプレイス大分 - 米良バイパス入口 - 要町（大分駅前高速バスのりば） - 中央通り - 大分新川 - 王子新町 - 高崎山 - 別府北浜 | （廃止）2021年4月1日  |            |

### 道路

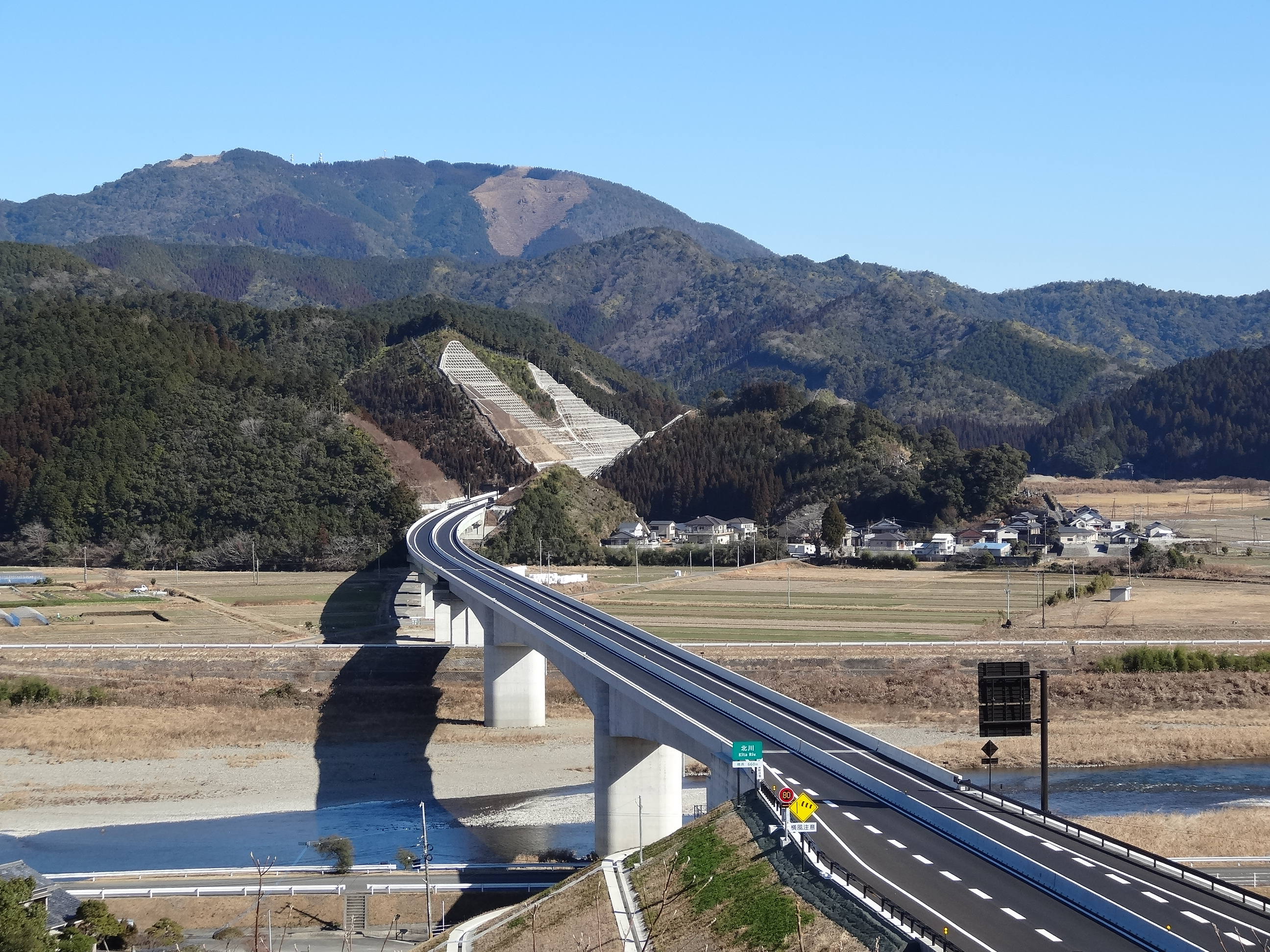
東九州自動車道（きたがわ大橋）

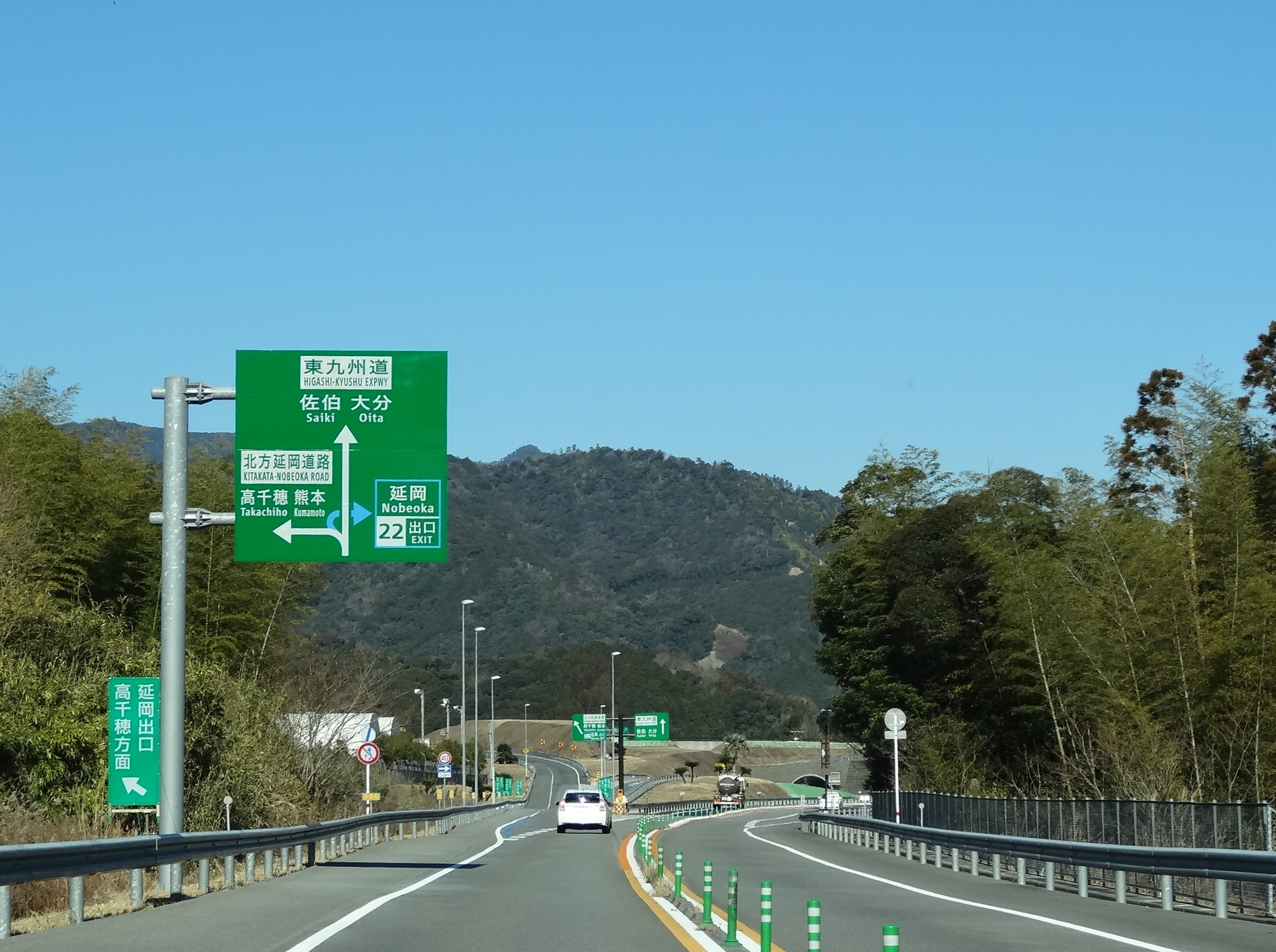
延岡ジャンクション

かつて、延岡市を含む県北地域の高速道路網は整備途上で「陸の孤島」と揶揄される地域であった。
東九州自動車道については、将来的に同路線を構成する延岡道路・延岡南道路（高規格幹線道路）が全区間暫定2車線で開通済みであり、2014年3月16日に日向IC-都農IC間が開通したことにより、県都の宮崎市まで高速道路で結ばれた。また、2015年3月21日の佐伯IC-蒲江IC間開通により大分市とも高速道路で直結し、2016年4月24日には北九州市とも直結した。
これにより、宮崎市までは約1時間25分、大分市までは約1時間30分、北九州市までは約3時間程度で到達することが可能となった。
九州中央自動車道については、将来的に同路線を構成する北方延岡道路（高規格幹線道路）が全線暫定2車線で開通済みである。北方延岡道路の整備によって、延岡市街から高千穂町までの所要時間が約46分となり、全線未整備時と比べて22分短縮された。そのほか、熊本市方面に向けて蘇陽五ヶ瀬道路・五ヶ瀬高千穂道路・高千穂雲海橋道路・高千穂日之影道路などの整備が進められており、更なる時短効果が期待されている。

#### 高速道路
- E10 東九州自動車道（延岡道路・延岡南道路区間を含む）

【大分県佐伯市】 - (20) 北浦IC - (20-1) 須美江IC - (21) 北川IC - (22) 延岡IC/JCT - (23) 延岡南IC - 【東臼杵郡門川町】
- E77 九州中央自動車道（北方延岡道路）

蔵田交差点 - 北方IC - 舞野IC - 延岡IC/JCT

#### 一般国道

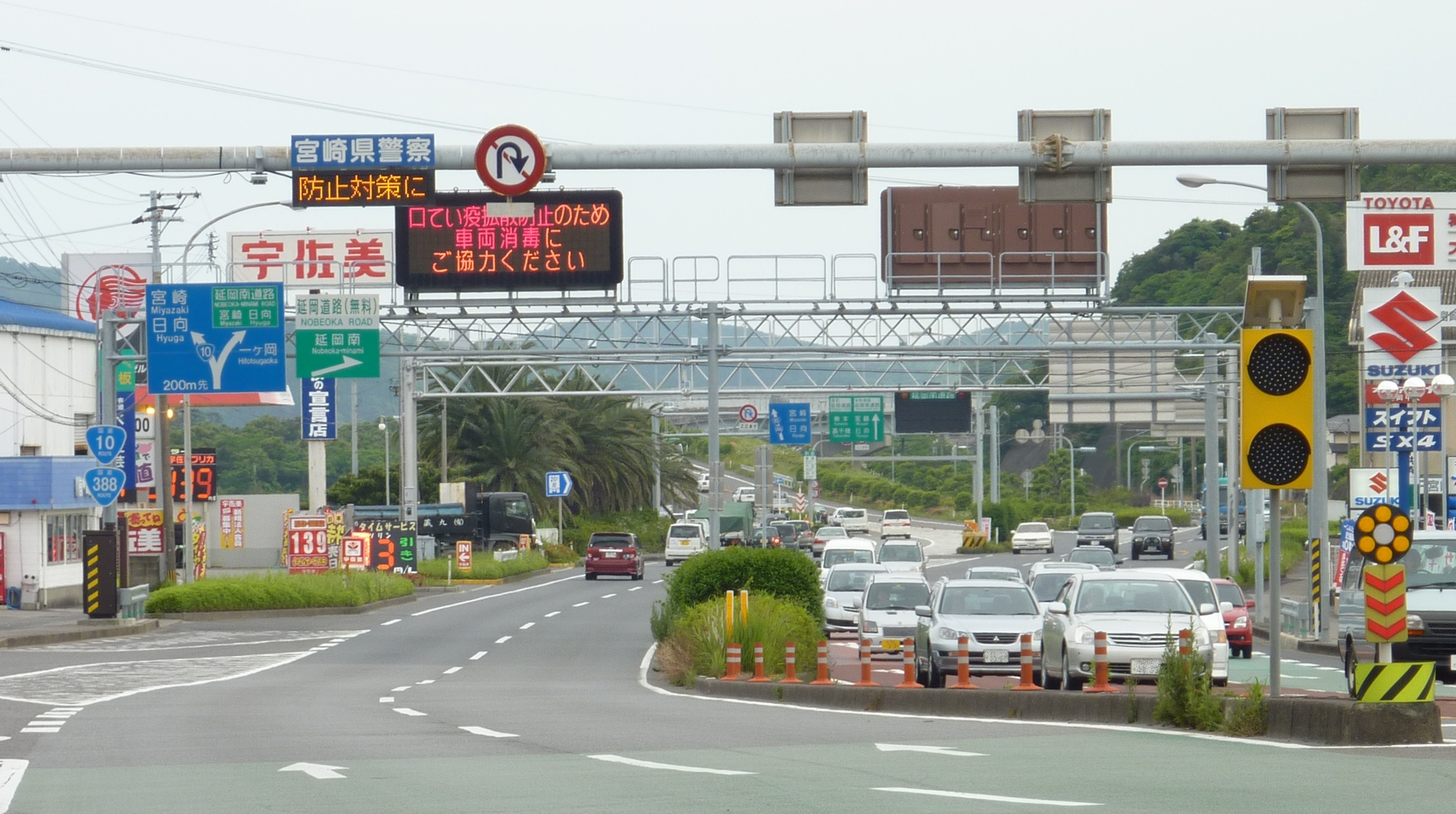
国道10号（塩浜町付近）

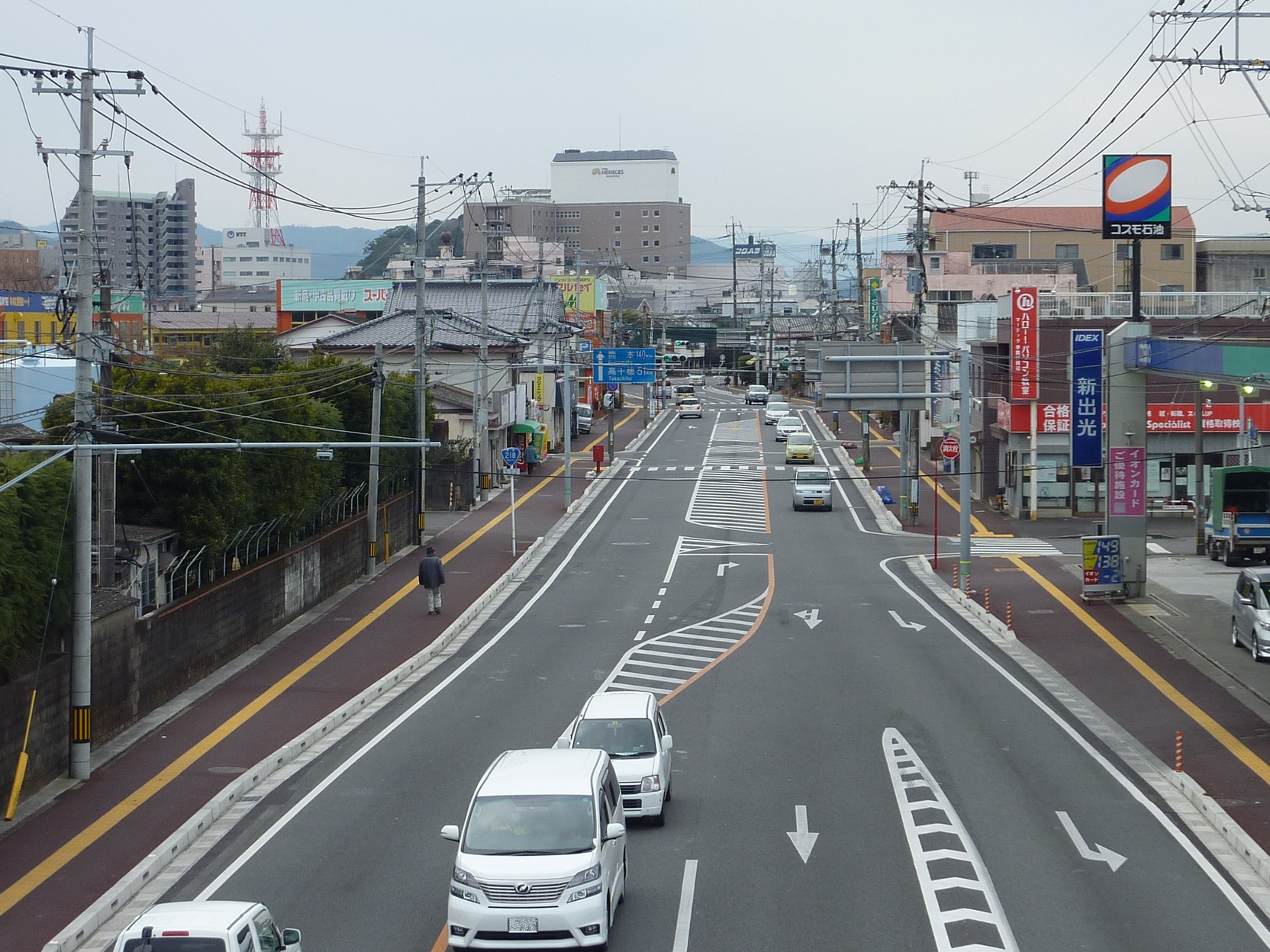
国道218号（昭和町）

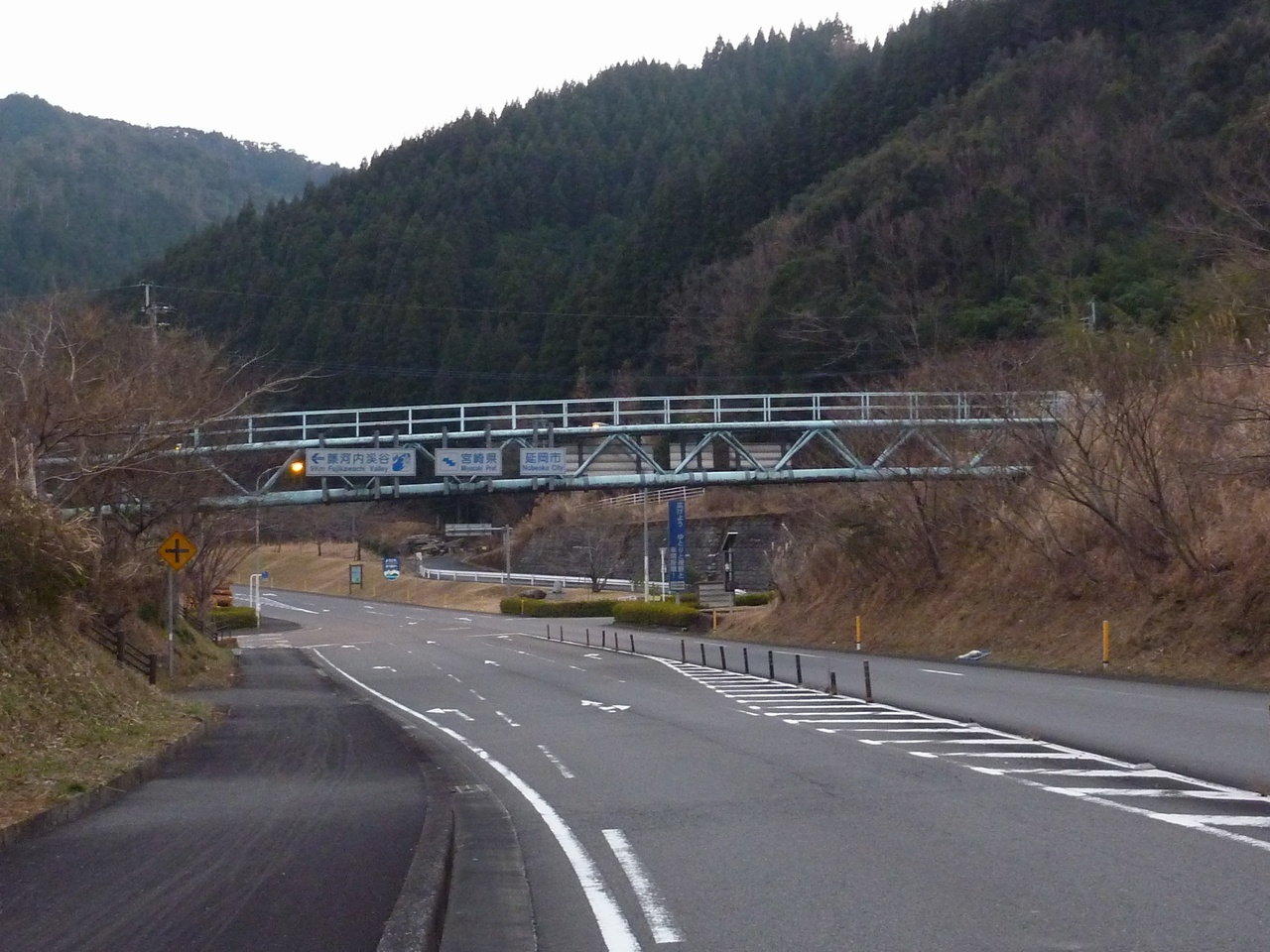
国道326号（宮崎・大分県境）

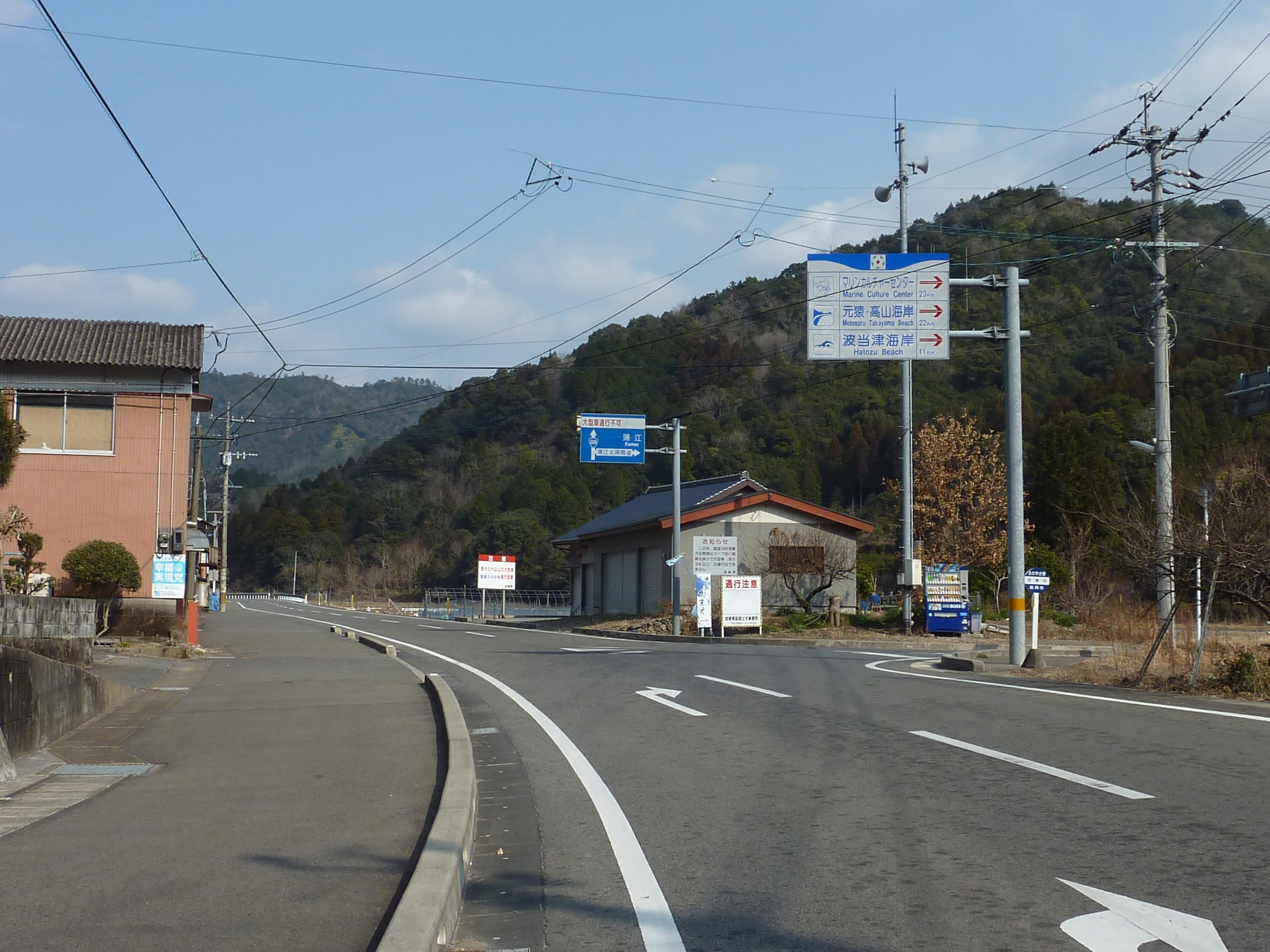
国道388号（北浦町三川内）

東九州の大動脈である国道10号が南北を通る。宮崎市や大分市まではおよそ2時間で到達する。
市街地から国道218号が高千穂・熊本方面へ分岐し、北方町地域を通過する。市街地北部の大門町からは国道388号が分岐し北浦町地域を通過し、蒲江・佐伯方面に至る。国道326号は北川町地域から分岐し犬飼・大分方面に至る。同路線は1990年代に抜本的に改良がなされ、現在では実質的に国道10号のバイパスとして機能している。
- 国道10号
- 国道218号
- 国道326号
- 国道388号

道の駅
- 北川はゆま（国道10号） - 東九州自動車道・北川ICに隣接
- 北浦（国道388号）
- 北方よっちみろ屋（国道218号） - 九州中央自動車道・蔵田交差点に隣接

#### 都道府県道
主要地方道

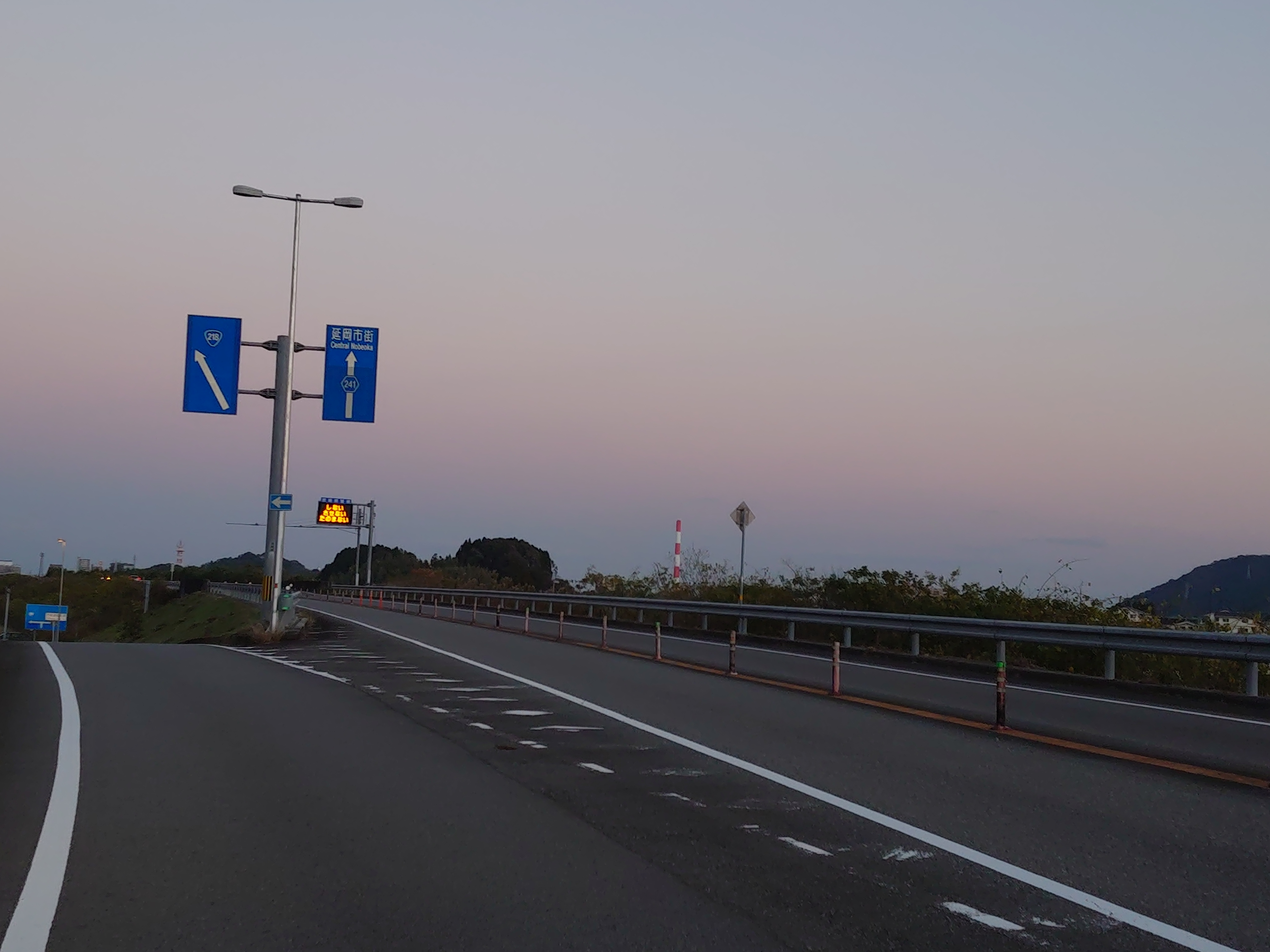
宮崎県道241号延岡インター線
（延岡インターアクセス道路）

- 宮崎県道16号稲葉崎平原線（国道10号の旧道）
- 宮崎県道20号北方北郷線
- 宮崎県道43号北川北浦線
- 宮崎県道49号北方土々呂線

一般県道
- 宮崎県道・大分県道122号古江丸市尾線
- 宮崎県道207号岩戸延岡線
- 宮崎県道212号浦城東海線
- 宮崎県道214号上祝子綱の瀬線
- 宮崎県道215号板上曽木線
- 宮崎県道217号早日渡停車場線
- 宮崎県道219号日向長井停車場線
- 宮崎県道220号延岡停車場線
- 宮崎県道222号南延岡停車場線
- 宮崎県道223号延岡港線
- 宮崎県道224号遠見半島線
- 宮崎県道225号八重原延岡線
- 宮崎県道226号土々呂日向線
- 宮崎県道235号樫原細見線
- 宮崎県道237号北方高千穂線
- 宮崎県道241号延岡インター線（地域高規格道路）
- 宮崎県道242号北方インター線
- 宮崎県道243号須美江インター線

### 港湾
延岡市内には4つの地方港湾と4つの漁港がある。
- 地方港湾
  - 古江港
  - 熊野江港
  - 延岡港
  - 延岡新港
- 漁港
  - 島野浦漁港(第3種)
  - 土々呂漁港(第3種)
  - 南浦漁港(第2種)
  - 北浦漁港(第4種)

旅客船
- 日豊汽船 : 島浦島までの交通手段として利用されているカーフェリー。島野浦漁港 - 浦城漁港を高速艇で約10分、フェリーで約20分で結んでいる[30]。

## 観光

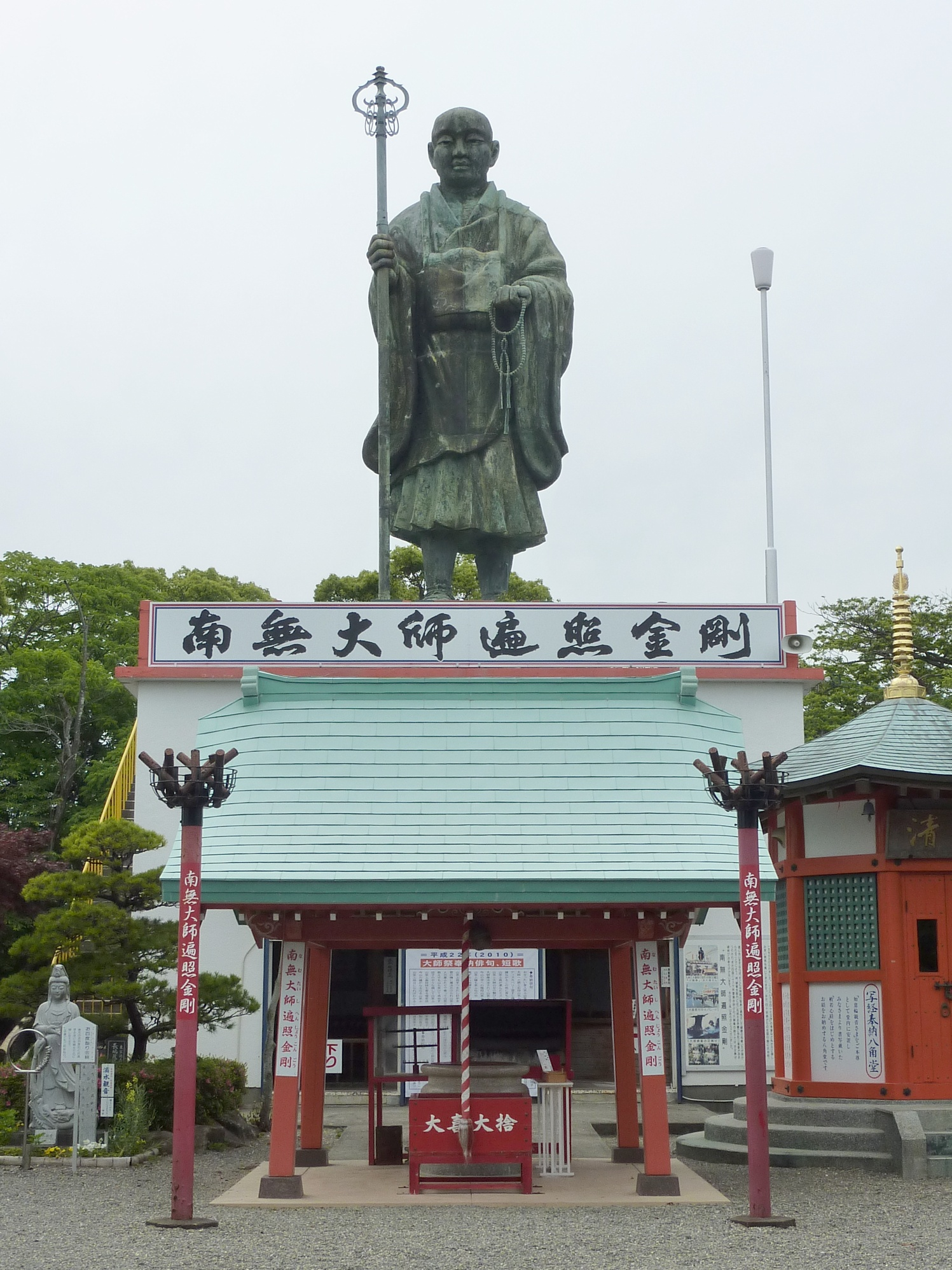
今山大師

### 名所・旧跡
- 今山大師寺
- 今山八幡宮

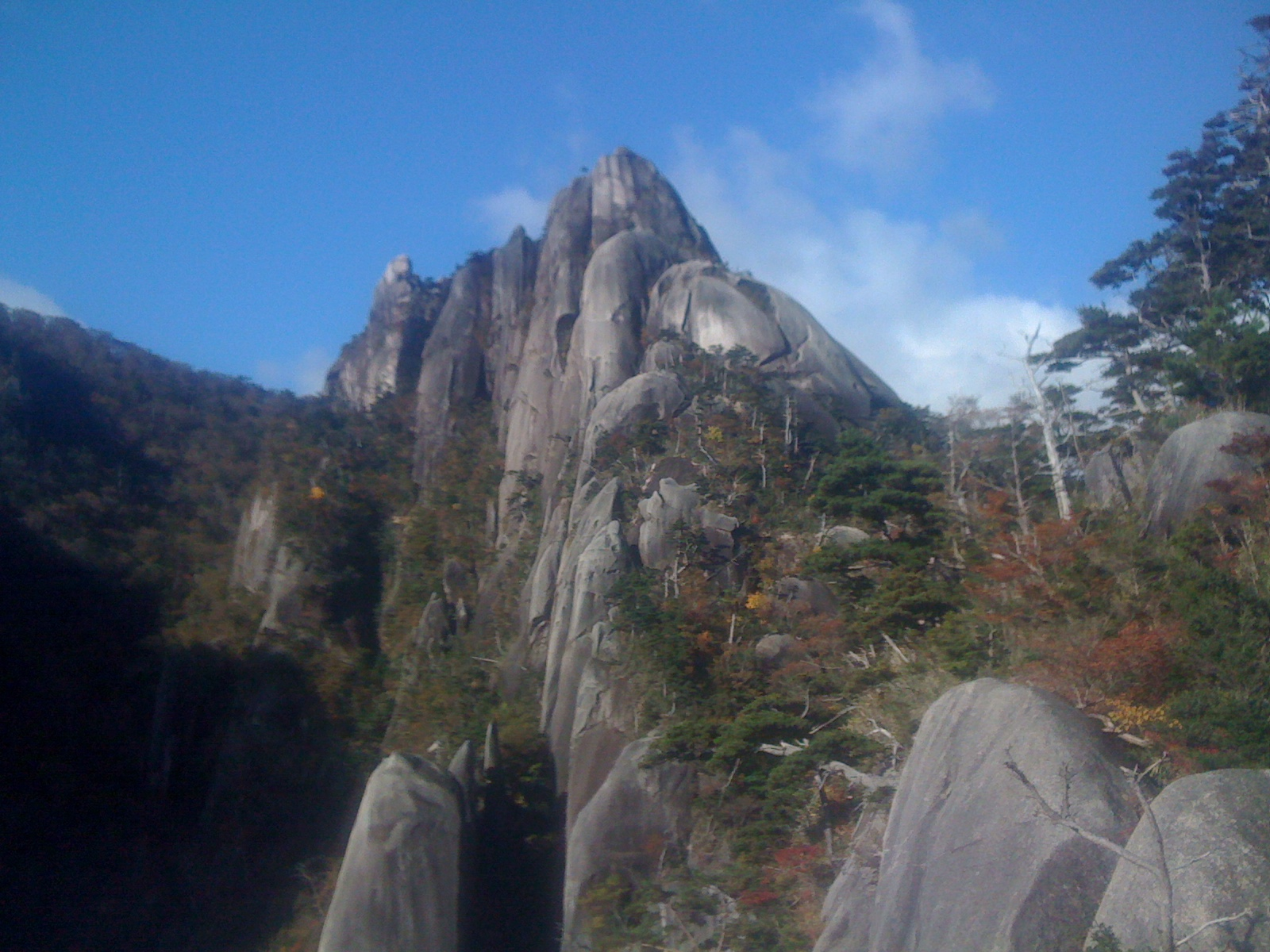
大崩山

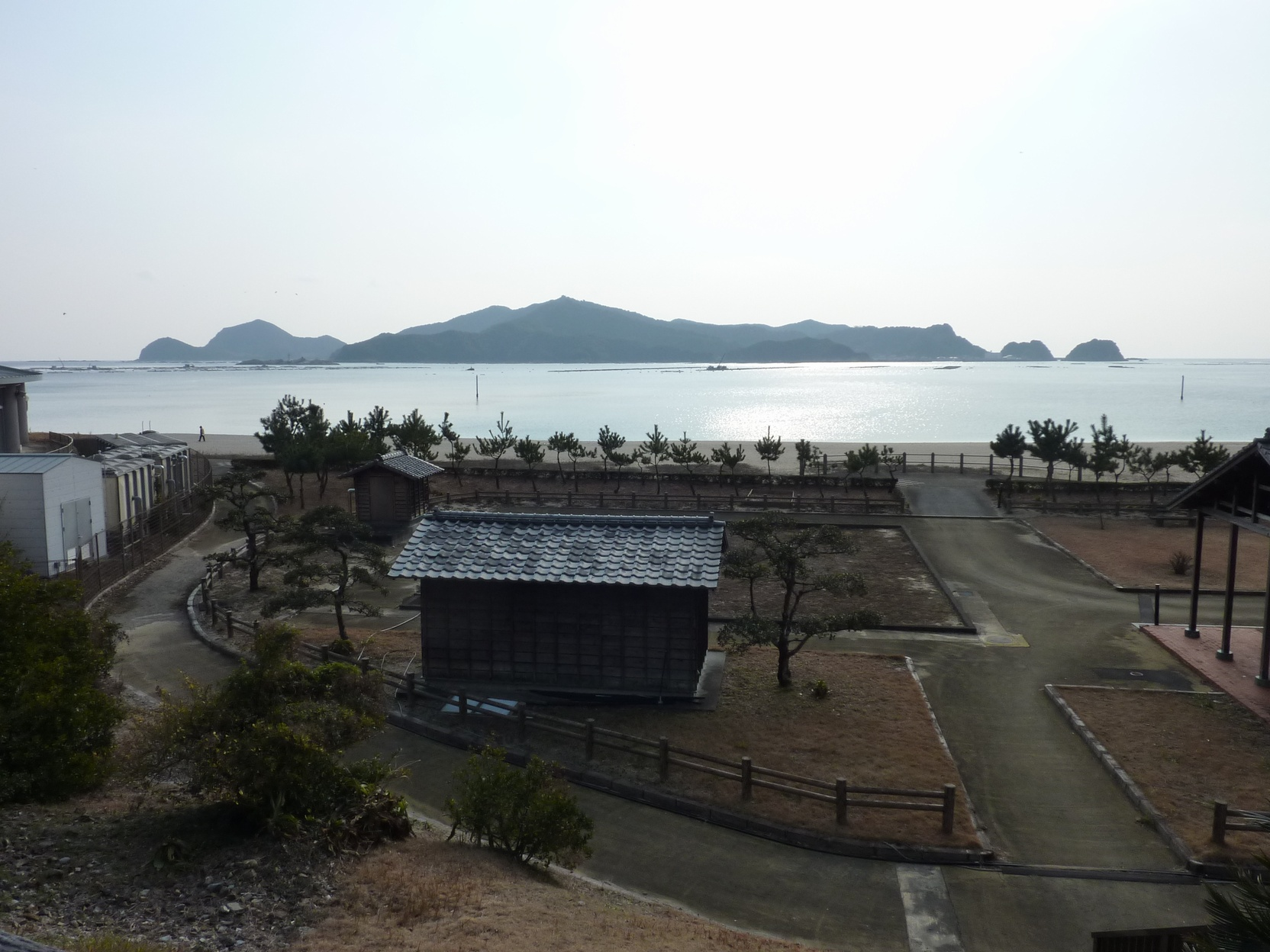
島浦島

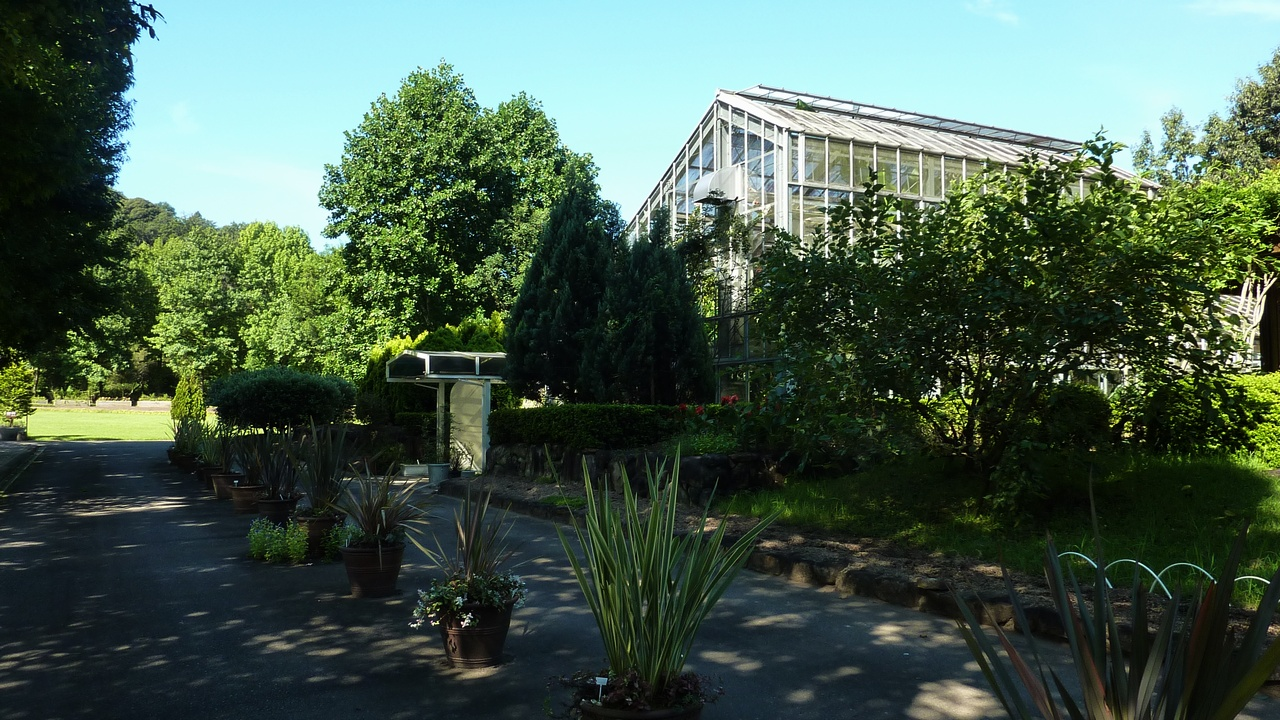
延岡植物園

- 延岡城跡（城山公園、日本の歴史公園100選）
- 岩熊井堰
- 南方古墳群
- 和田越古戦場
- 行縢山・行縢の滝（日本の滝百選）
- 愛宕山（日本の夜景100選、日本夜景遺産、美しい日本の歩きたくなるみち500選）
- 祝子川渓谷（21世紀に残したい日本の自然100選）
- ホタルの館・川舟の館
- 森谷観音滝
- 香花谷観音滝
- 黒内滝
- 大崩山（おおくえやま）
- 島浦島
- 南北浦海岸（日豊海岸国定公園）
- 北浦臨海パーク（きたうらら海市場）

### 文化施設

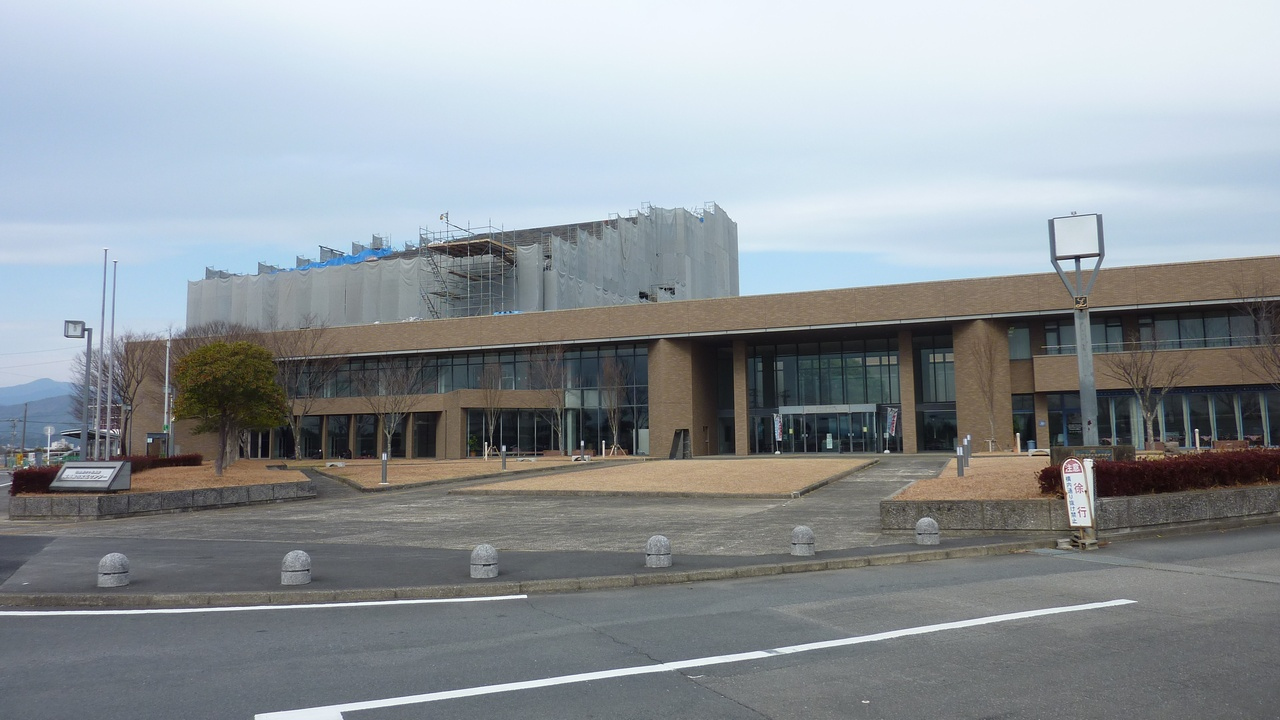
延岡総合文化センター

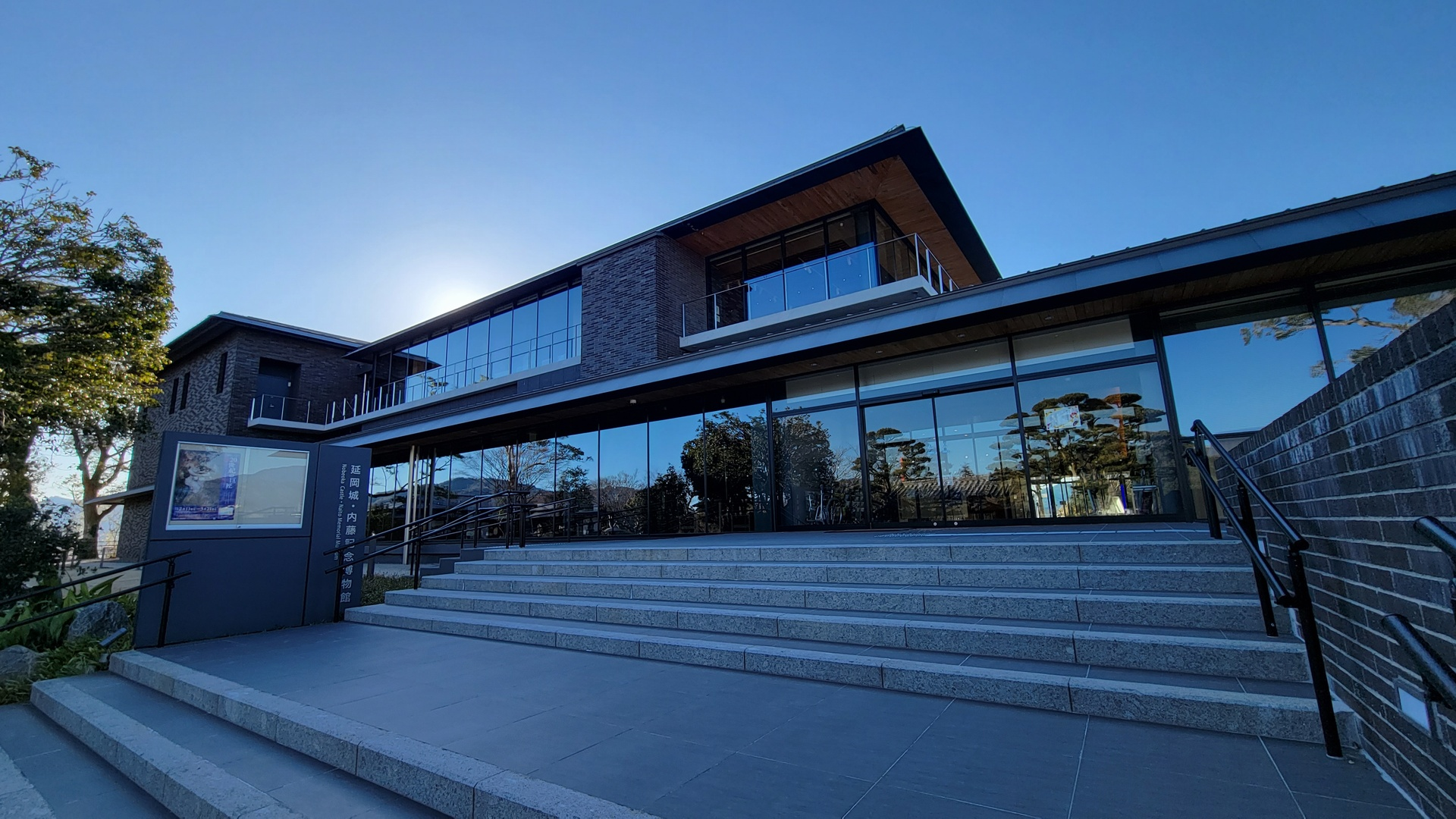
延岡城・内藤記念博物館

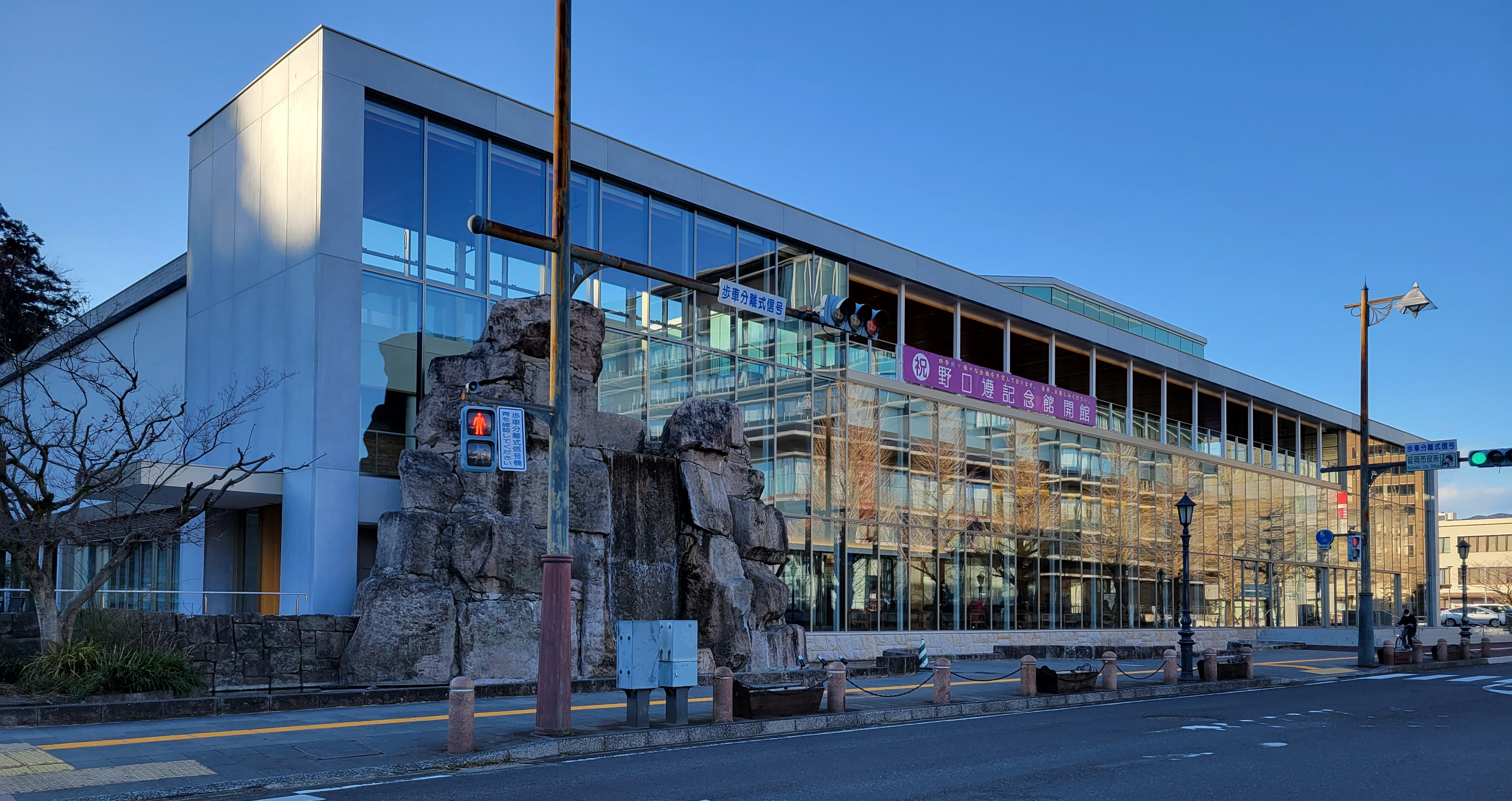
野口遵記念館

- 延岡市立図書館
- 延岡総合文化センター
- 延岡城・内藤記念博物館
- 野口遵記念館
- 旭化成展示場

### レジャー施設
- 西階運動公園
  - 西階陸上競技場
- 延岡市民体育館

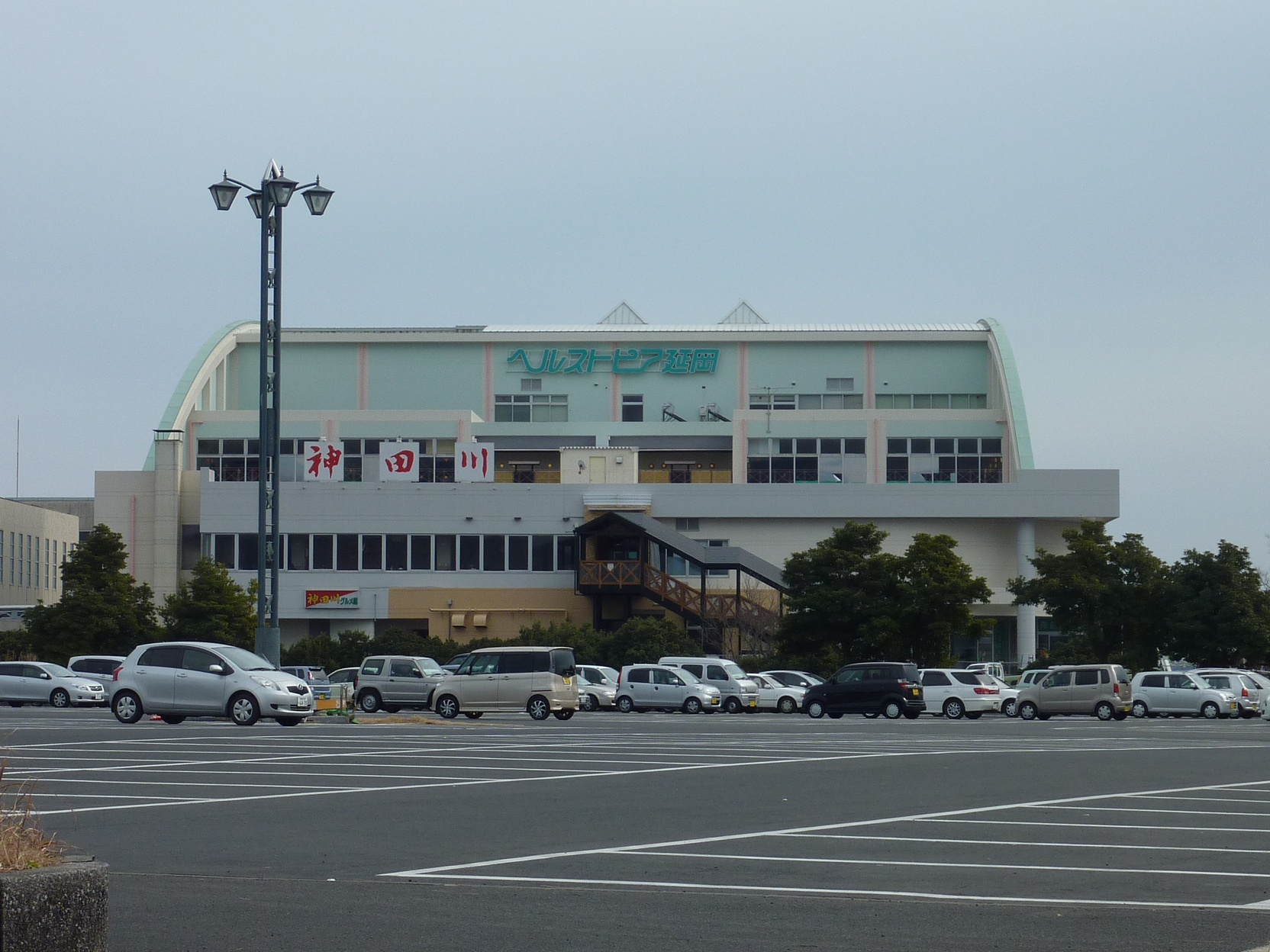
ヘルストピア延岡

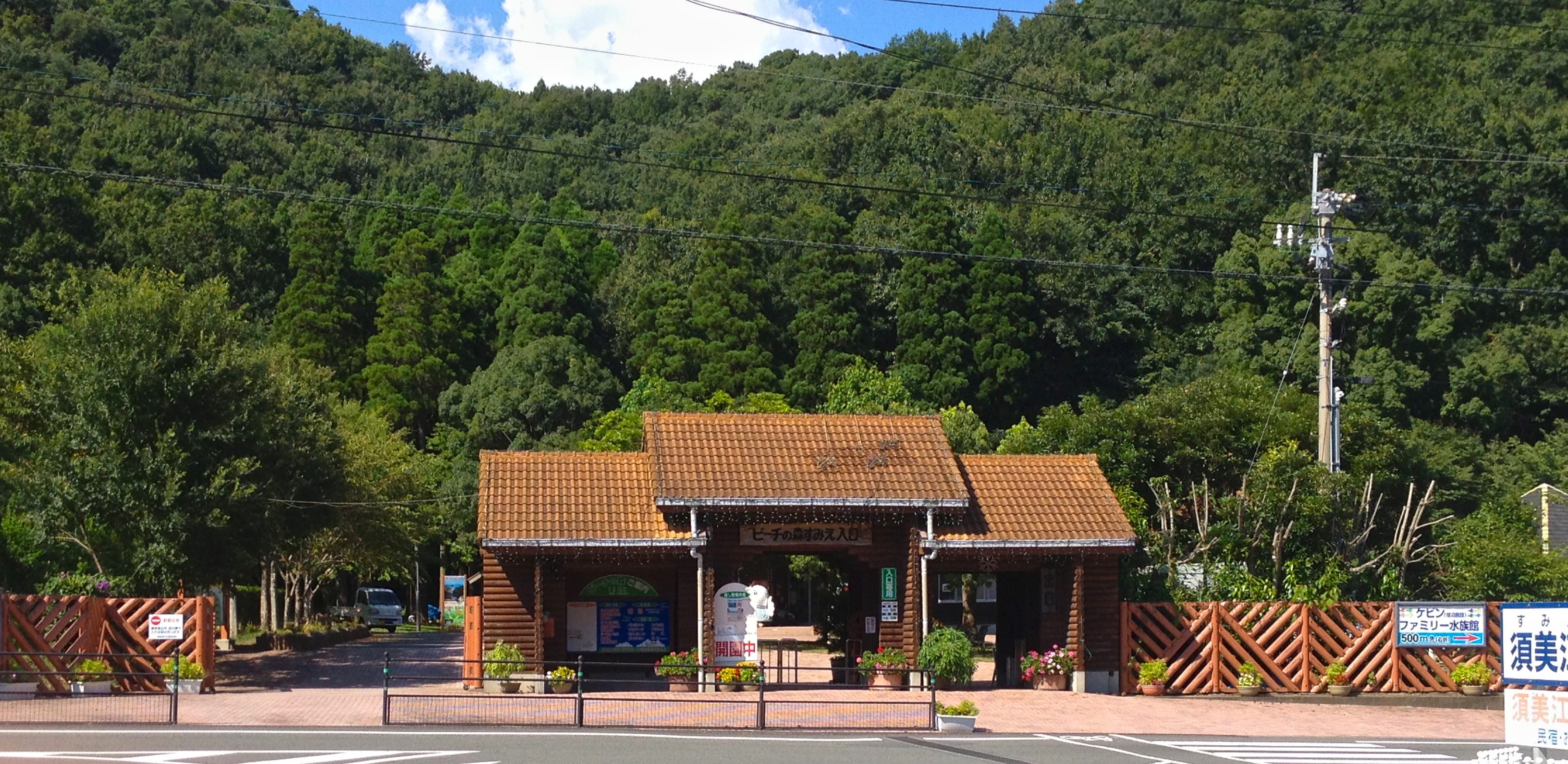
須美江家族旅行村（ビーチの森すみえ）

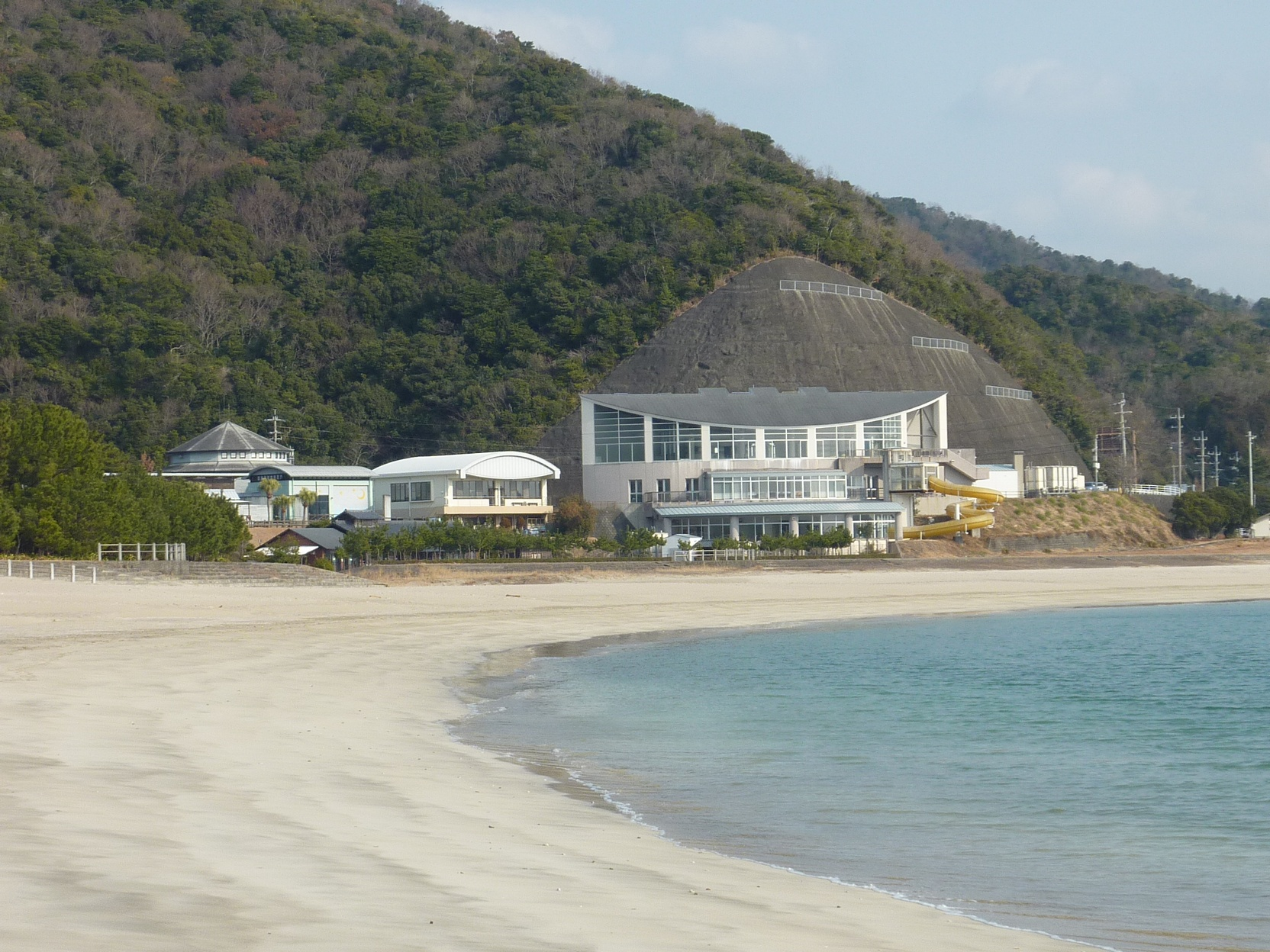
下阿蘇海水浴場・道の駅北浦

- 延岡シネマ - 県北唯一の映画館。旧延岡大映。
- ヘルストピア延岡
- 須美江家族旅行村
  - 須美江海水浴場
  - ビーチの森すみえ
  - すみえファミリー水族館
- ETOランド速日の峰
- 熊野江海水浴場
- 浦城海水浴場
- 下阿蘇海水浴場 - 九州で唯一快水浴場百選特選となる海水浴場。
- 湯の谷温泉
- 祝子川温泉
- 延岡植物園

### 伝統行事

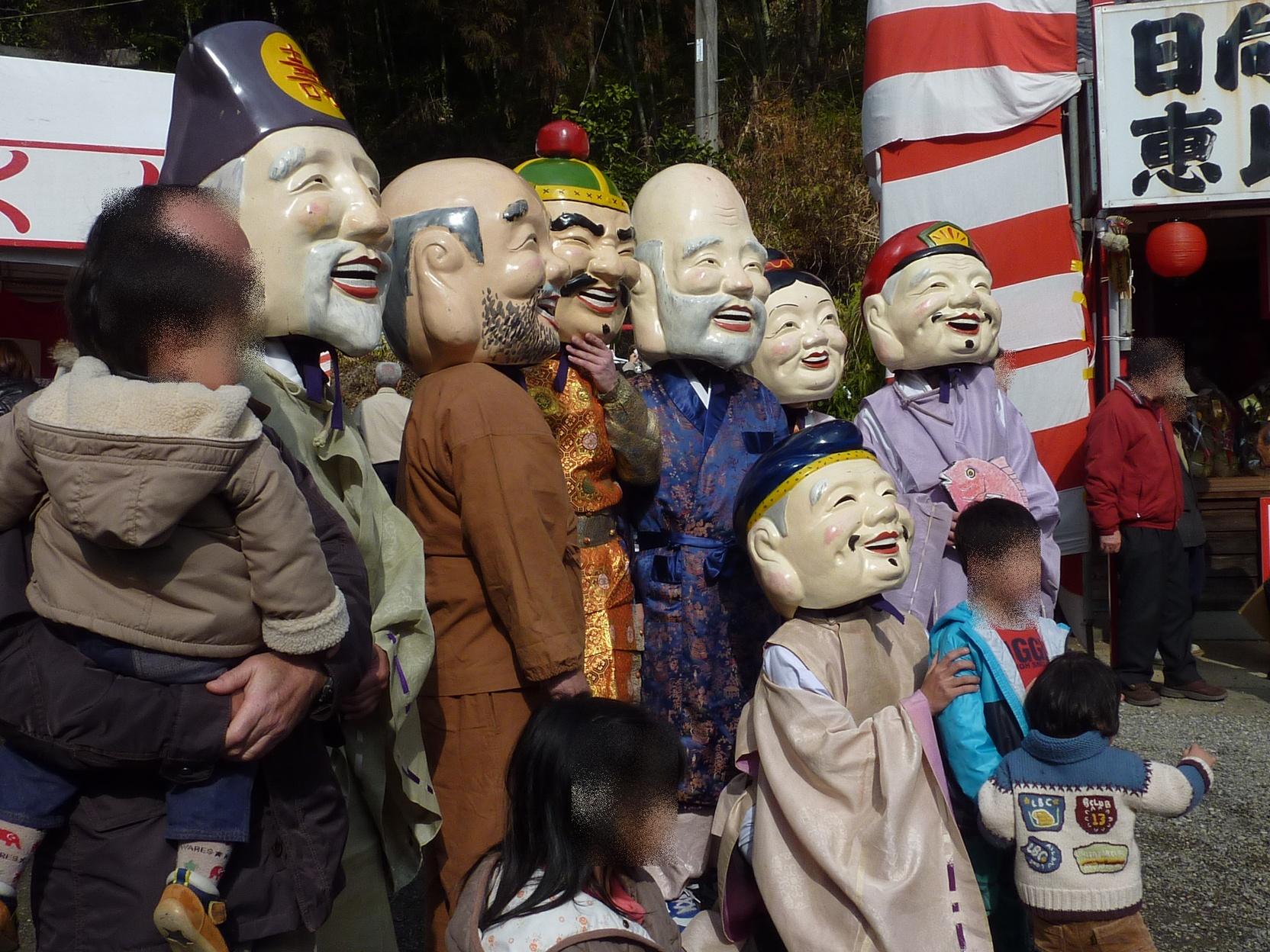
今山十日えびすの七福神

- 今山十日えびす（毎年2月10日 - 11日）
- 延岡大師祭
- 城山鐘祭り（毎年6月10日）
- 熊野神社の歳頂火（せとき 毎年旧暦1月15日に最も近い土曜日）
- 延岡城址天下一薪能

### 伝統芸能
- ばんば踊り
- 伊形花笠踊り
- 延岡神楽
- 川坂神楽

### レジャー行事
- 五ヶ瀬川の秋の鮎梁

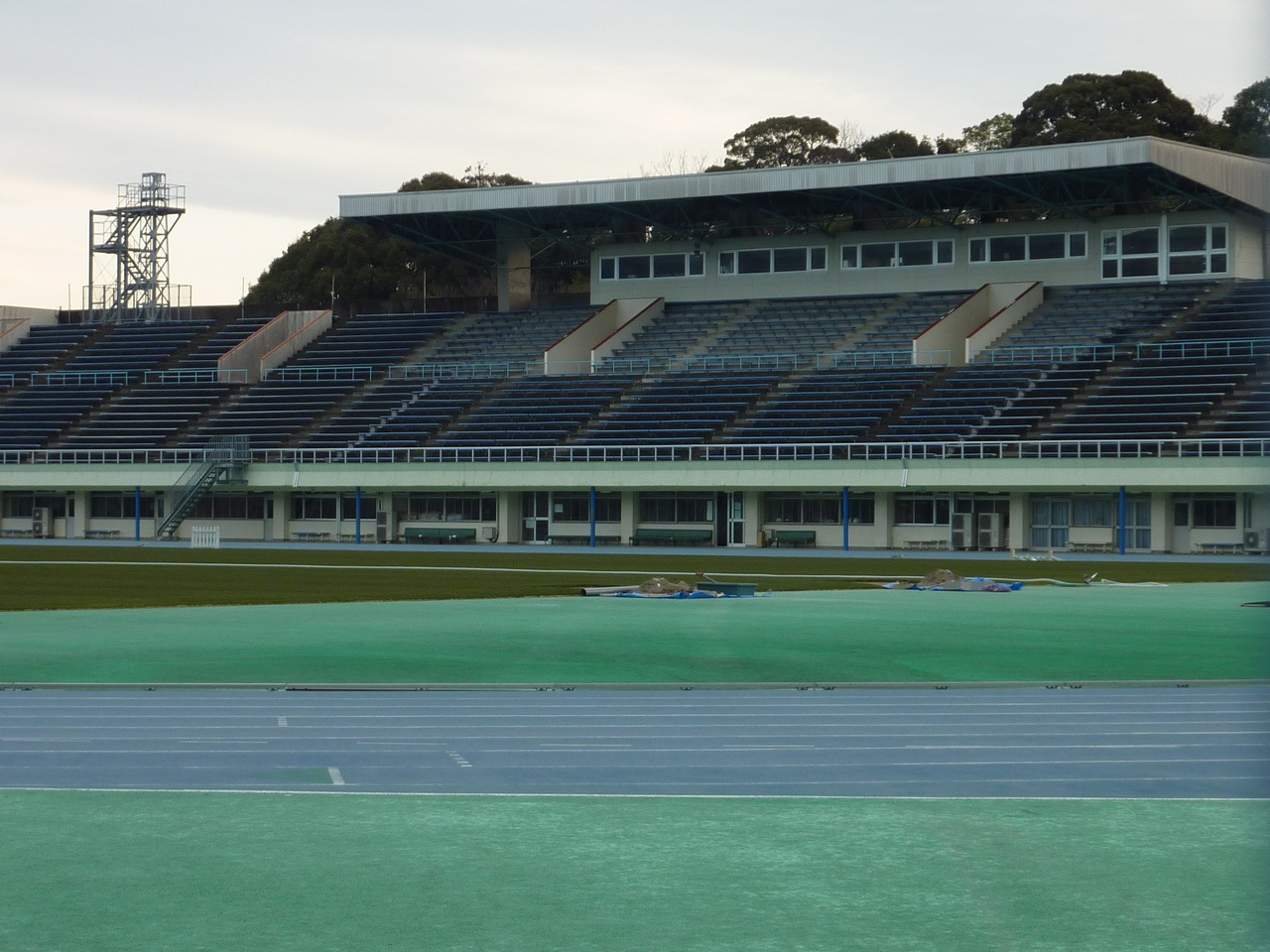
ゴールデンゲームズの会場となる西階陸上競技場

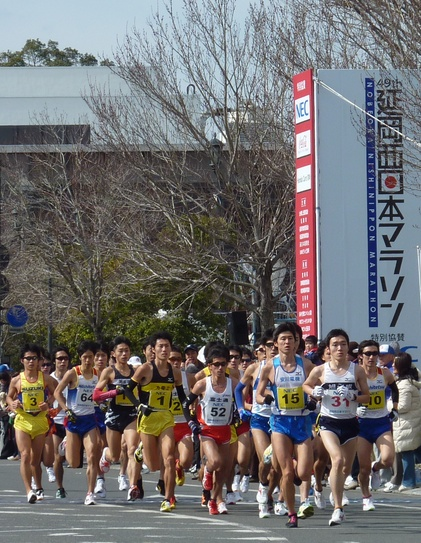
延岡西日本マラソン

  - 史料で確認されている限りでも有馬藩政時代以来の300年の伝統を誇る五ヶ瀬川流域一帯の秋の風物詩。河原で鮎を焼く香ばしい香りは環境省のにも選定された[31]。
- まつり延岡（夏祭り 毎年7月下旬）
- 延岡城址 天下一薪能
- 延岡西日本マラソン（毎年2月第3日曜日）
- ゴールデンゲームズinのべおか（毎年5月）
- 五ヶ瀬川イカダ下り
- 東九州バスク化構想
  - ヨーロッパ・バスク地方を範にとった、美食をテーマにしたイベントが、佐伯市と共同で2016年から行われている。

### 工芸品
- のぼりざる(1968年(昭和43年)用年賀切手の絵柄になった事がある)
- 紅渓石硯
- 五月幟
- 祝子焼

### 特産品
- 鮎
- 子持ち鮎めし
- ちりめん
- めひかり
- いせえび
- チキン南蛮
- しいたけ
- 空飛ぶ新玉ネギ
- あっぱれ銀太郎
- ばんば漬け
- やぶれまんじゅう
- 地ビール：ひでじビール
- 地酒：千徳
- 焼酎：佐藤焼酎

### 百選
- かおり風景100選：五ヶ瀬川の鮎焼き
- 日本の歴史公園100選：城山公園
- 21世紀に残したい日本の自然100選：祝子川渓谷[32]
- ヘリテージング100選：綱ノ瀬橋梁
- 日本の重要な湿地500：家田（えだ）・川坂（かわざか）湿地
- 日本の夜景百選・日本夜景遺産・美しい日本の歩きたくなるみち500選：愛宕山公園[33]
- 水の郷百選：水とみどりと活力のある都市-のべおか-
- 快水浴場百選：下阿蘇ビーチ（海の部特選）、須美江海水浴場
- 日本の滝百選：むかばきの滝
- 日本清流百選：五ヶ瀬川
- 島の宝100景 : 島野浦島

## スポーツ
- 旭化成陸上部
- 旭化成柔道部
- FC延岡AGATA

## 著名な出身者
- 青山弥生 - 劇団四季
- 天野里咲 - アイドル・タレント
- 石谷春貴  - 声優
- 市來伴子 - 衆議院議員
- 伊藤沙月 - プロボクサー
- 稲用博美 - 元宮崎県副知事、宮崎県立看護大学理事長
- 犬神千代吉 - 元電撃ネットワーク
- INO hidefumi - ミュージシャン
- 胤康 - 勤皇の僧侶
- 植田将崇 - 放送作家
- 宇野正晃 - コスモス薬品創業者・会長、日本の富豪ランキング15位
- 江尻喜多右衛門 - 延岡藩郡奉行、岩熊井堰工事
- 可愛嶽実男 - 元大相撲力士（最高位：十両4枚目）
- 小田清兵衛 - 素封家、貴族院多額納税者議員
- 大崎昭一 - 元日本中央競馬会騎手
- 沖田愛加 - フリーアナウンサー
- 小野錦 - NHK佐賀放送局キャスター（前NHK宮崎放送局キャスタ－）
- 甲斐彩加 - 文化放送アナウンサー
- 金子裕則 - シンガーソングライター
- 鎌田正彦 - SBSホールディングス創業者・社長
- 河井案里 - 元参議院議員（当選無効）
- 河野博史 - ブドウ農家、ヘラクレスオオカブトのブリーダー
- 35代木村庄之助 - 大相撲立行司
- 木村春也 - 相撲行司
- 木村つづく - ラジオパーソナリティ、ローカルタレント ※大貫町出身
- 草野大輔 - 元プロ野球選手（内野手・外野手）
- 黒木純司 - 元プロ野球選手（投手）
- 琴恵光充憲 - 大相撲力士（最高位：東前頭4枚目）
- 後藤勇吉 - 日本初の民間パイロット (1896 - 1928)
- 小松孝英 - 美術家
- 酒井瞳 - マルチタレント、元アイドリング!!!
- s@ko - 宮崎のラジオパーソナリティー、ローカルタレント
- ザ・グレート・カブキ - プロレスラー
- 白田秀彰 - 法学者
- 妹尾安南 - ラグビー選手
- 高橋巨典 - フリーアナウンサー、元テレビ宮崎アナウンサー
- 高濱雅己 - 日本航空123便墜落事故で殉職した機長 方財出身
- 竹内千春 - 衆議院議員
- 田島日出雄 - 元日本中央競馬会騎手
- 谷克二 - 作家
- 田原誠次 - プロ野球選手（投手）
- 中尾諭介 - In the Soupのボーカル・ギター
- 永田法順 - 琵琶法師、宮崎県の無形文化財保持者
- 長野誠 - SASUKEオールスターズ・漁師「第28金比羅丸」船長 ※旧・北浦町出身
- 中林久子  - 海上保安官
- NOISY - ミュージシャン、DUSTAR-3
- 羽黒岩智一 - 大相撲力士（最高位：東小結）
- 橋口浩二 - 高知競馬場実況アナウンサー
- 橋口祐葵 - 柔道家
- 日高亀市 - 実業家、漁業技術改良者
- 日野三代春 - テーブルマークホールディングス代表取締役社長
- 福島瑞穂 - 社会民主党副党首、参議院議員、弁護士
- 福良淳一 - 元プロ野球選手・監督（内野手、元オリックス・バファローズ監督）※旧・北浦町出身
- 藤江監物 - 延岡藩家老、岩熊井堰工事
- 本田誠人 - 脚本家、演出家、俳優
- 前田壮太 - お笑い芸人、カラタチ (お笑いコンビ)メンバー
- 真栄田雅也 - キヤノン代表取締役社長・COO
- 松恵山邦治 - 大相撲力士（最高位：東十両17枚目）
- 松田丈志 - 水泳選手
- 松田里奈 - アイドル・櫻坂46メンバー
- 馬原美穂 - シンガーソングライター
- 南克幸 - バレーボール選手
- 安田伊佐夫 - 元日本中央競馬会騎手・調教師
- 柳田聖人 - 元プロ野球選手（内野手）
- JO(ダンサー・SEGA SAMMY LUX所属)
- 佐賀一郎 - デザイン史家、グラフィックデザイナー、教育者
- 桂銀治 - 三代目桂伸治門下の落語家
- 長村晃宏 - 大相撲力士